# Parc national de Bako
Pour les articles homonymes, voir Bako.
Le parc national de Bako, inauguré en 1957 en Malaisie orientale, est le plus ancien parc national ouvert dans le Sarawak à Bornéo. Il s’étend sur 27,27 km², de l'extrémité de la péninsule de Muara Tebas à l’estuaire des fleuves de Bako et Kuching. Une distance de 37 km par route le sépare de Kuching. La côte, sous l’effet de l'érosion, se compose de falaises abruptes, de cap rocheux et de larges baies sablonneuses. L’érosion due aux vagues a sculpté, au pied des falaises, bon nombre des caps rocheux en des arches ou colonne marines dont les motifs colorés sont dus à des dépôts ferrugineux. Le parc n'est accessible qu’après une traversée de 20 minutes en bateau depuis Kampung Bako.
Bako est l’un des plus petits parcs nationaux du Sarawak, mais n’en est pas moins l’un des plus intéressants : la forêt tropicale, la vie sauvage florissante qui s’y trouve, les ruisseaux de la jungle, les chutes d’eau, la richesse botanique du sol, les plages isolées et les pistes de randonnées qu’il contient en sont sa grande richesse. 

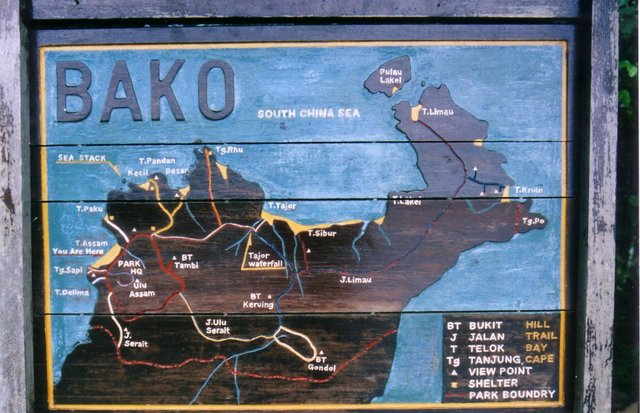
Carte du parc national de Bako

Un réseau constamment entretenu de 16 sentiers de randonnées, codifié à l’aide de différentes couleurs allant de la balade tranquille à la randonnée de 24 h dans la jungle permet au visiteur d’optimiser sa venue dans cet environnement unique.

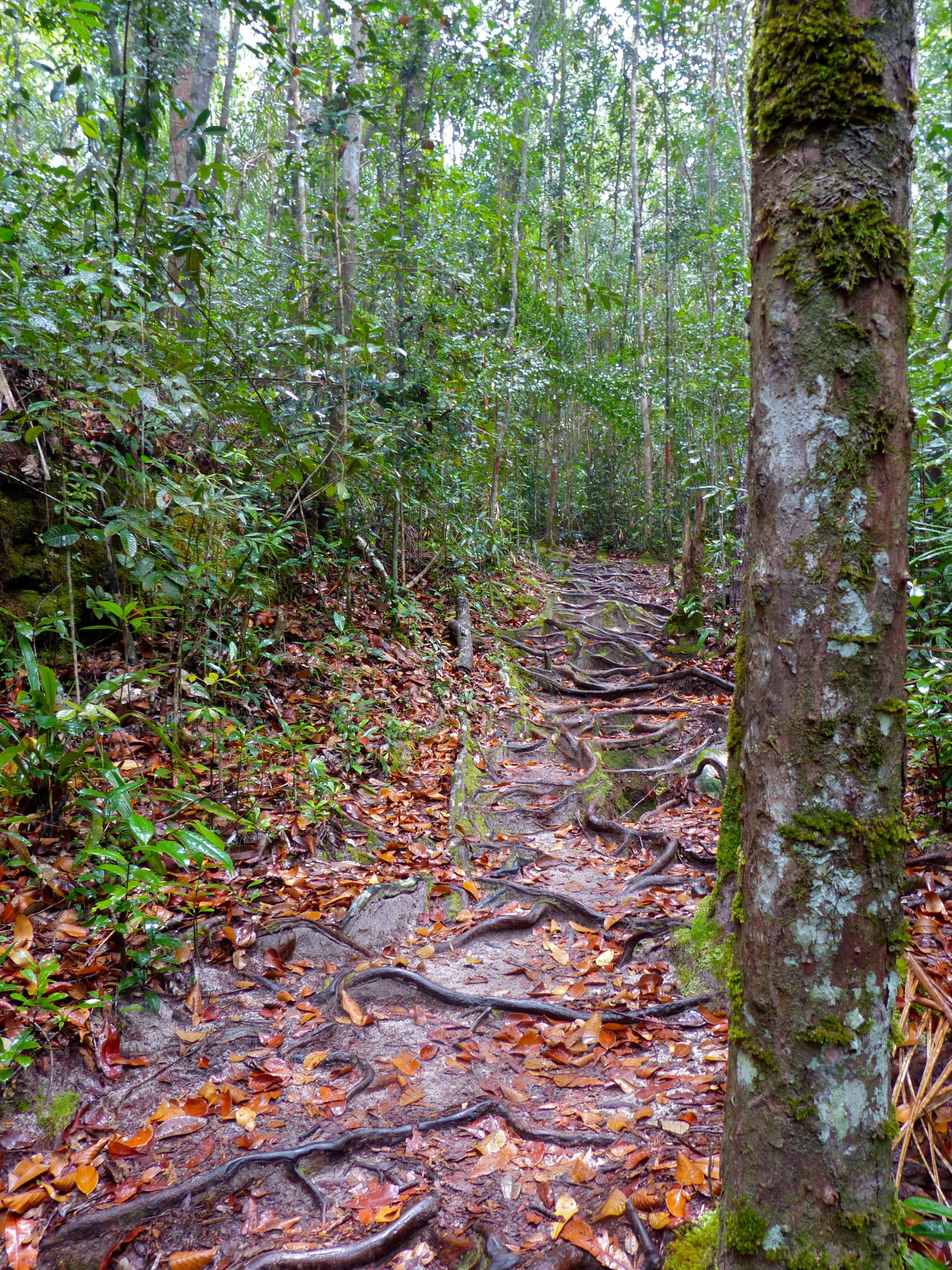
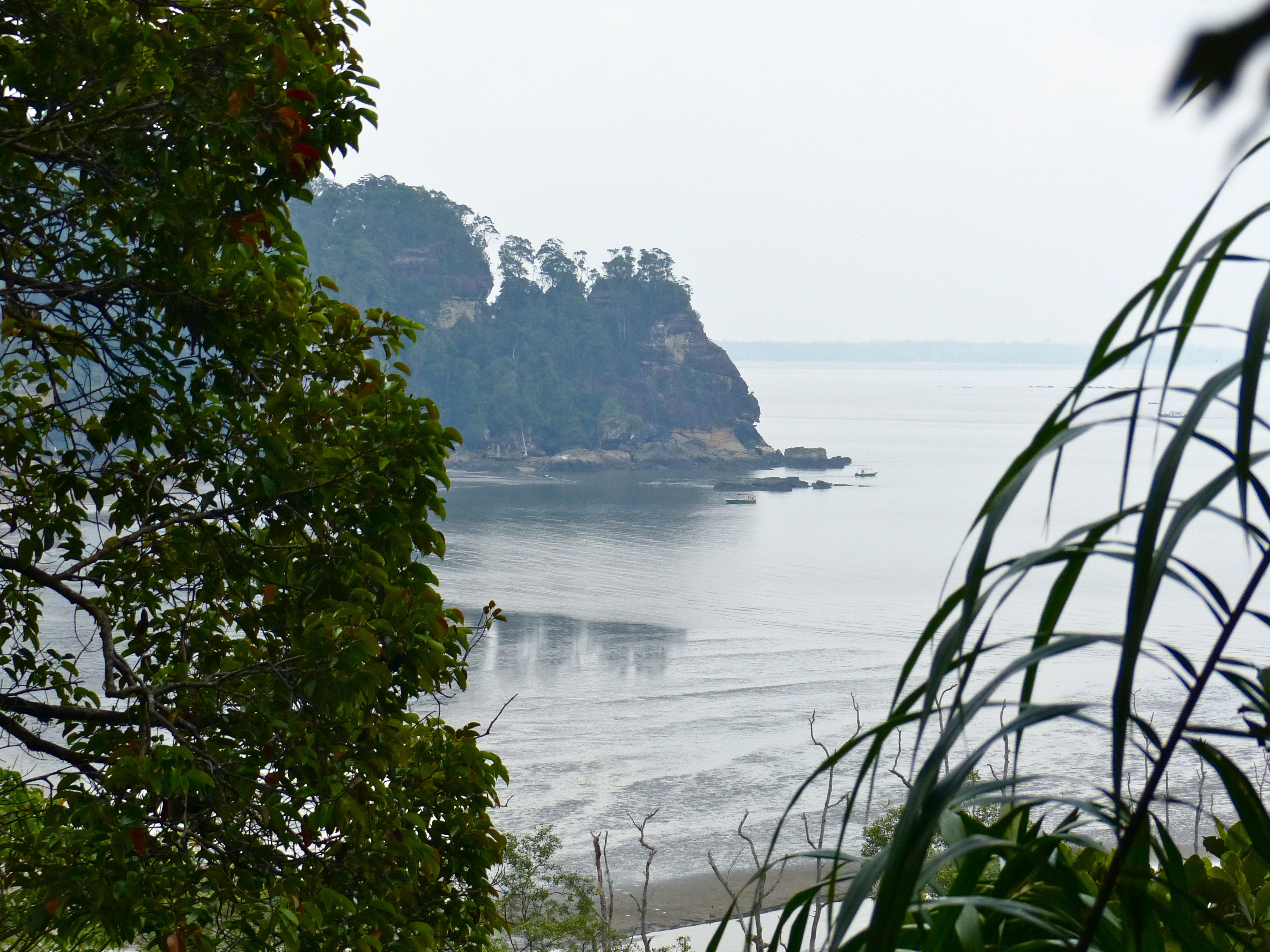
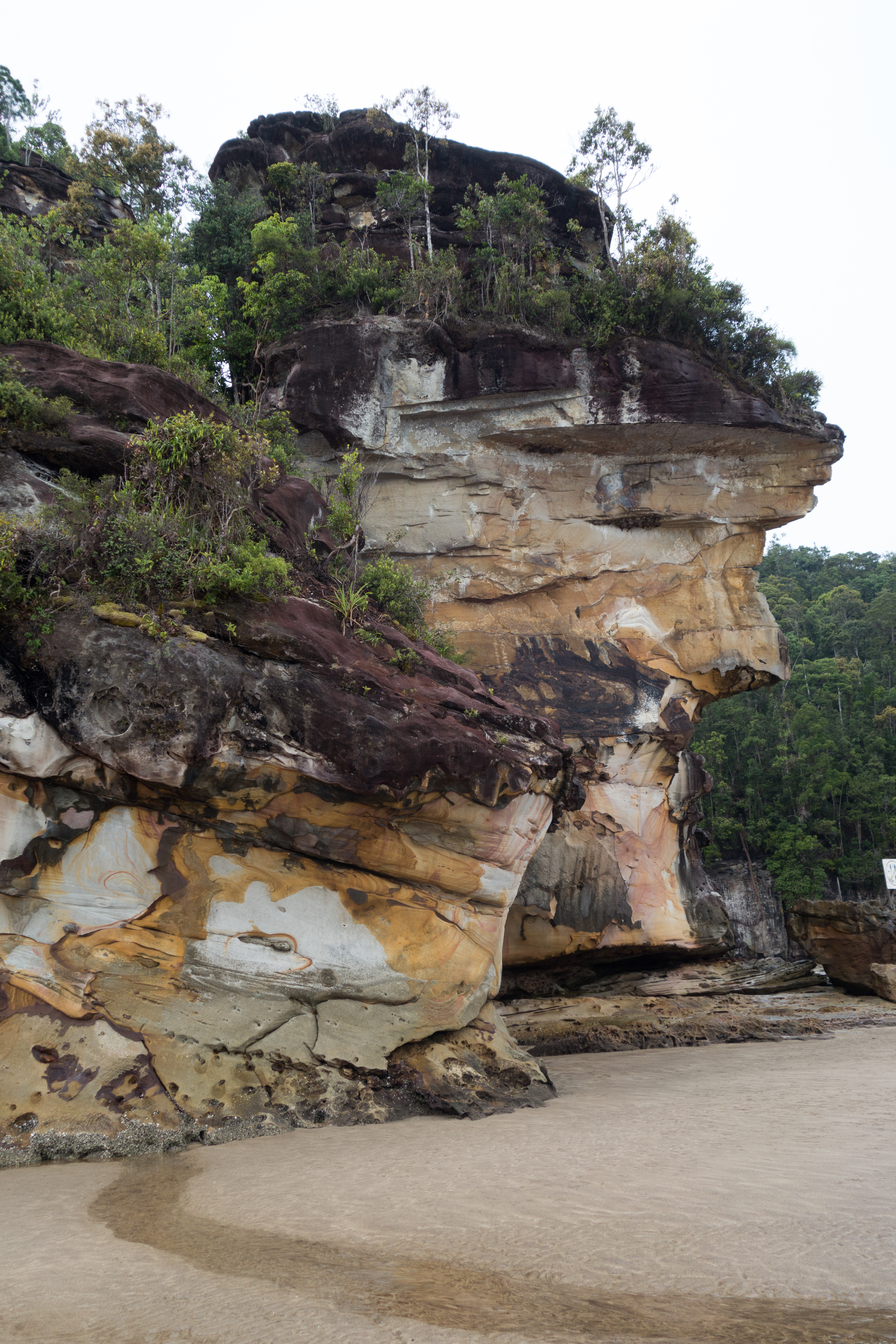
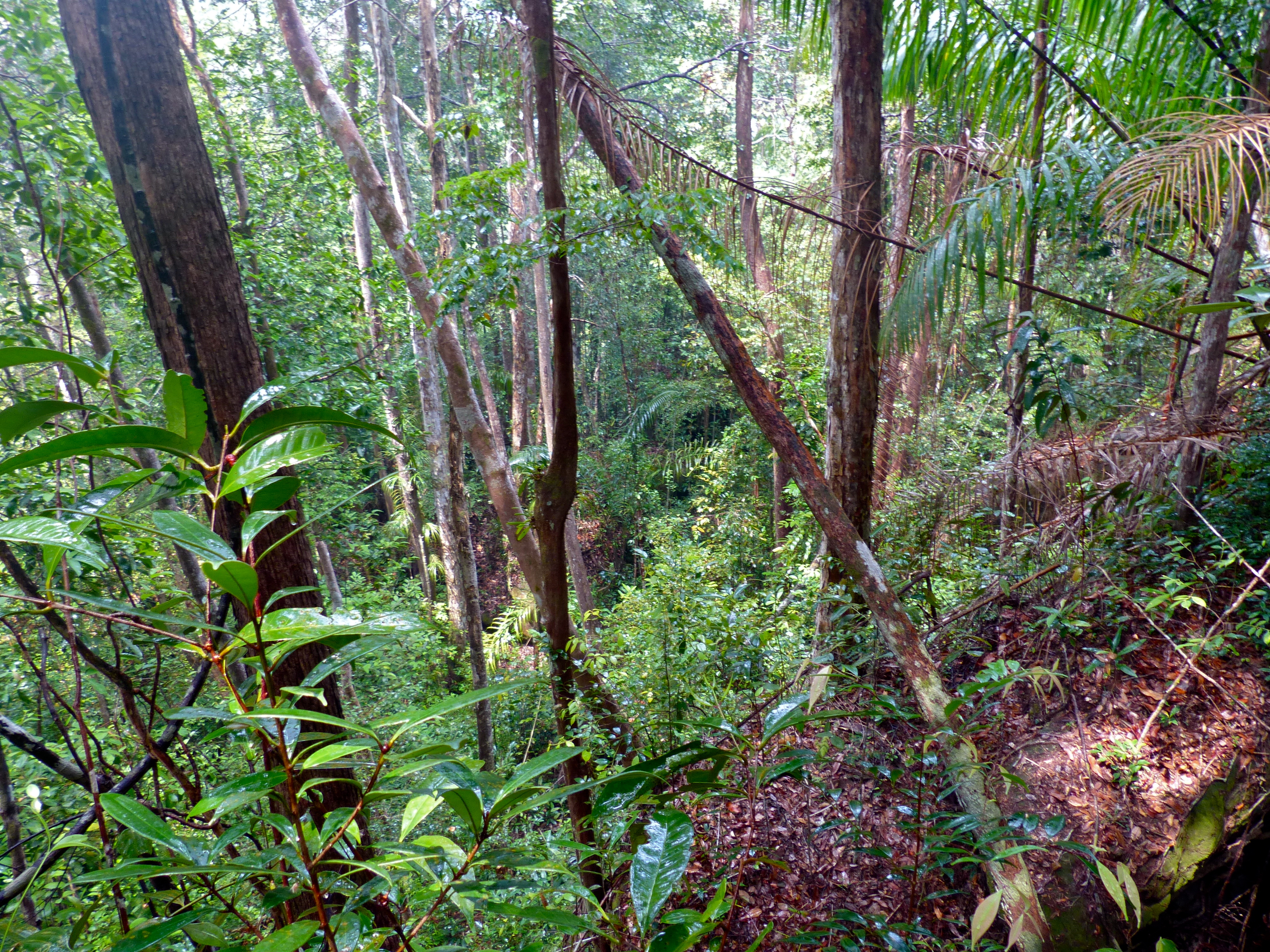
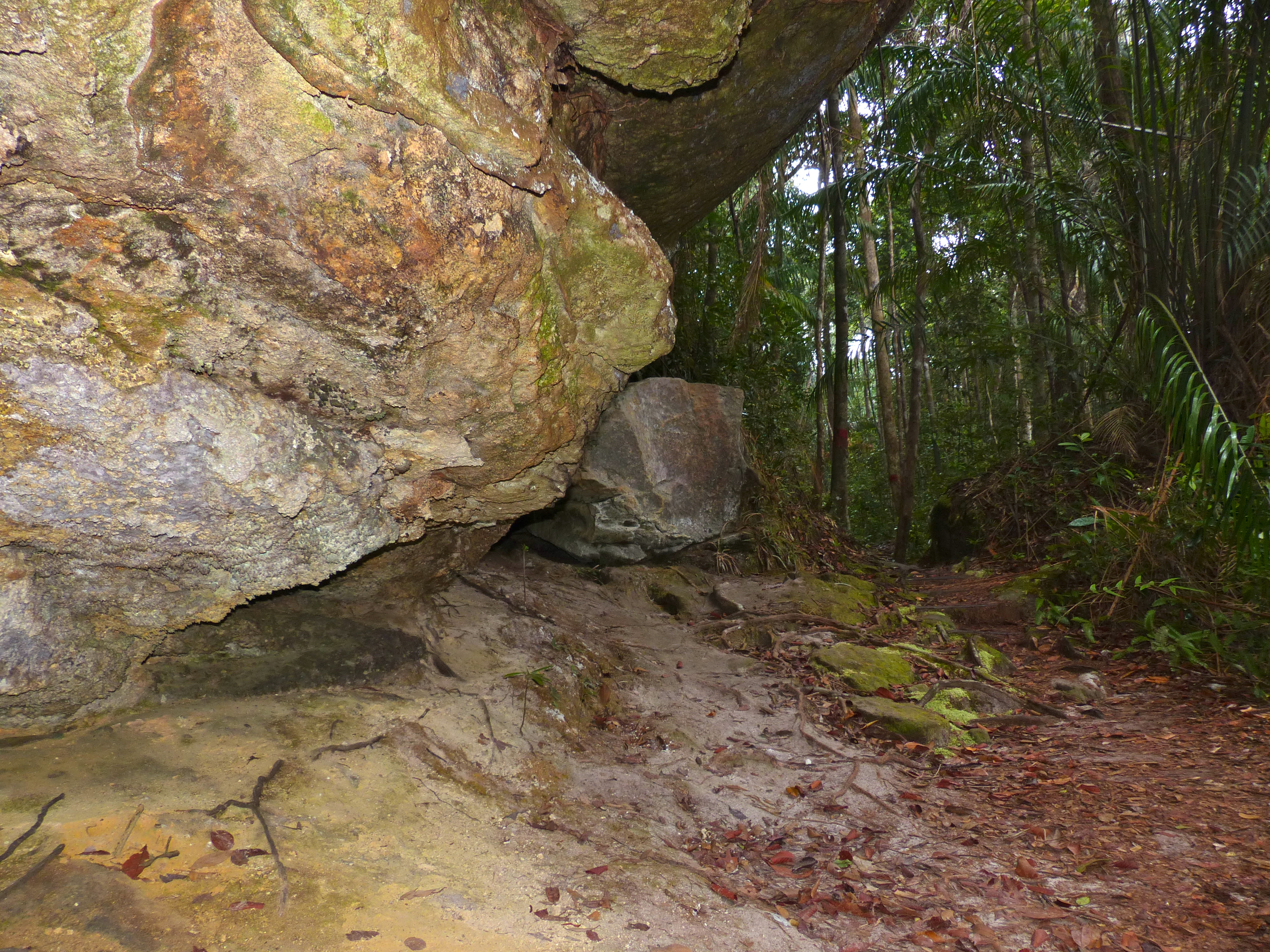
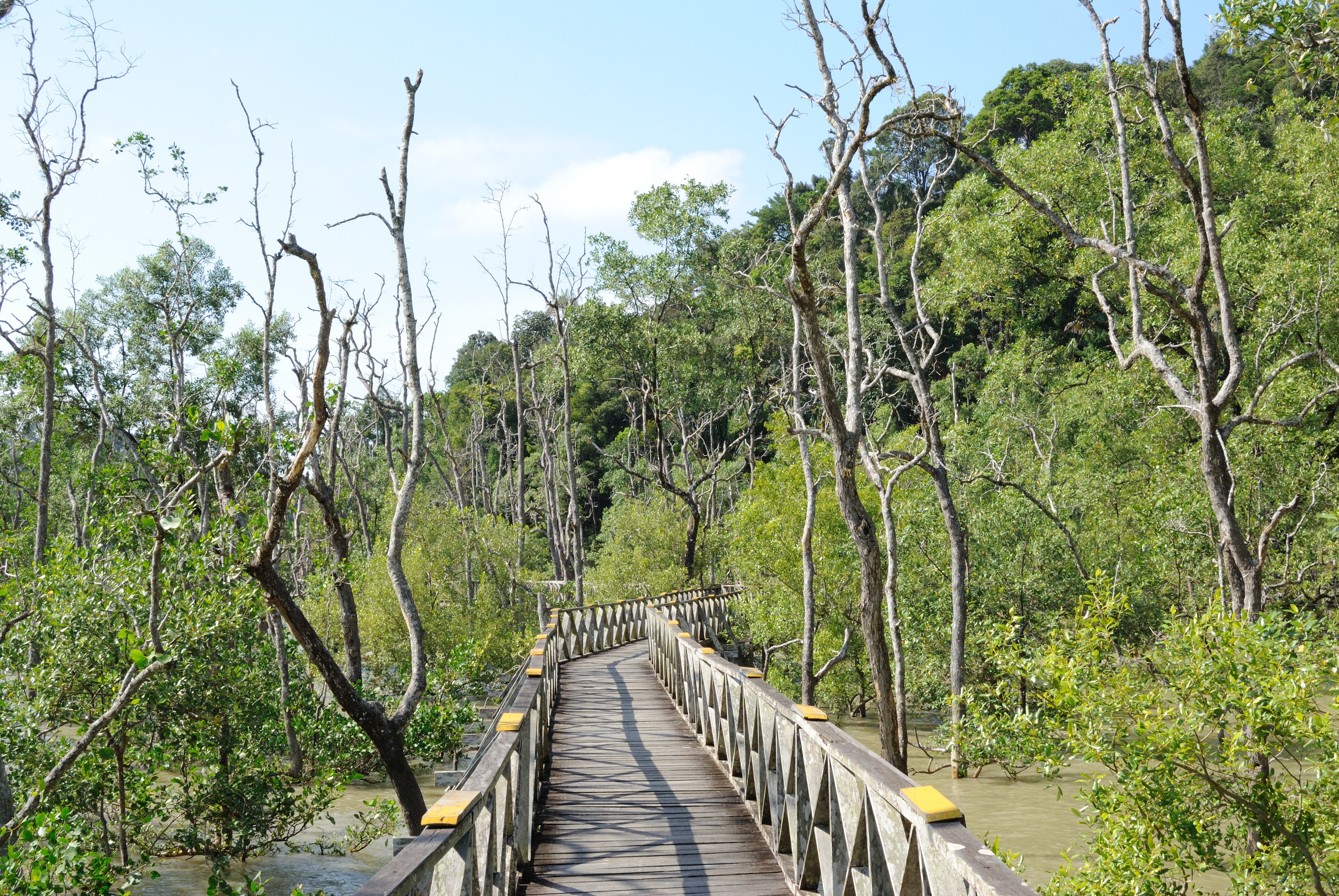

Peu d’endroits au monde peuvent se targuer d’avoir une si grande beauté en un lieu si restreint, et la palette d’attractions et d’activités qu’il propose donne au parc national de Bako sa grande popularité au Sarawak.

## Flore

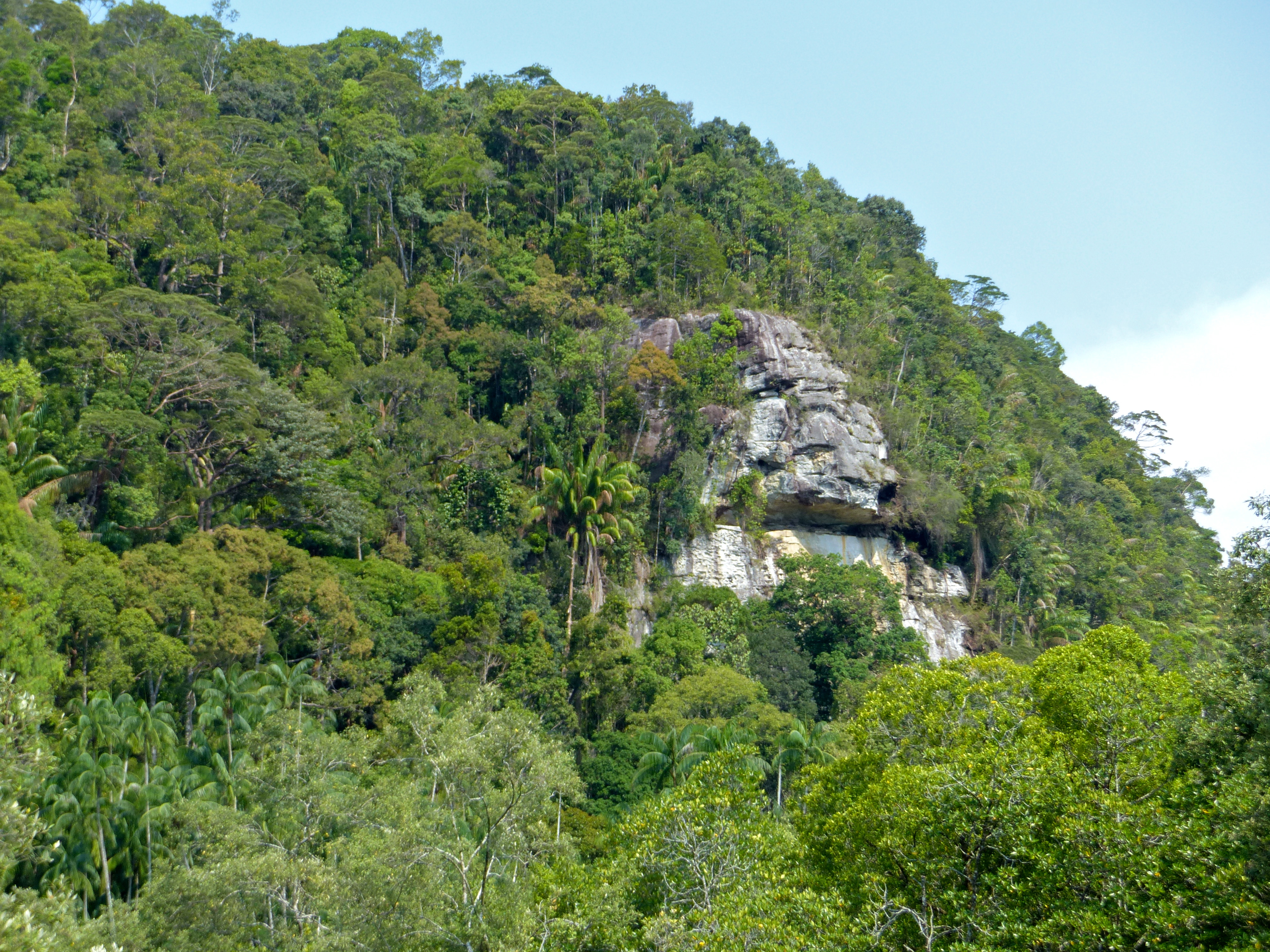
Végétation des falaises

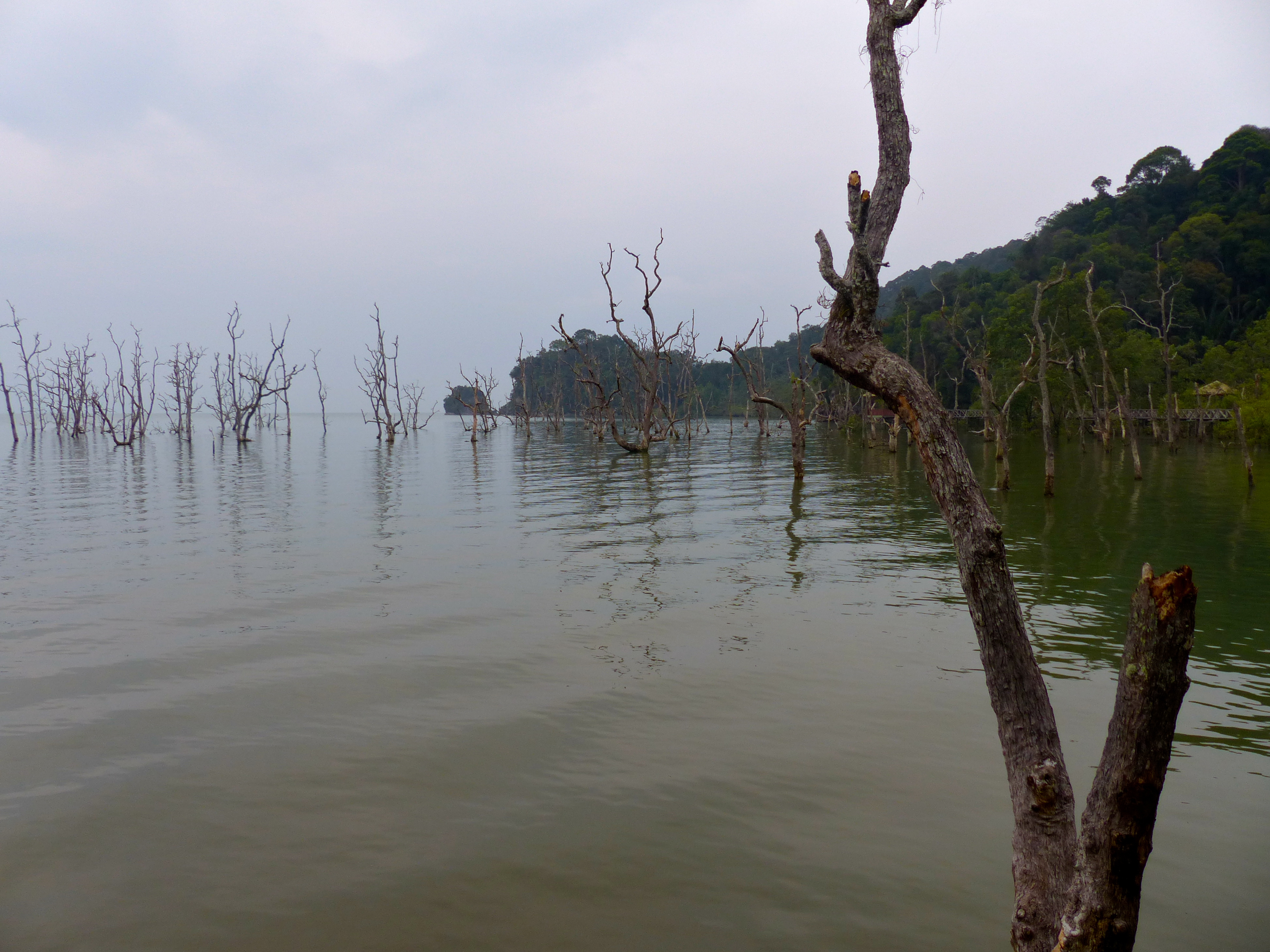
Mangrove à marée haute

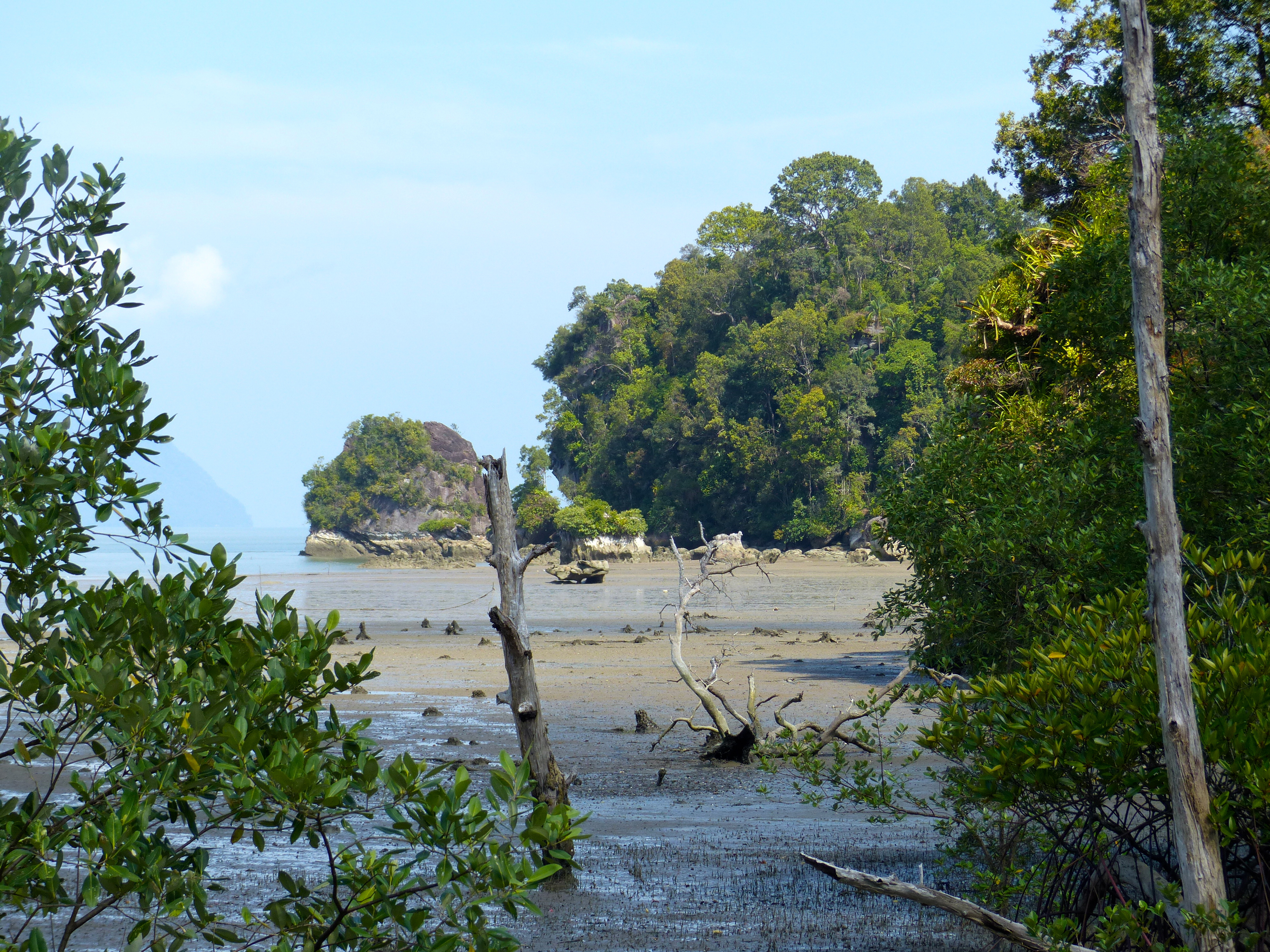
Mangrove à marée basse

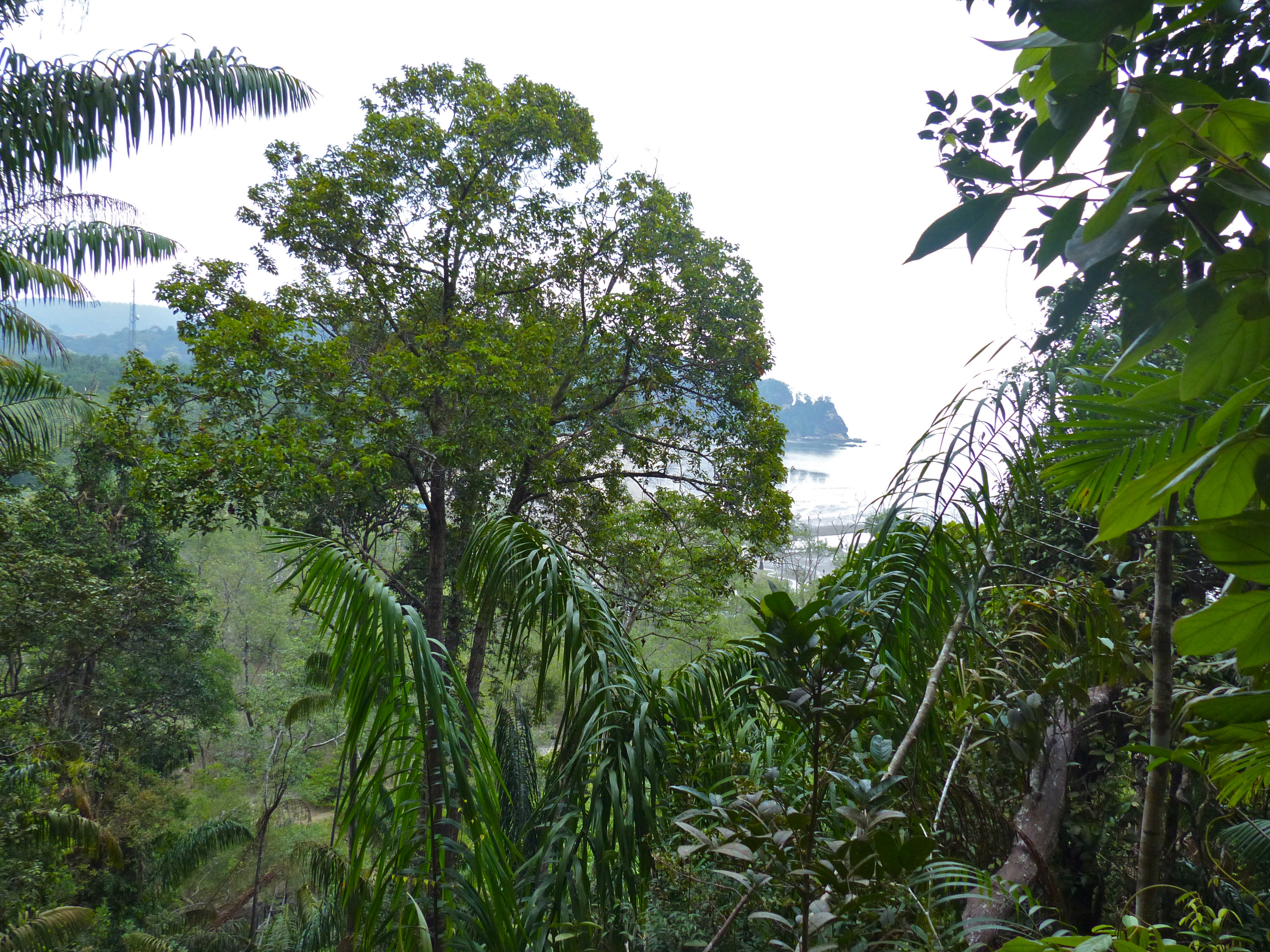

Bako recèle quasiment la totalité des variétés végétales présentes sur l’île de Bornéo, avec plus de 25 types de végétation provenant de 7 écosystèmes complets : végétation des plages, végétation des falaises, « kerangas » ou forêt de bruyère, mangrove, « padang » ou prairies, et forêt marécageuses. 

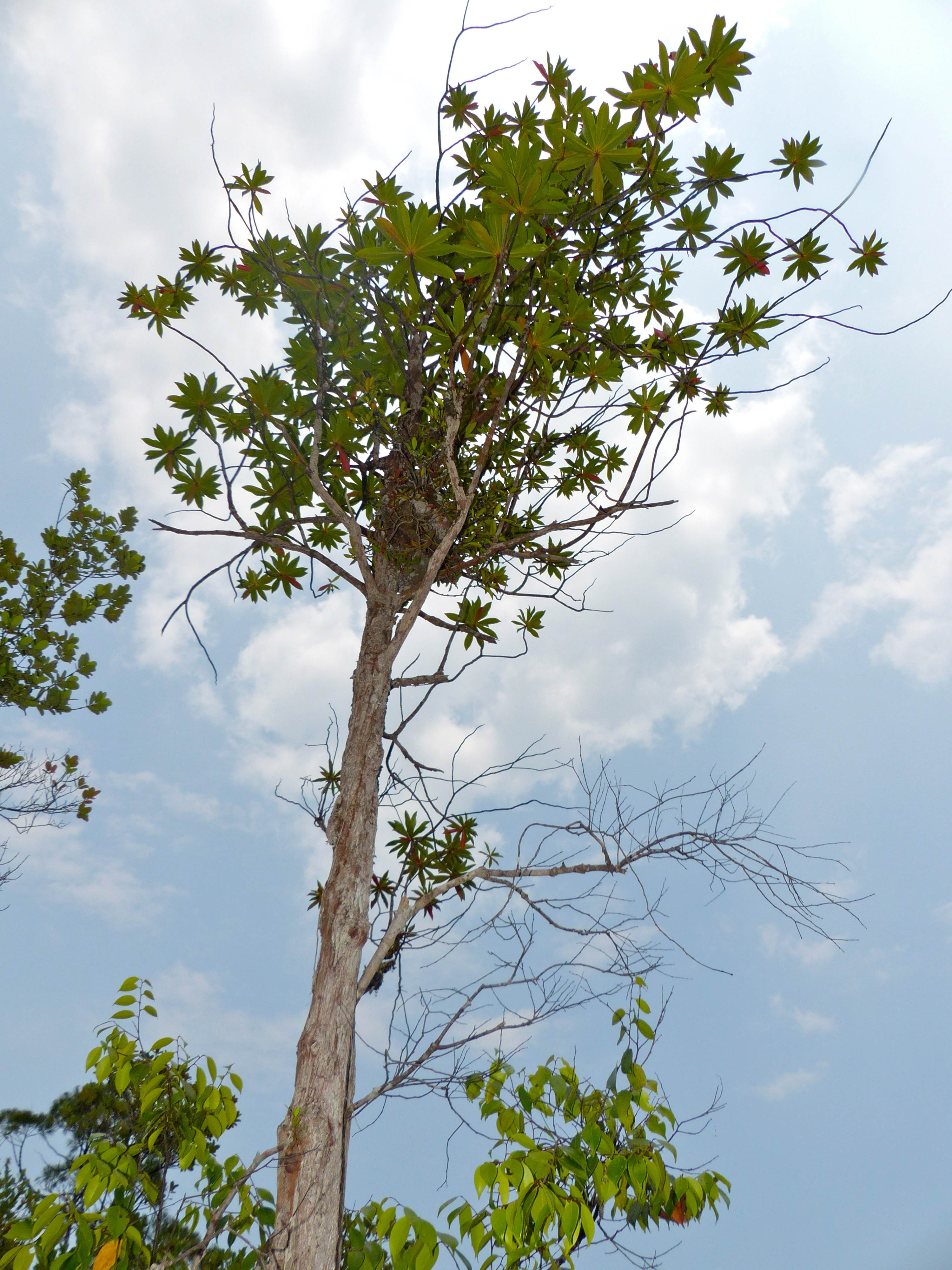
Bonnetiaceae Ploiarium alternifolium
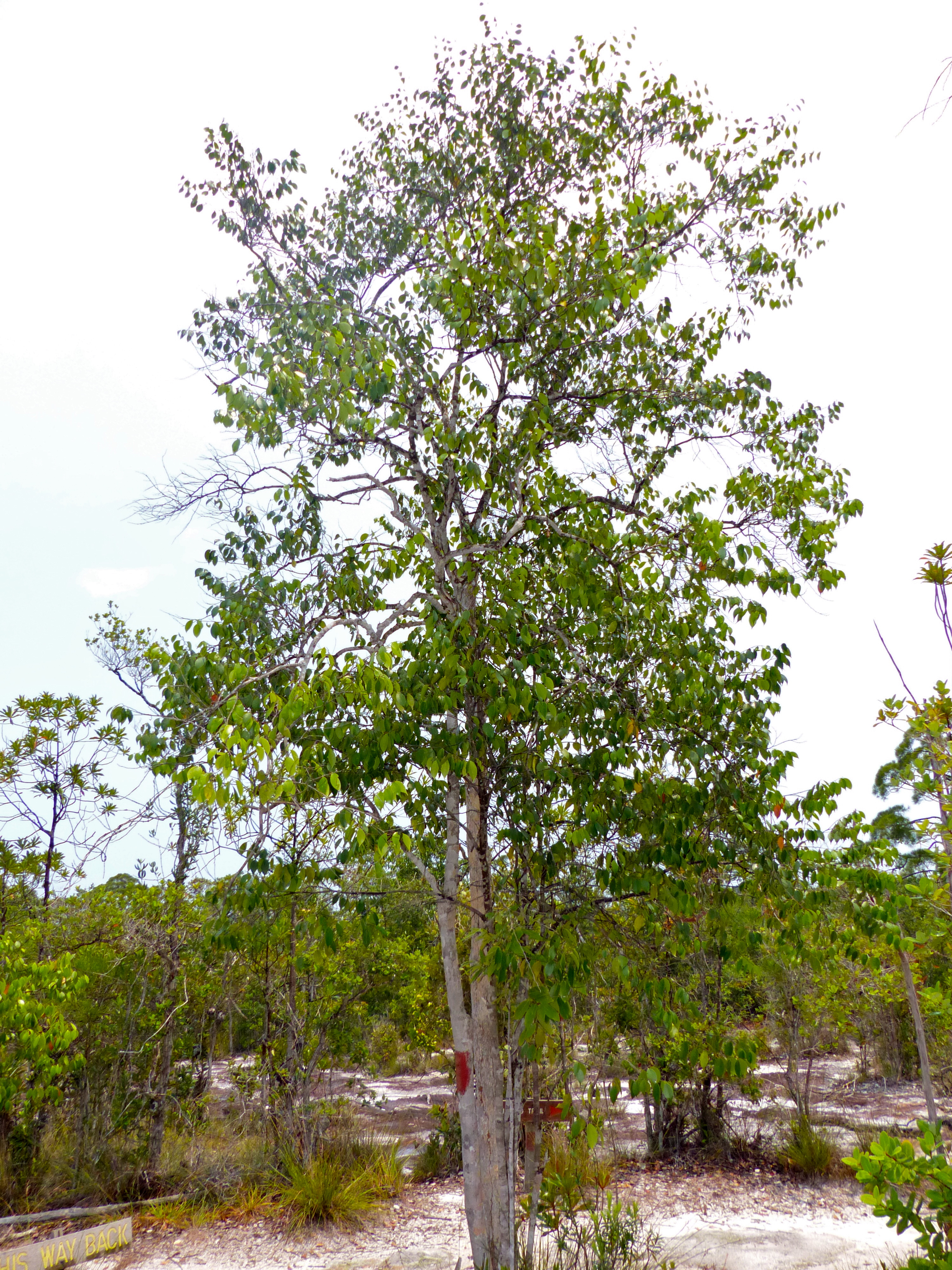
Chrysobalanaceae Parastemon urophyllus
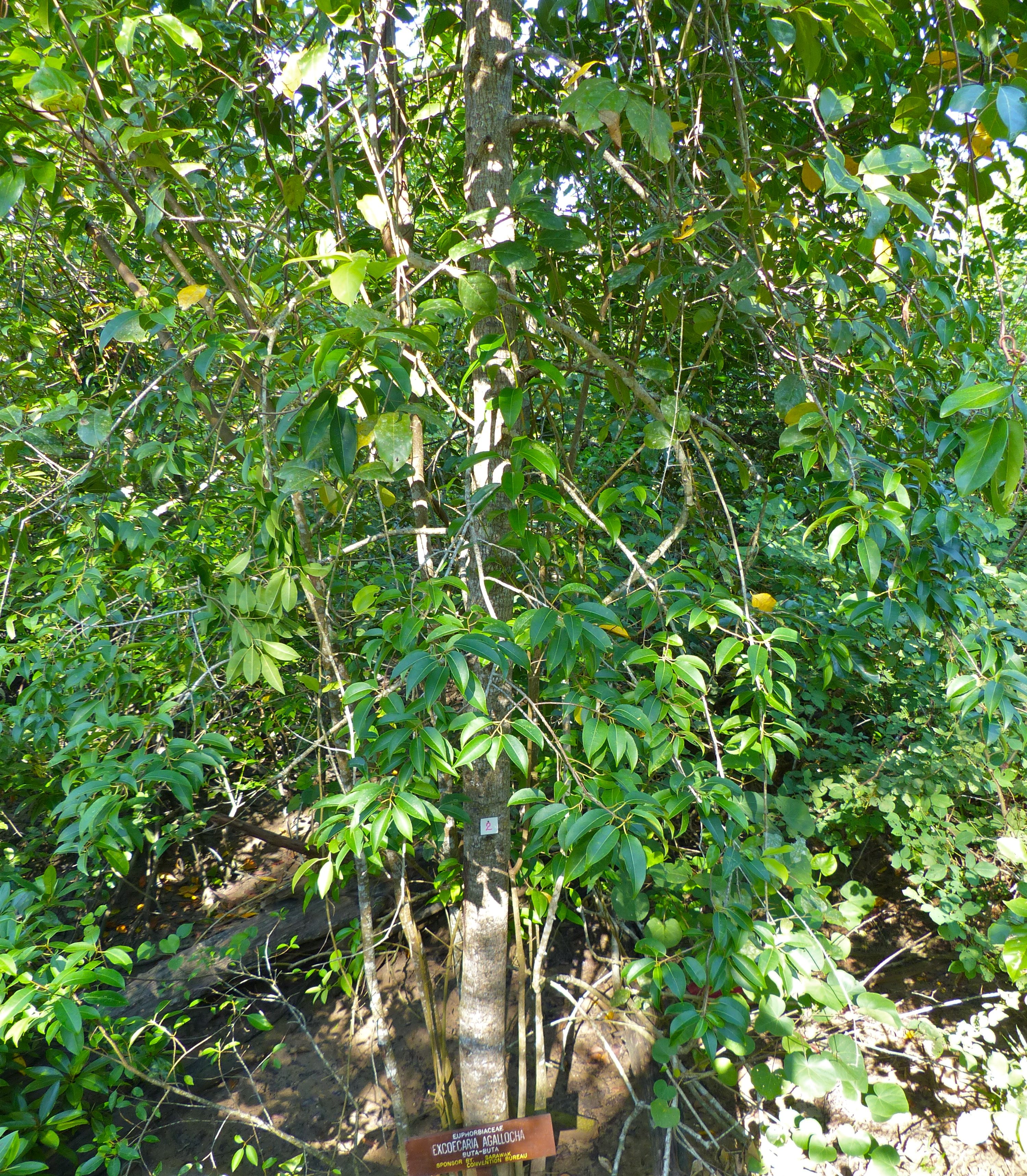
Euphorbiaceae Excoecaria agallocha
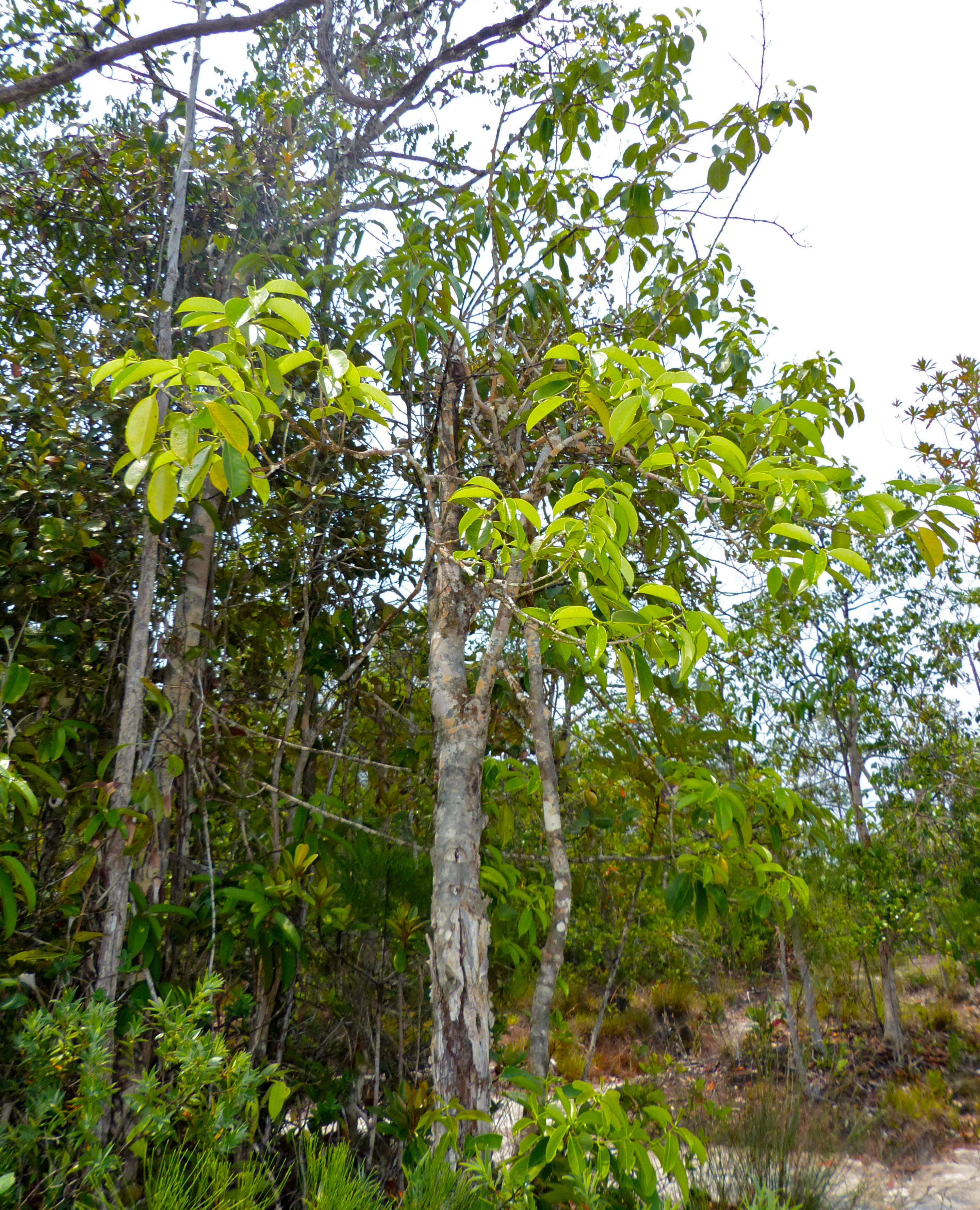
Ilex cymosa
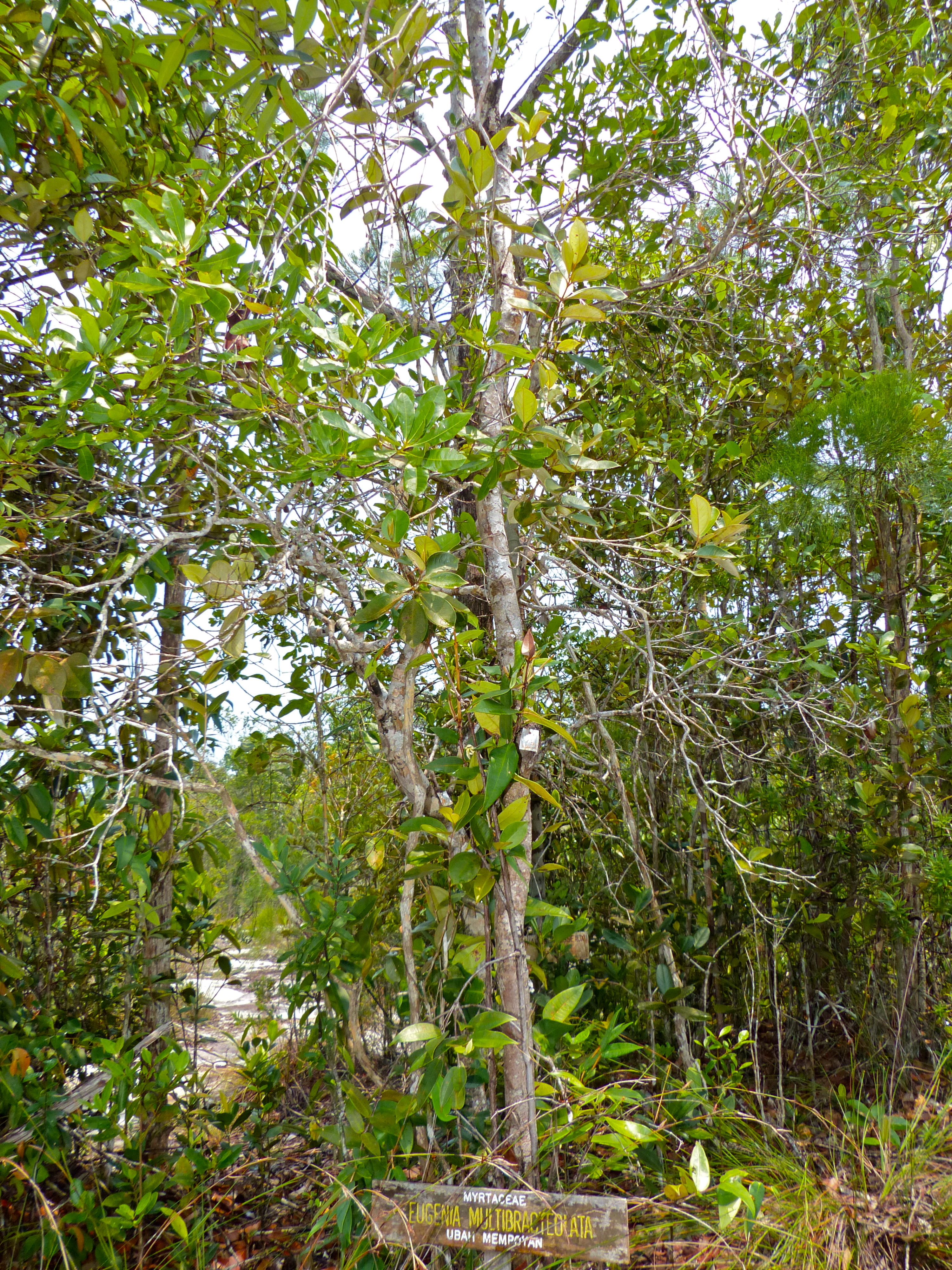
Myrtaceae Syzygium multibracteolatum
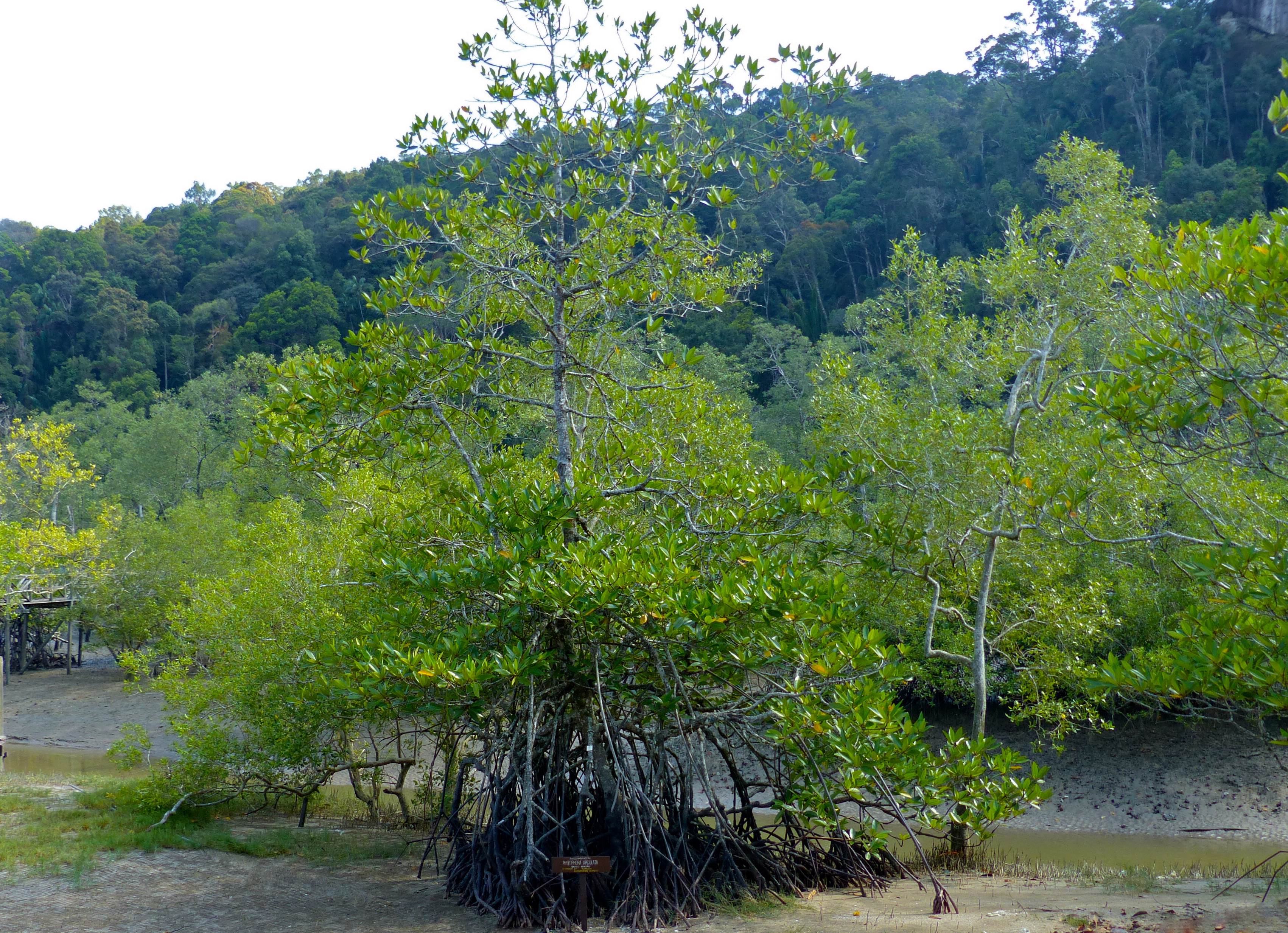
Palétuvier Rhizophora apiculata
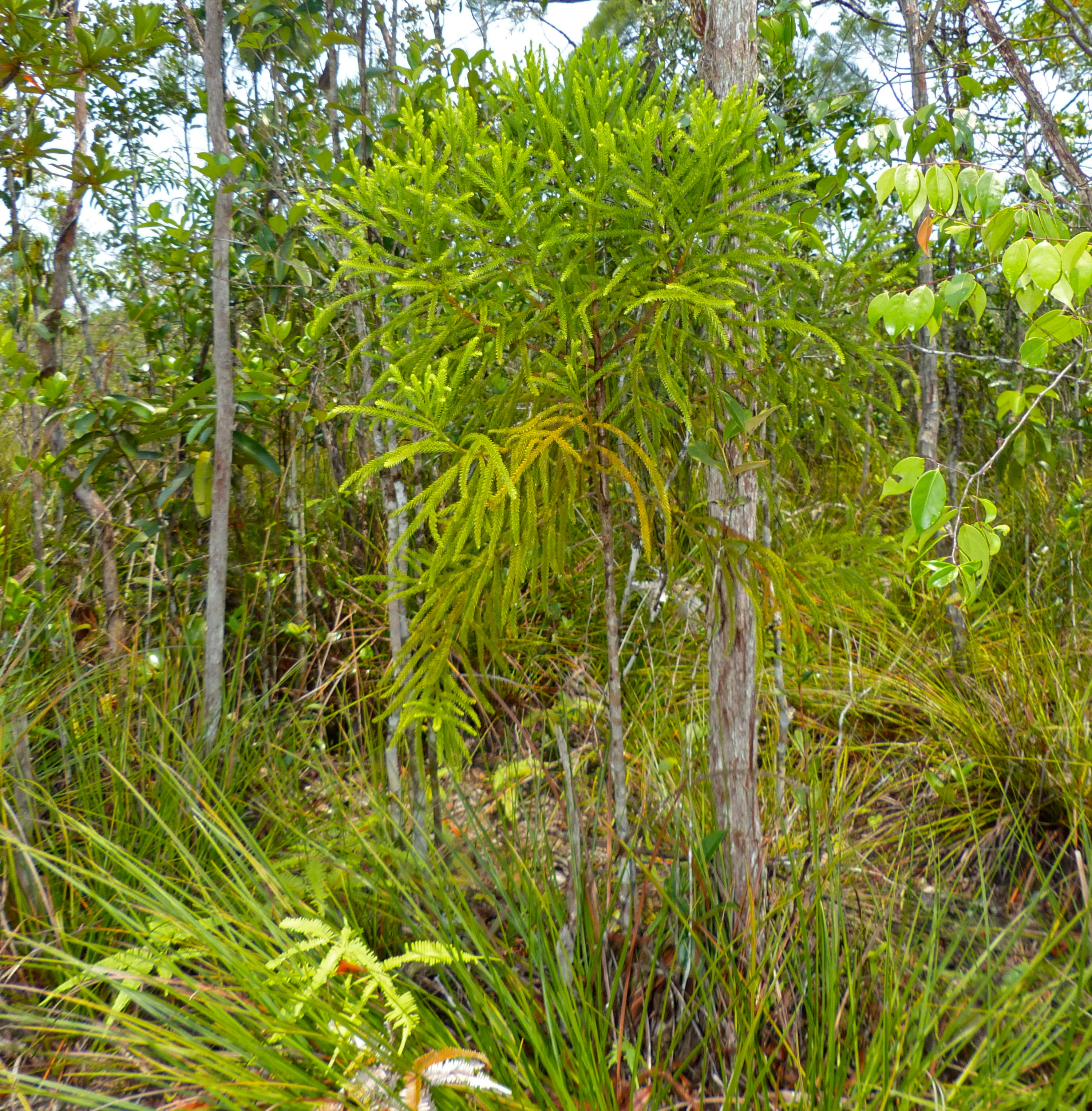
Conifère Podocarpaceae Dacrydium beccarii
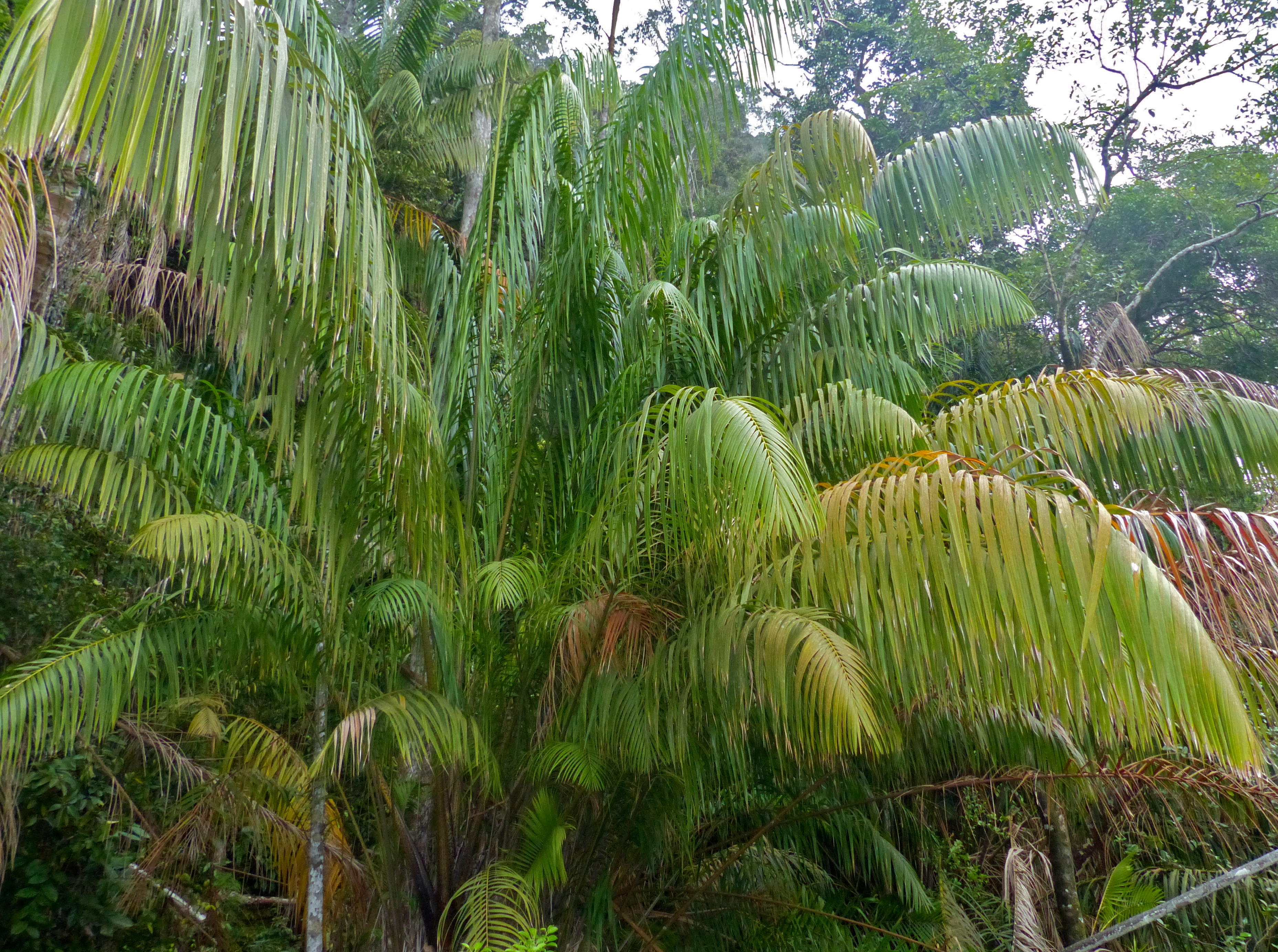
Palmier Eugeissona utilis
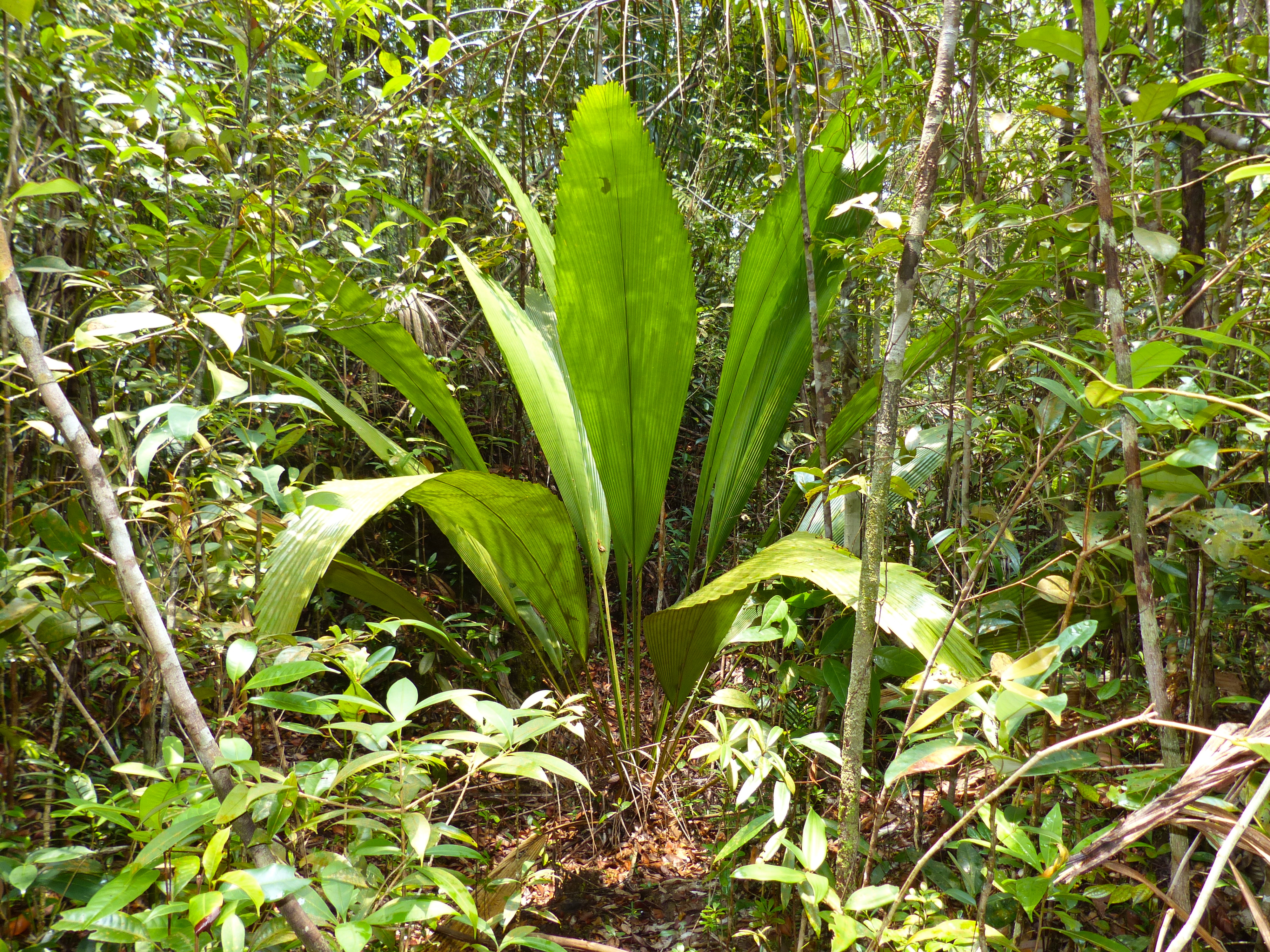
Palmier Johannesteijsmannia altifrons
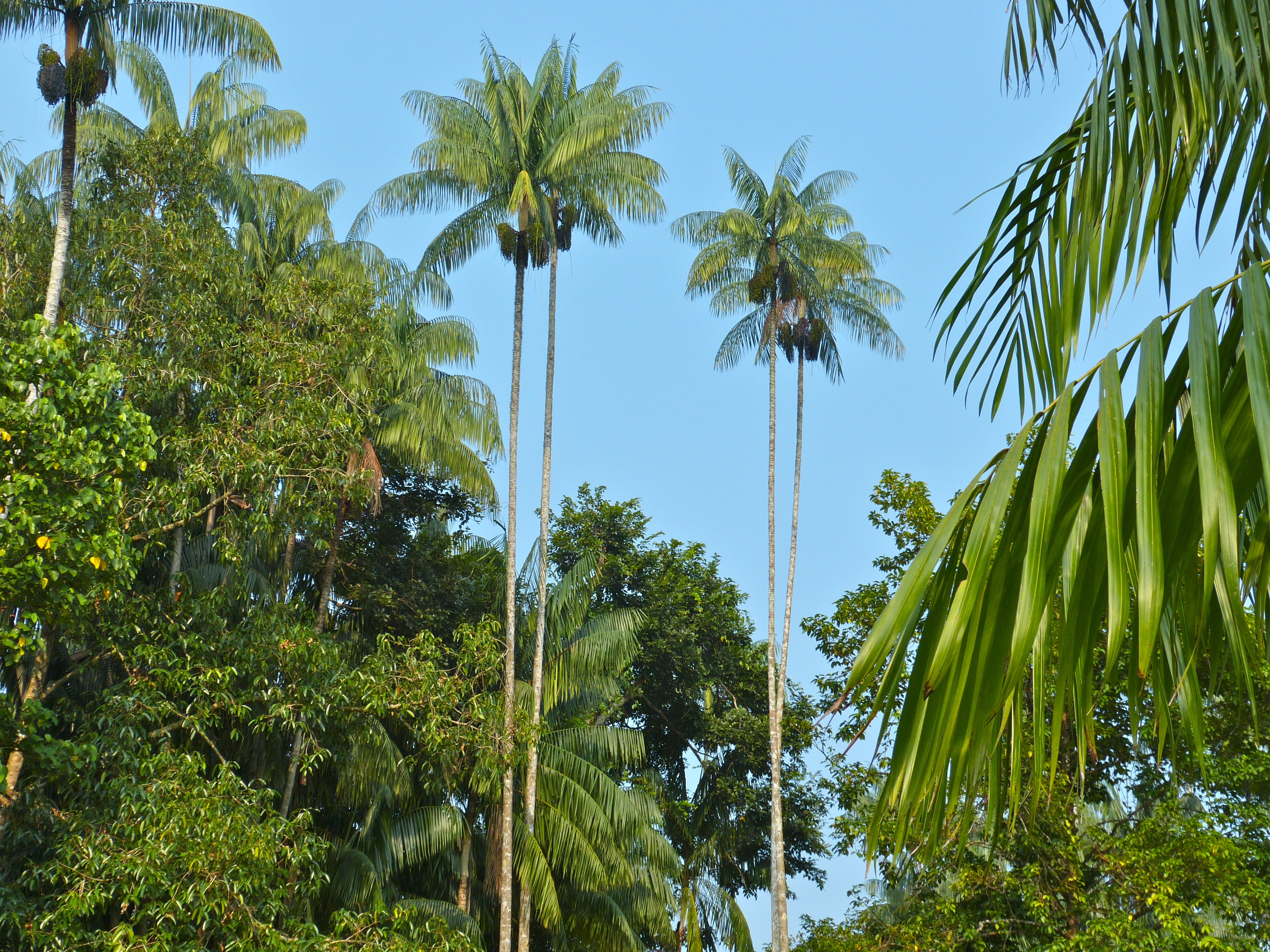
Palmier Nibong Oncosperma sigillarium aux redoutables épines
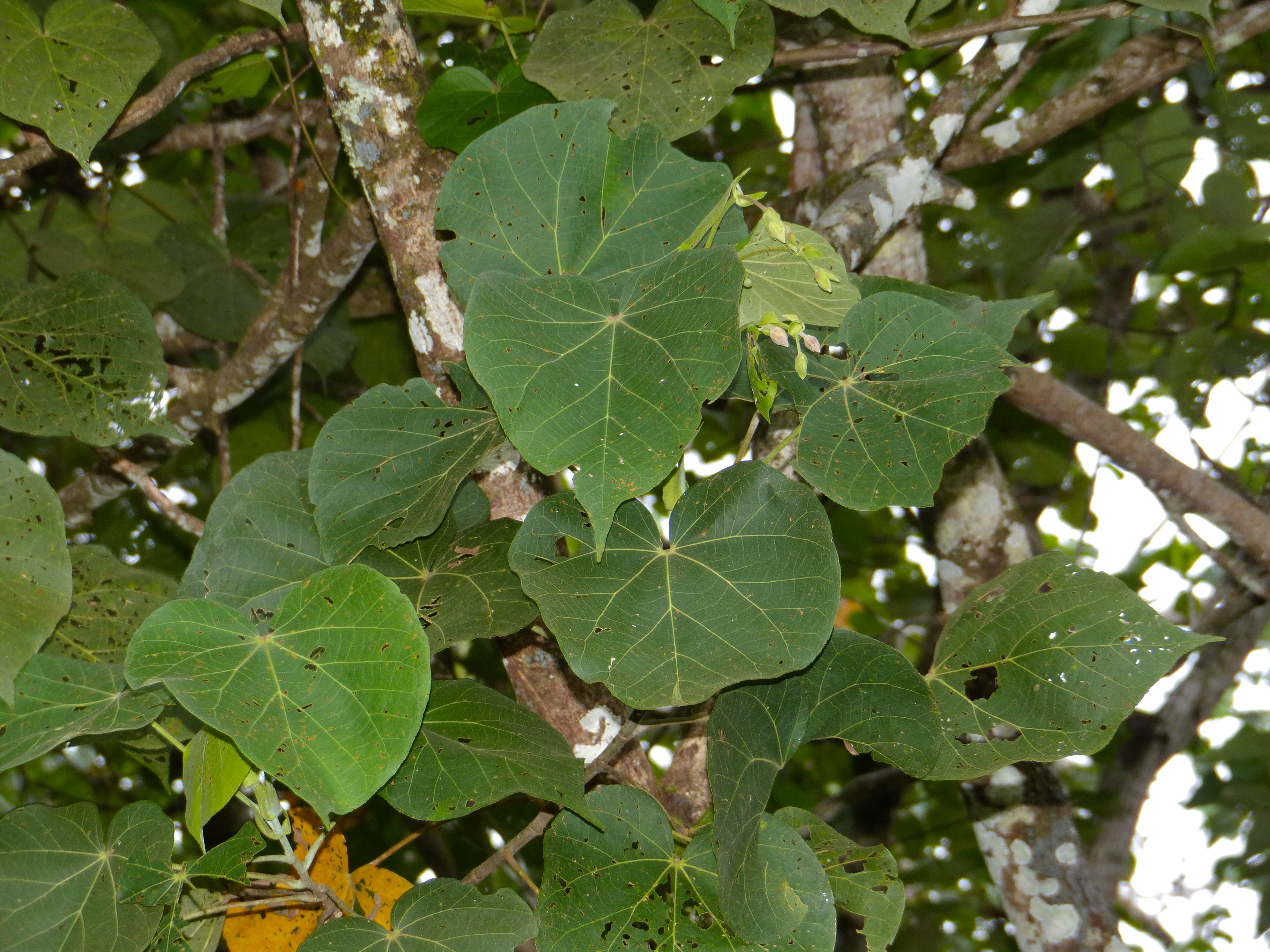
Plante à fleurs Lamiaceae Vitex pinnata
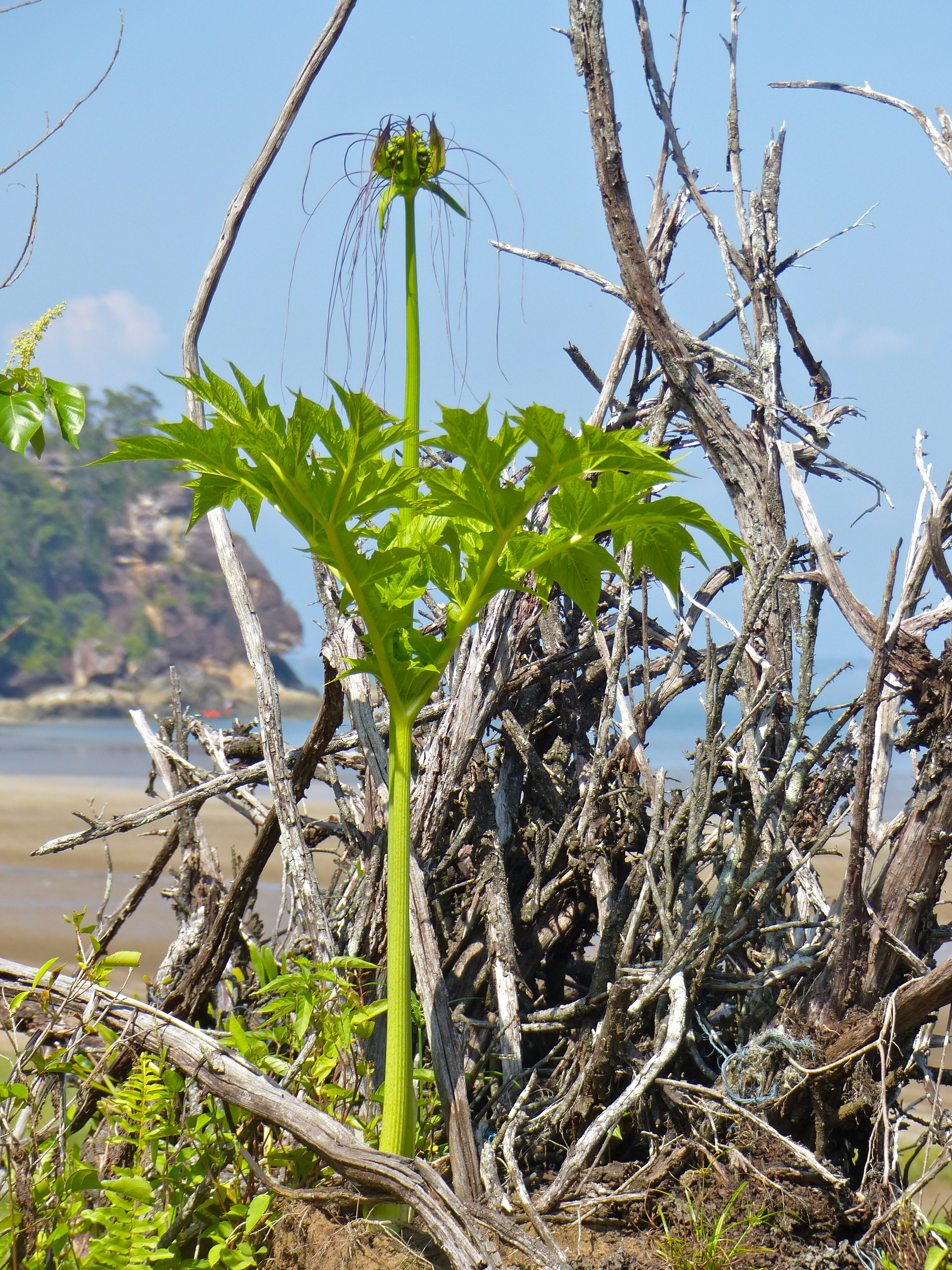
Plante herbacée Arrow-root de Tahiti
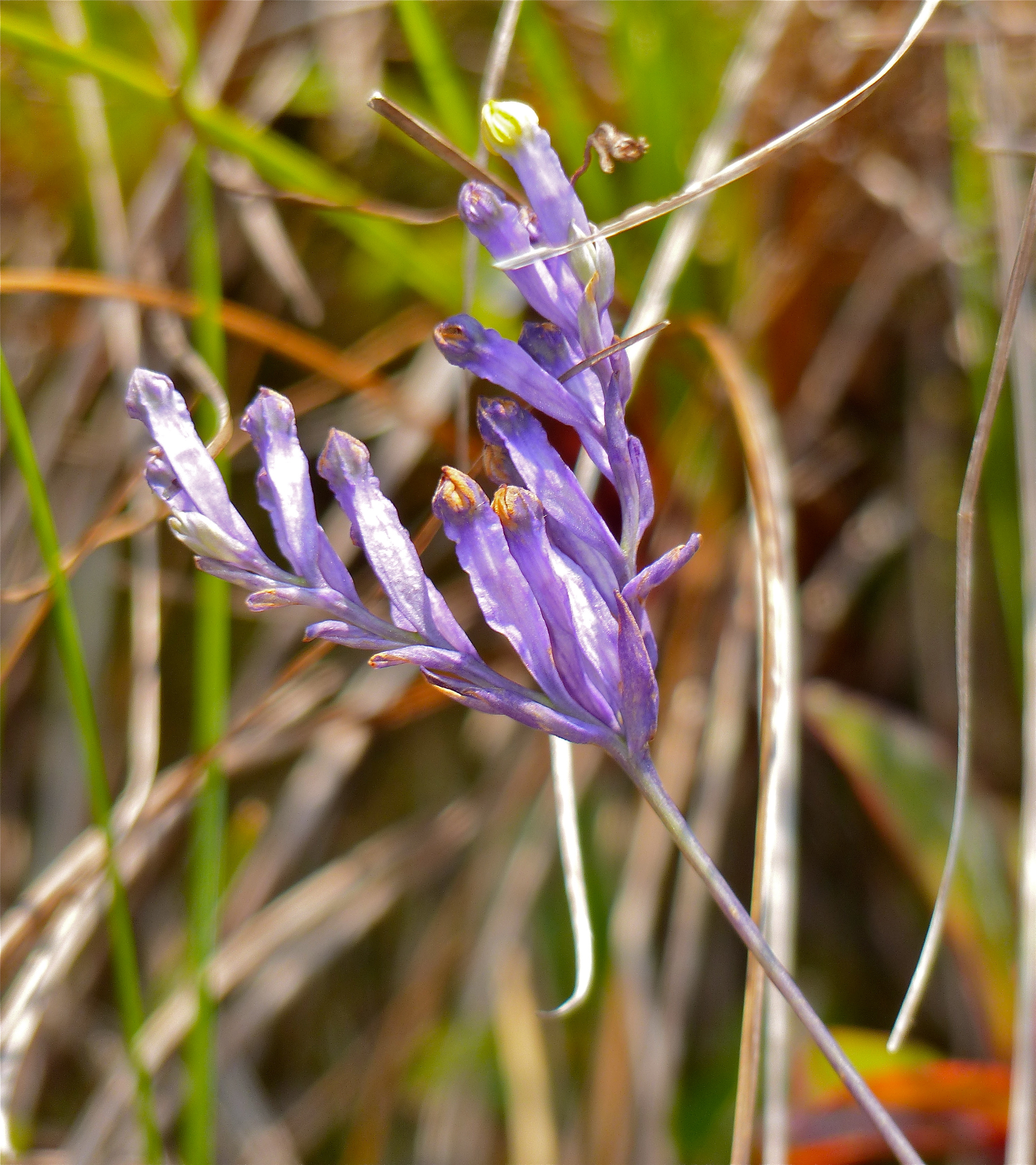
Plante herbacée Burmannia à fleurs mauves
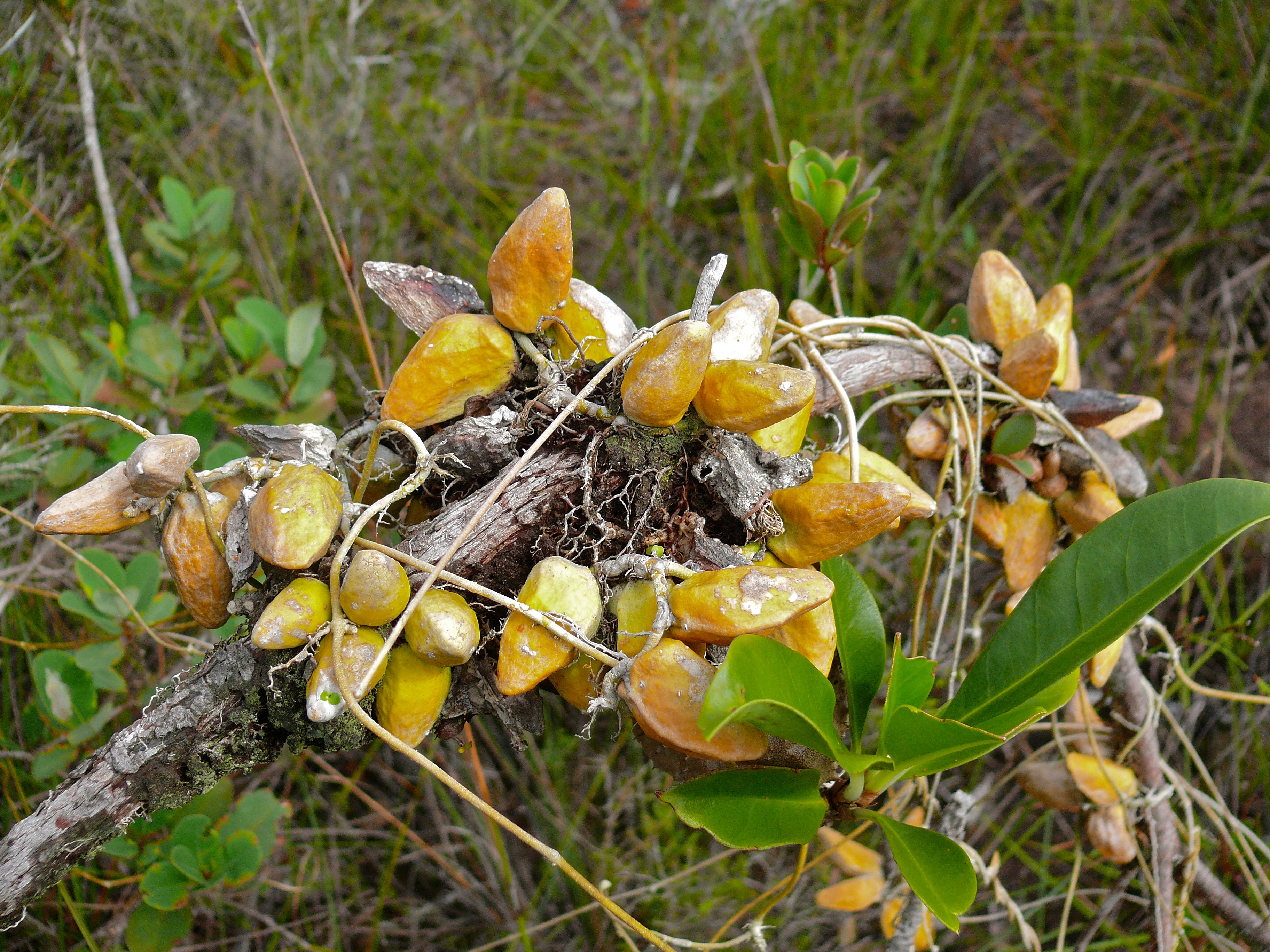
Plante succulente Apocynaceae Dischidia rafflesiana
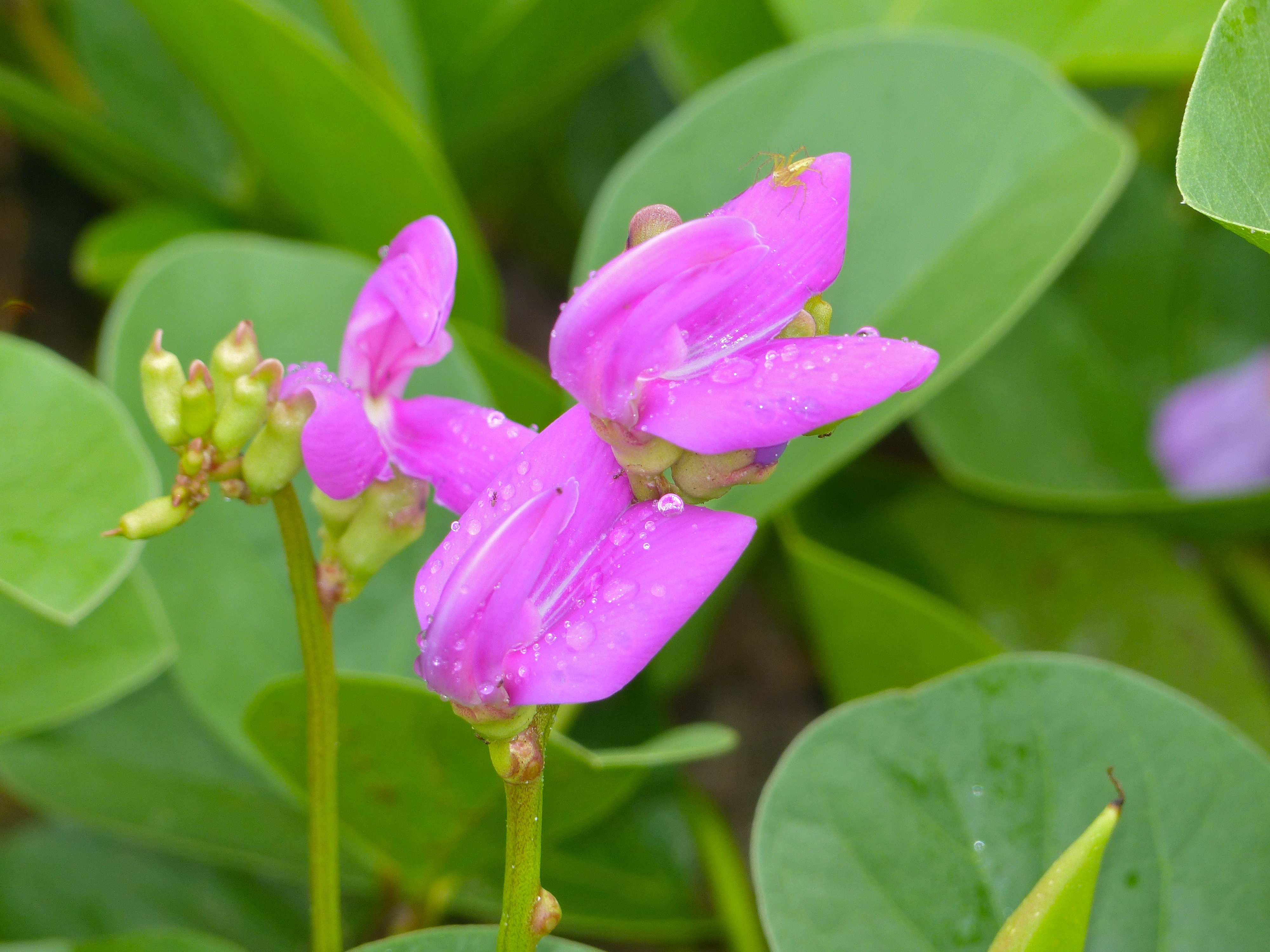
Liane rampante pois-bord-de-mer
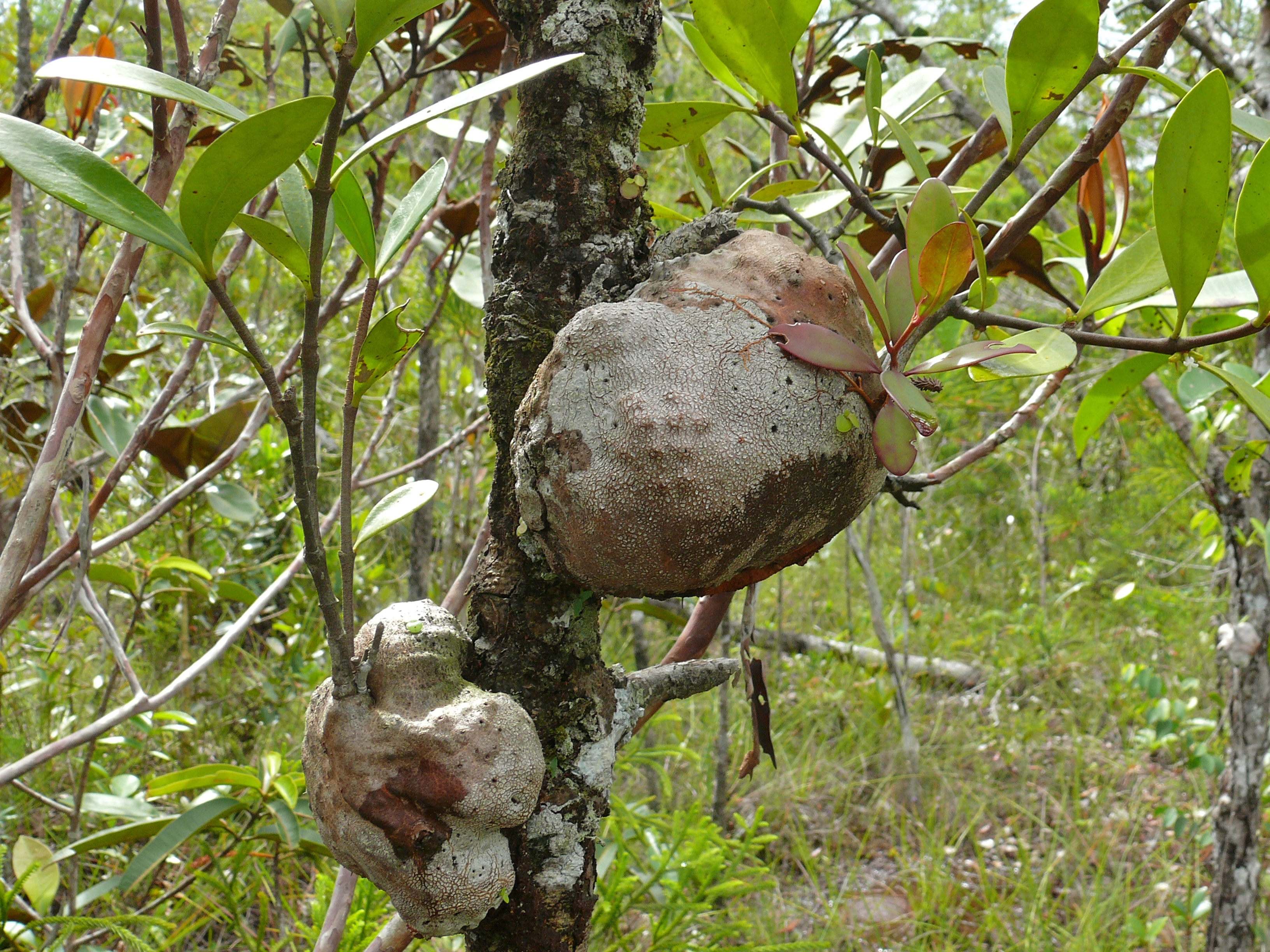
Plante épiphyte myrmécophyte Hydnophytum formicarum
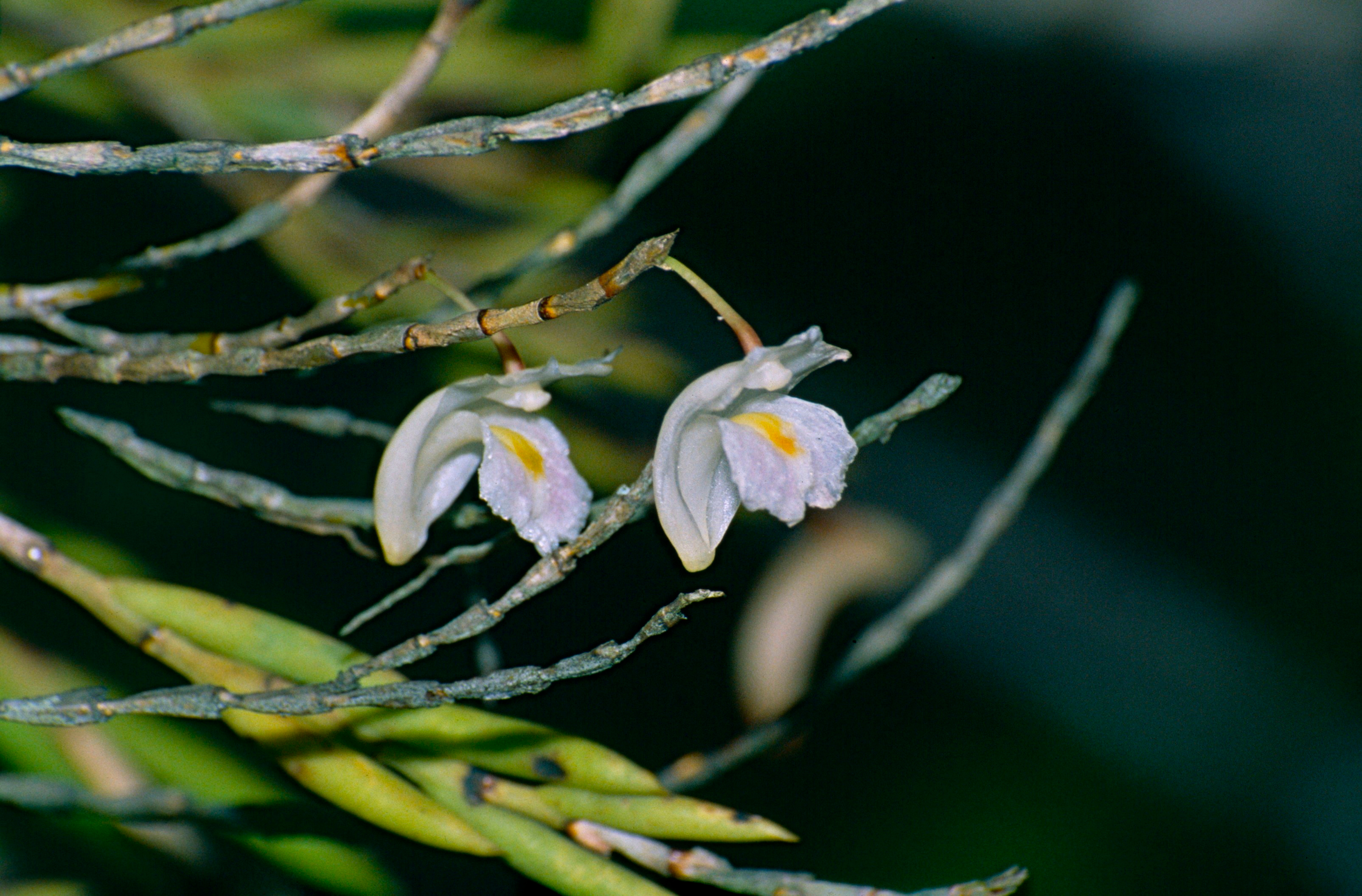
Orchidée
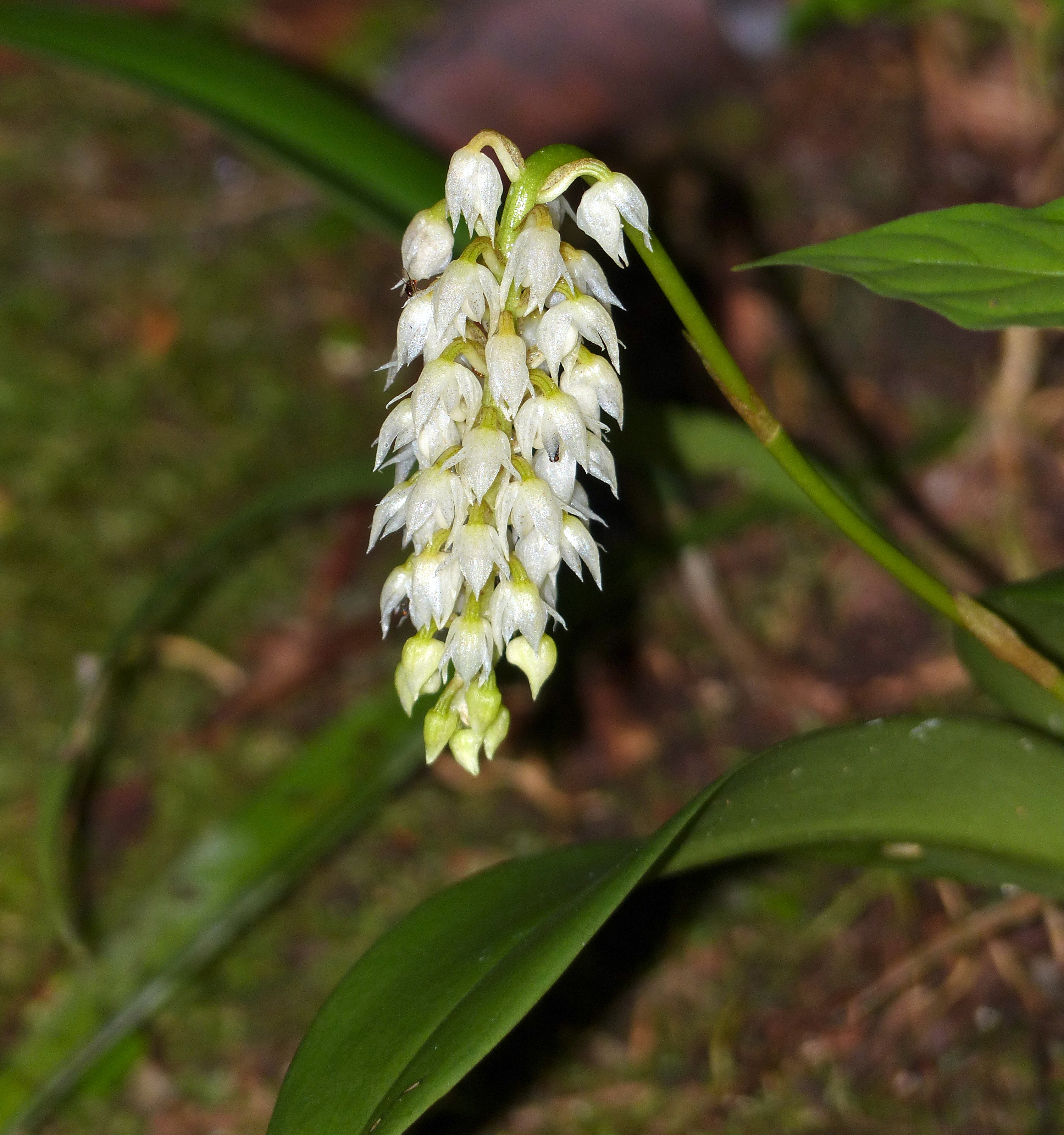
Orchidée blanche

Cette vie végétale inhabituelle comporte aussi diverses variétés de plantes insectivores et carnivores : plantes-urnes Nepenthes  ; Droséras etc.

Plantes carnivores
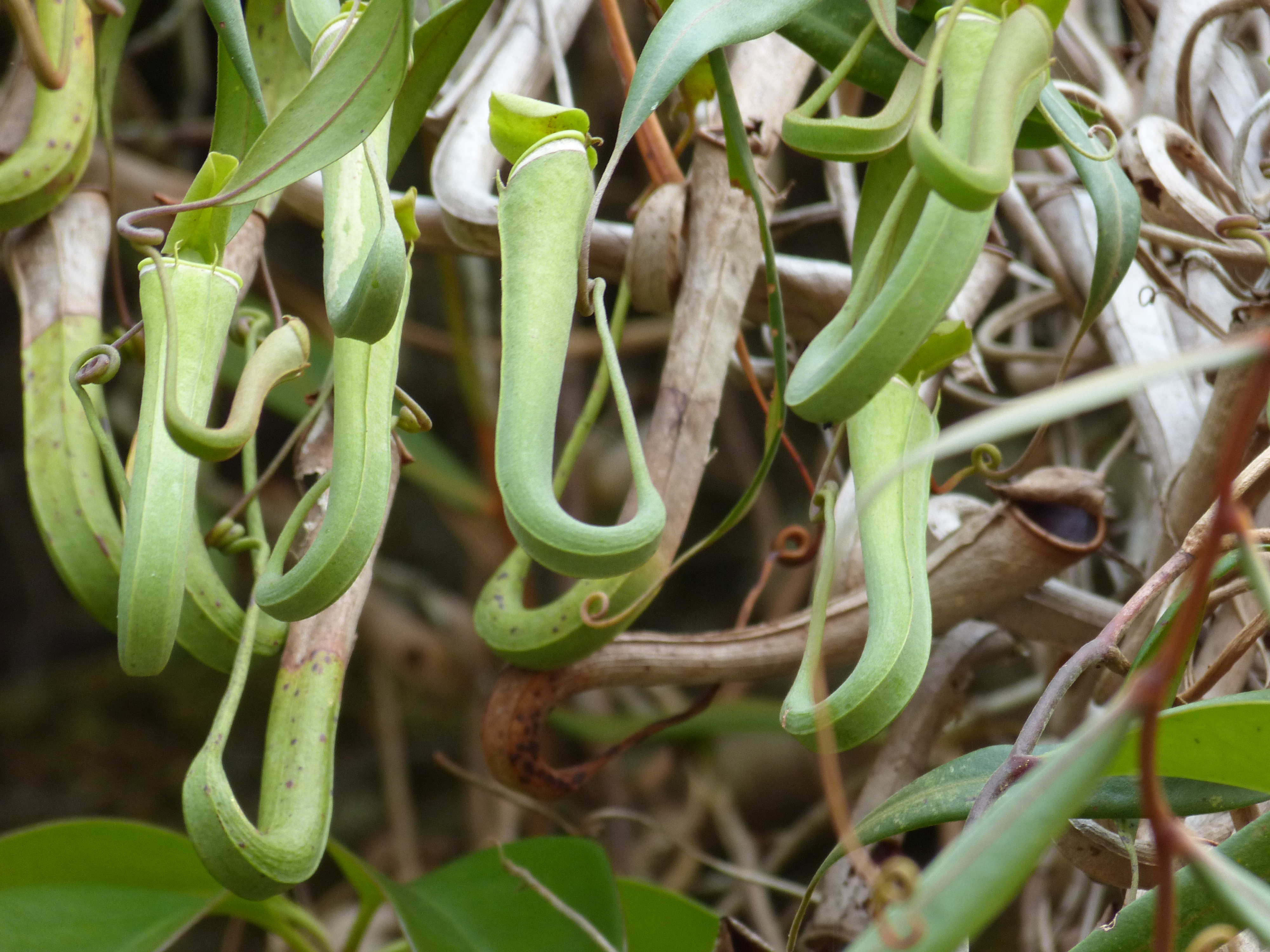
Nepenthes albomarginata
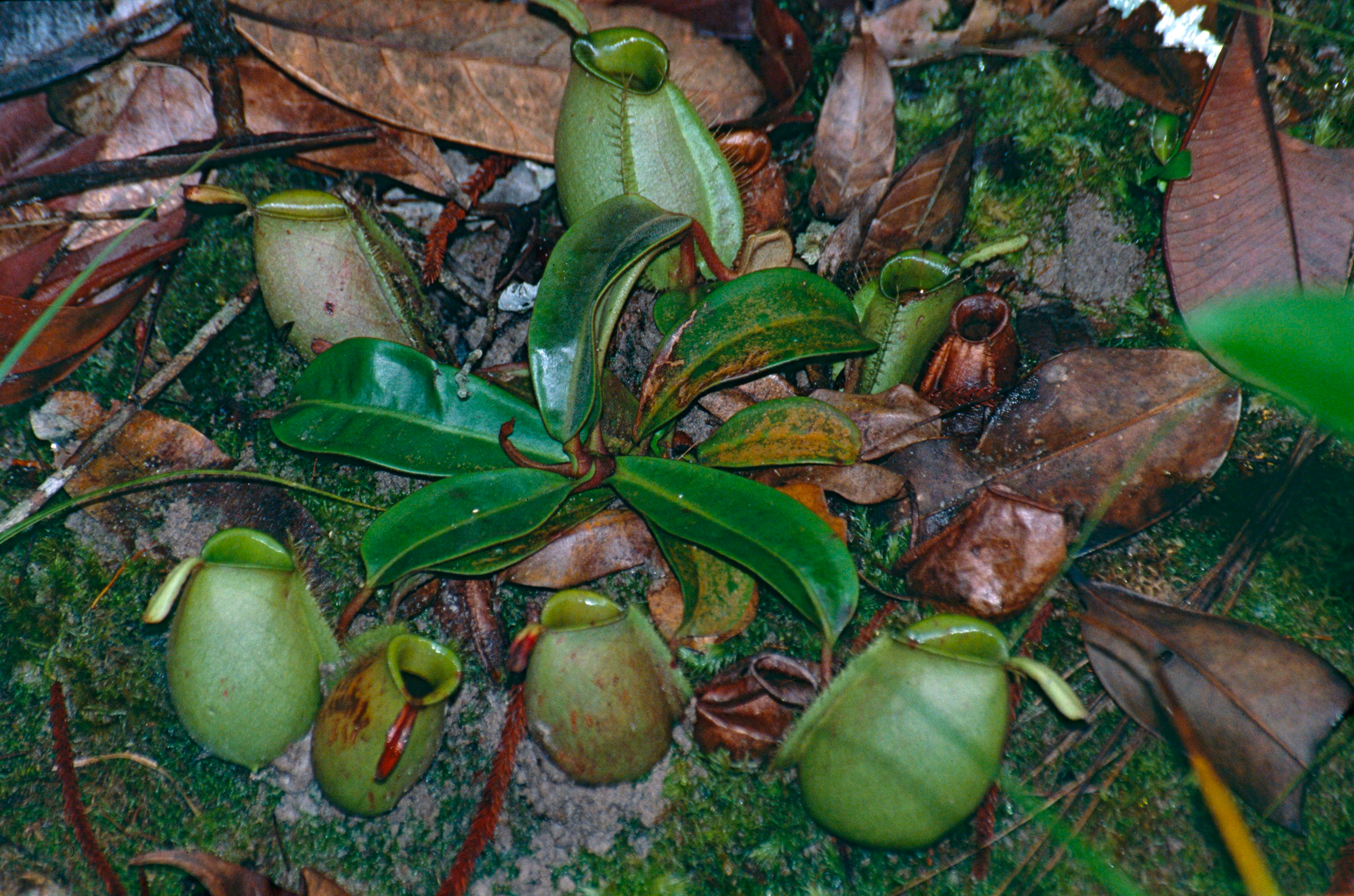
Nepenthes ampullaria
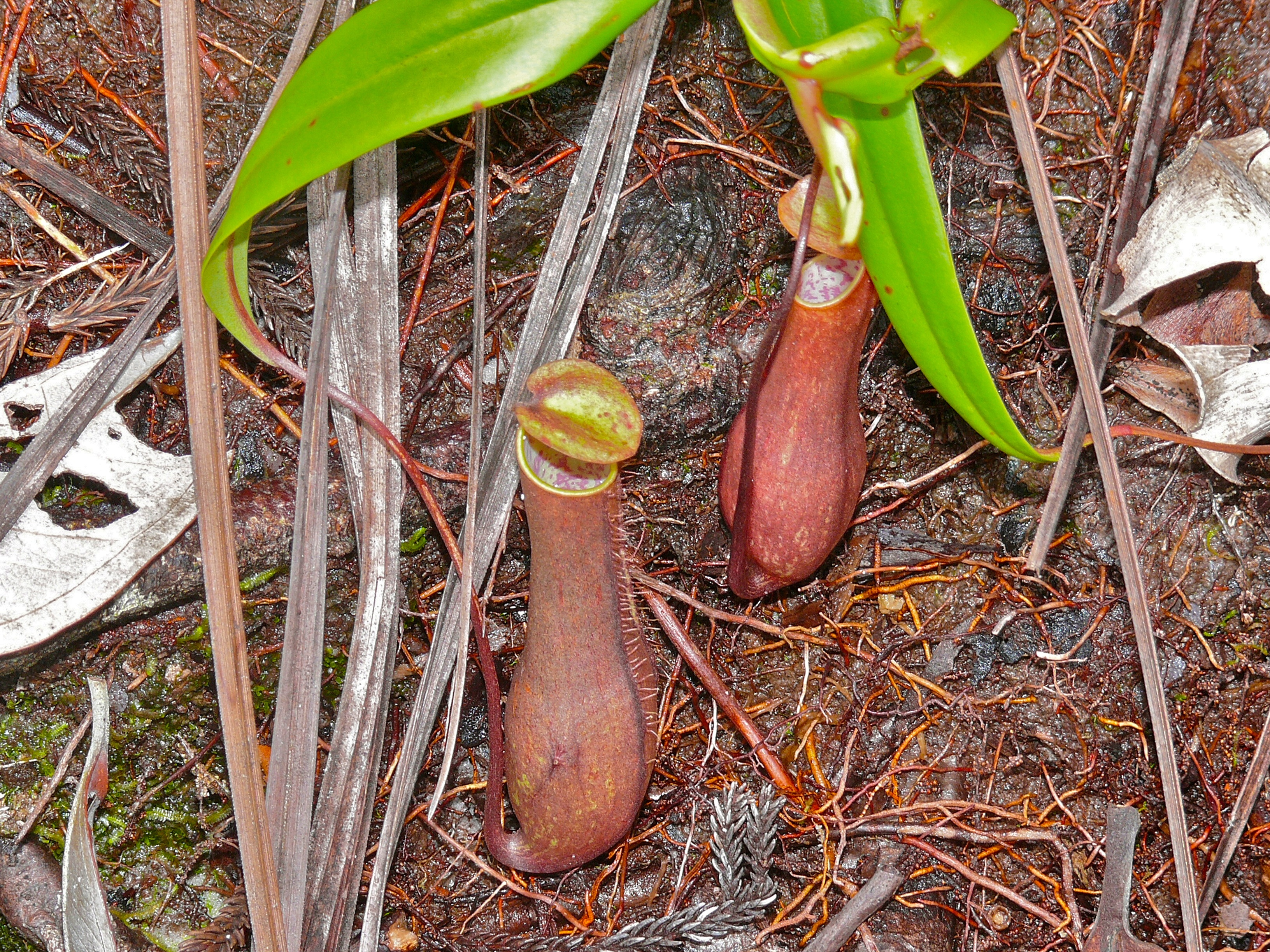
Nepenthes gracilis
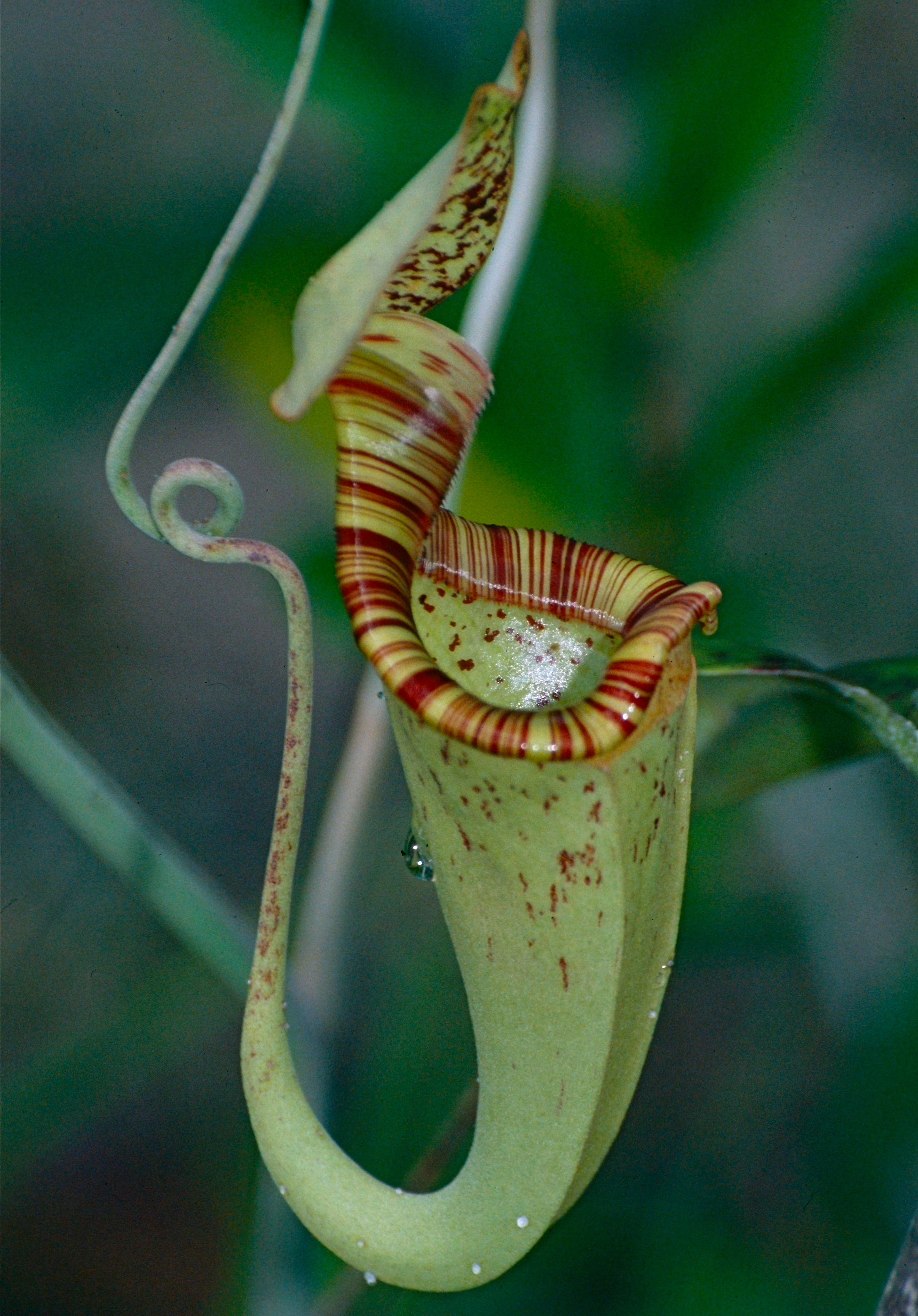
Nepenthes rafflesiana
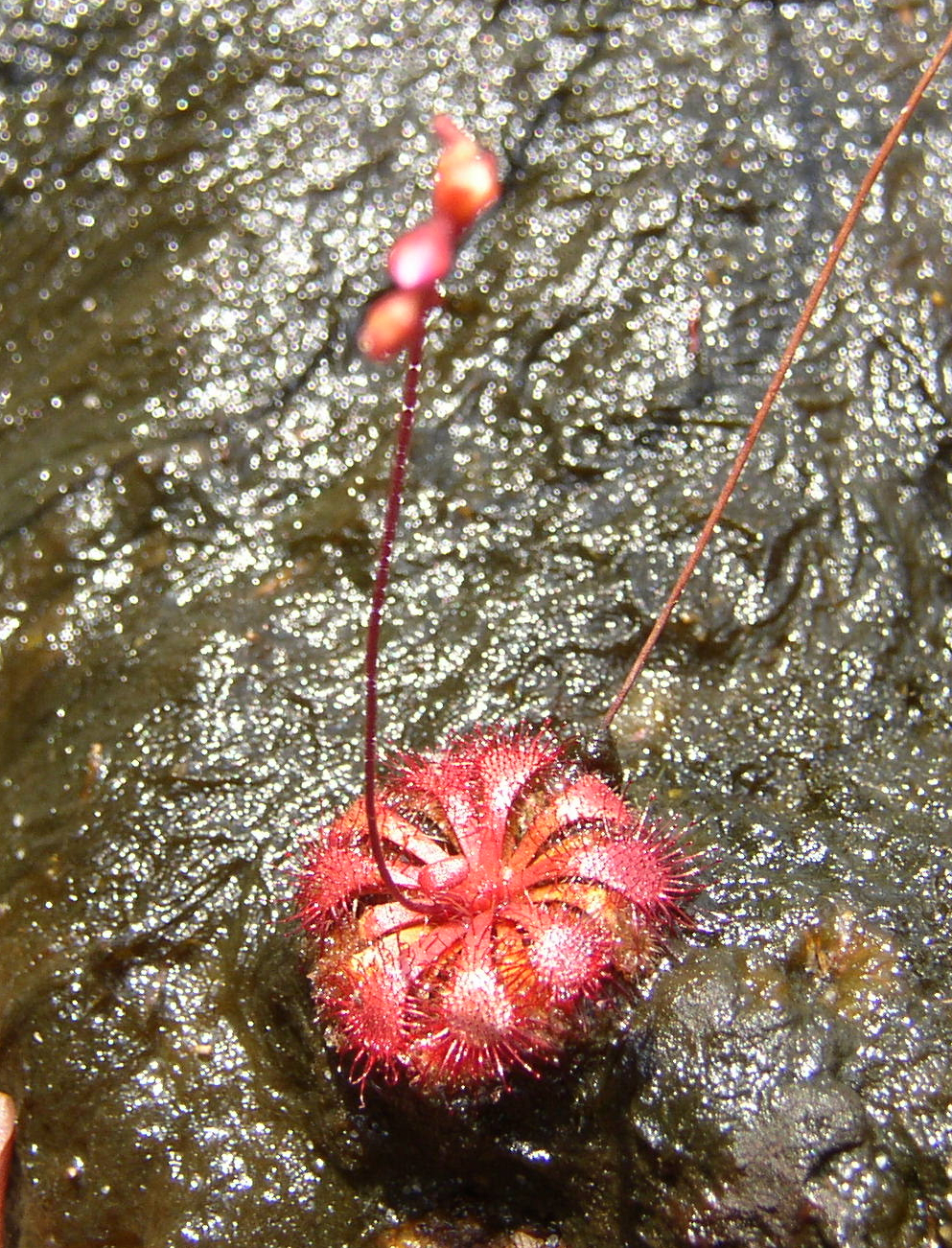
Drosera spatulata

## Faune

### Mammifères
Bako abrite à peu près 150 singes nasiques, espèce menacée endémique de Bornéo et des macaques à longue queue ; des semnopithèques à coiffe ; des galéopithèques volants ou colugos ; des sangliers à barbe ;  des écureuils plantains ; des loutres etc.

Les créatures nocturnes de Bako comprennent des makis volants et des fourmiliers ainsi que des chauve-souris frugivores ou insectivores comme l'hipposideros cervinus des tarsiers, et des viverridae.

Mammifères
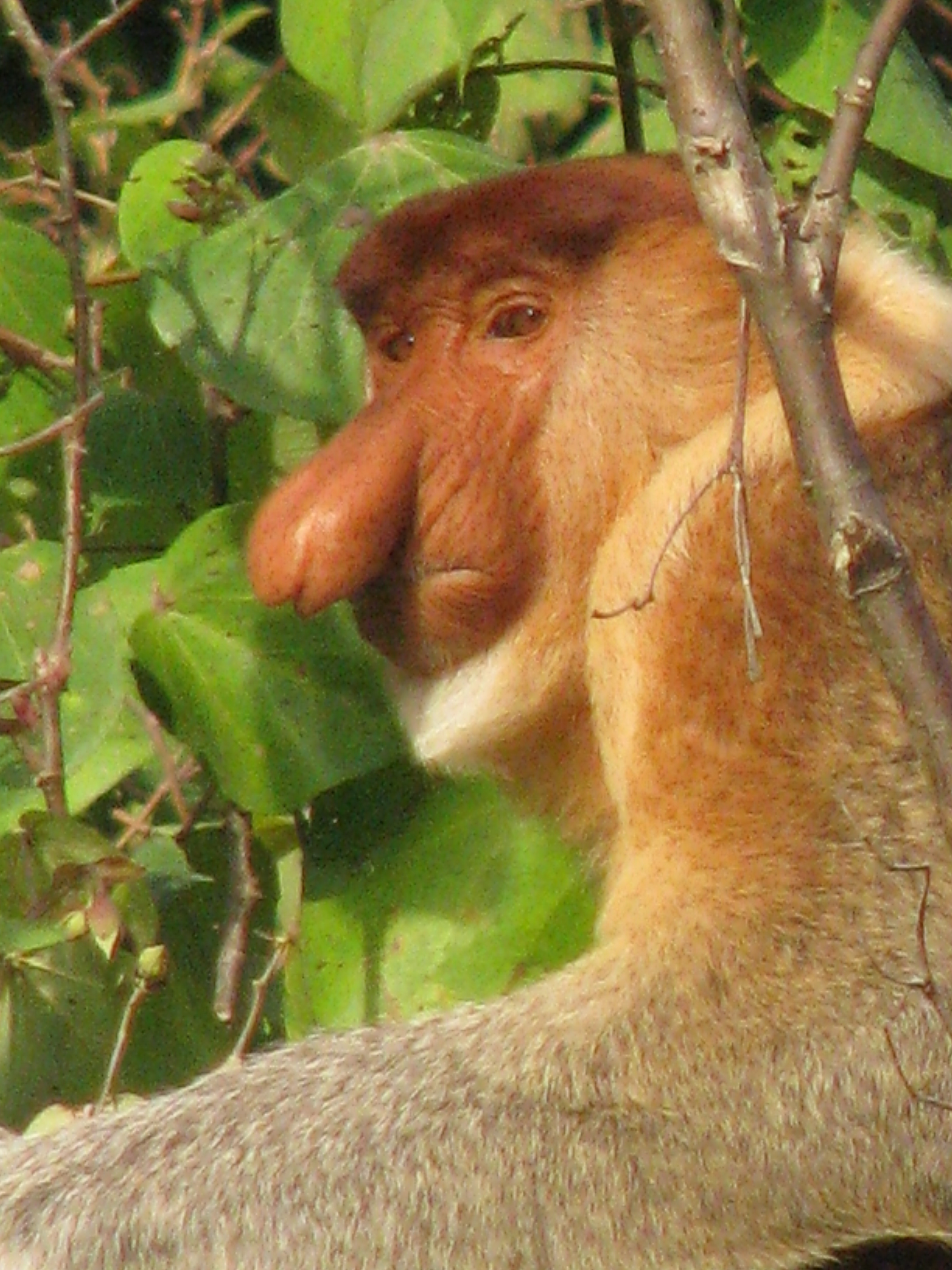
Nasique, adulte
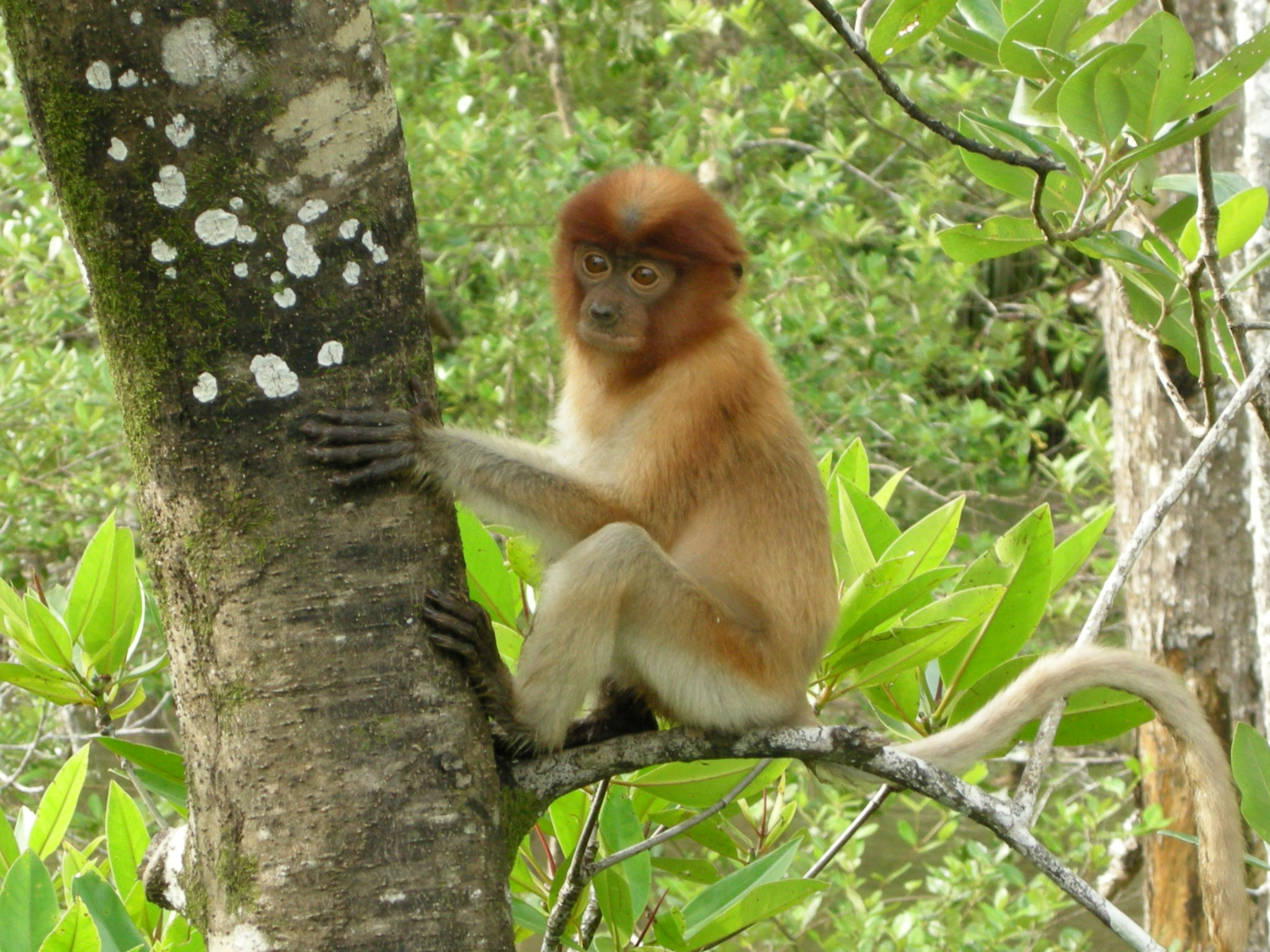
Nasique, juvénile
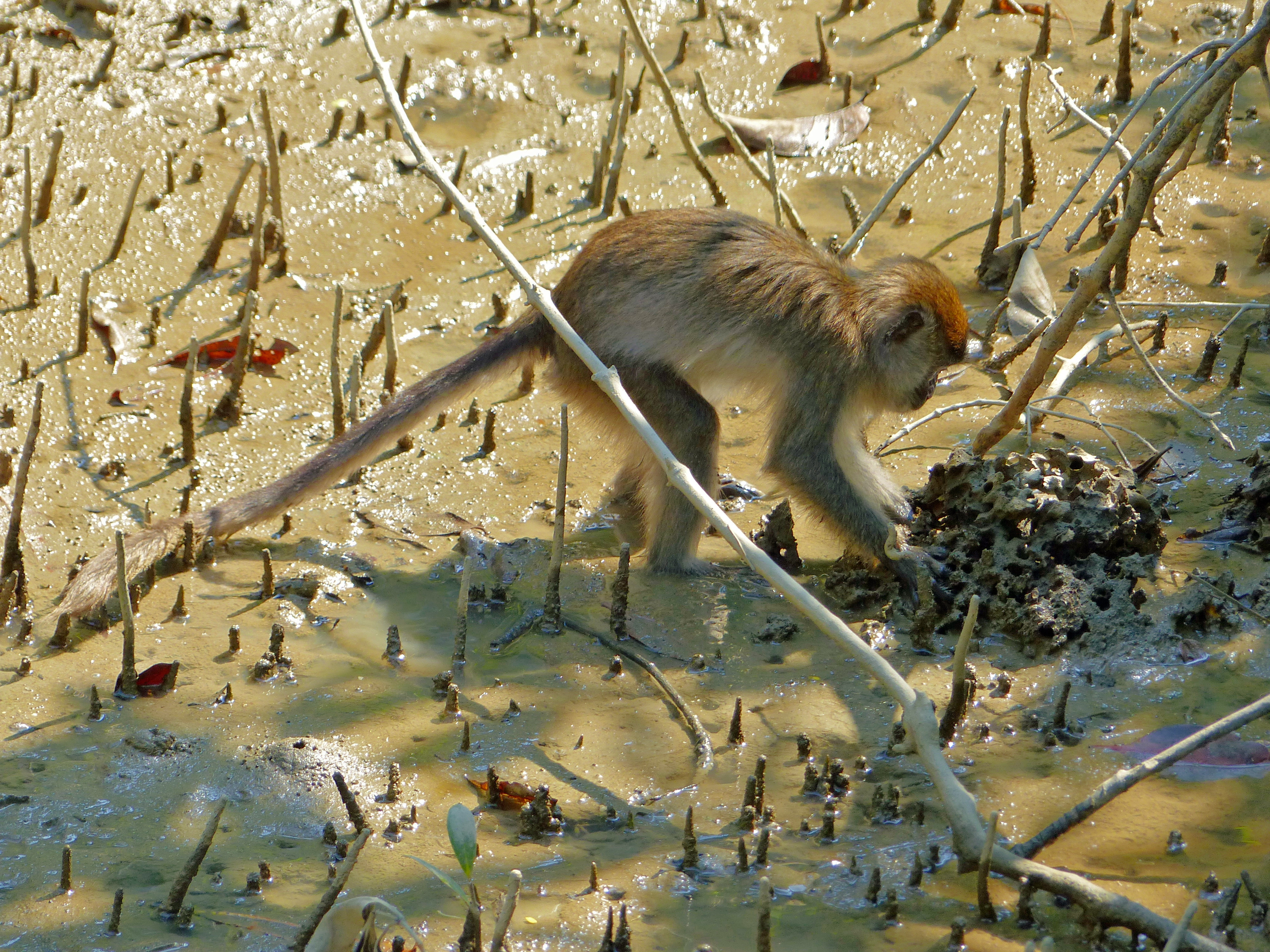
Macaque à queue longue
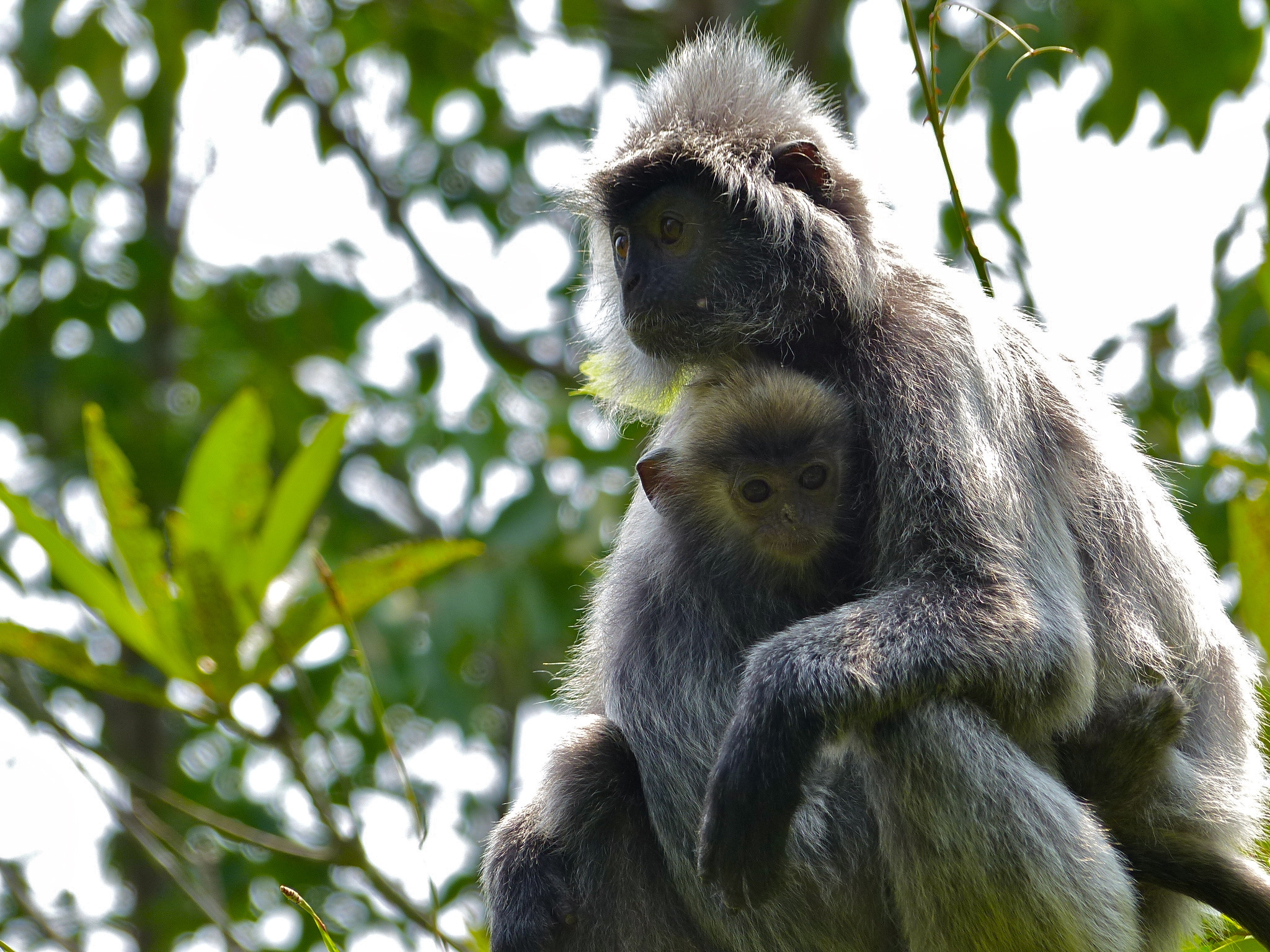
Semnopithèque à coiffe femelle et son petit
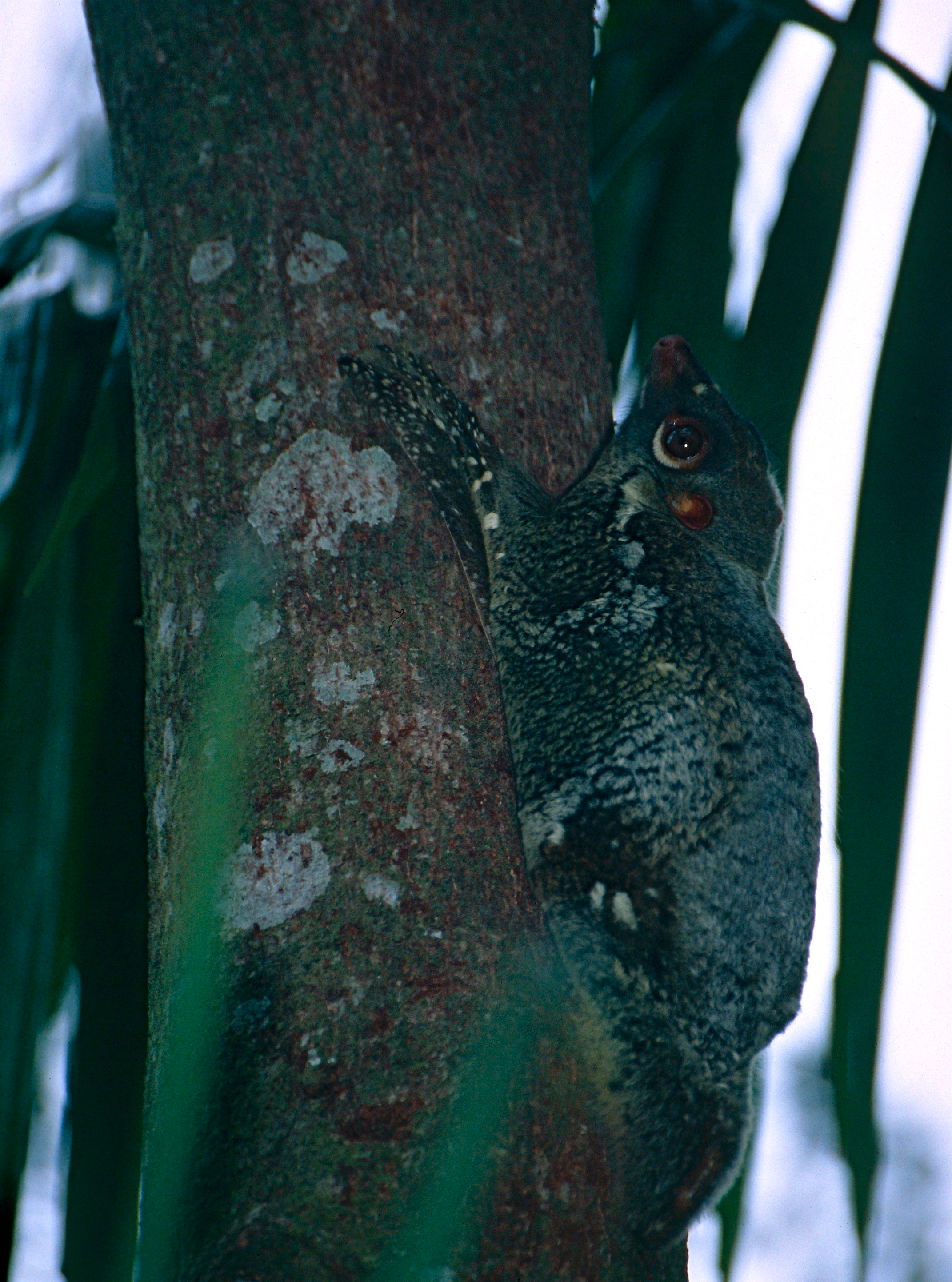
Galéopithèque volant ou Colugo
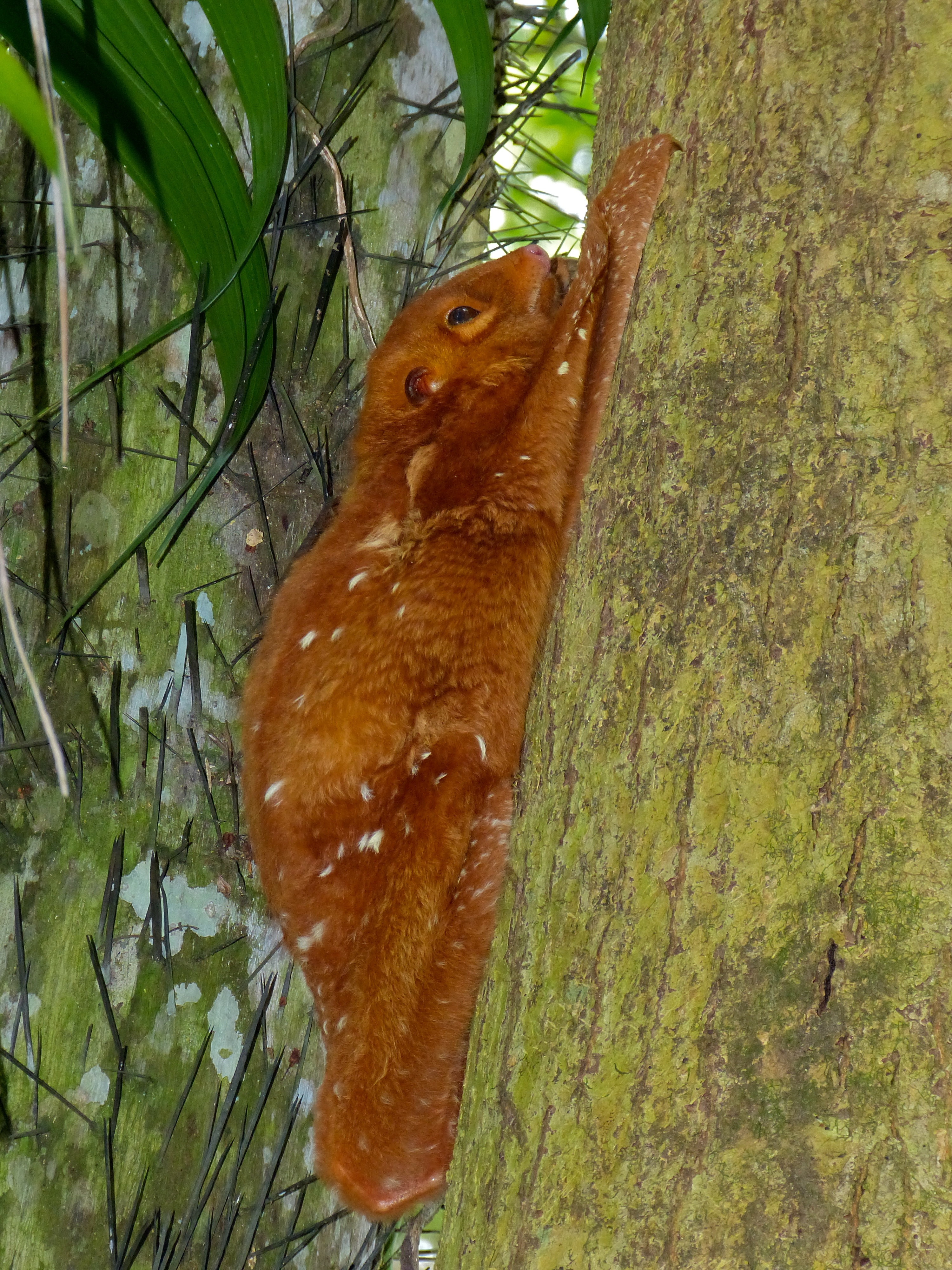
Galéopithèque volant forme rouge
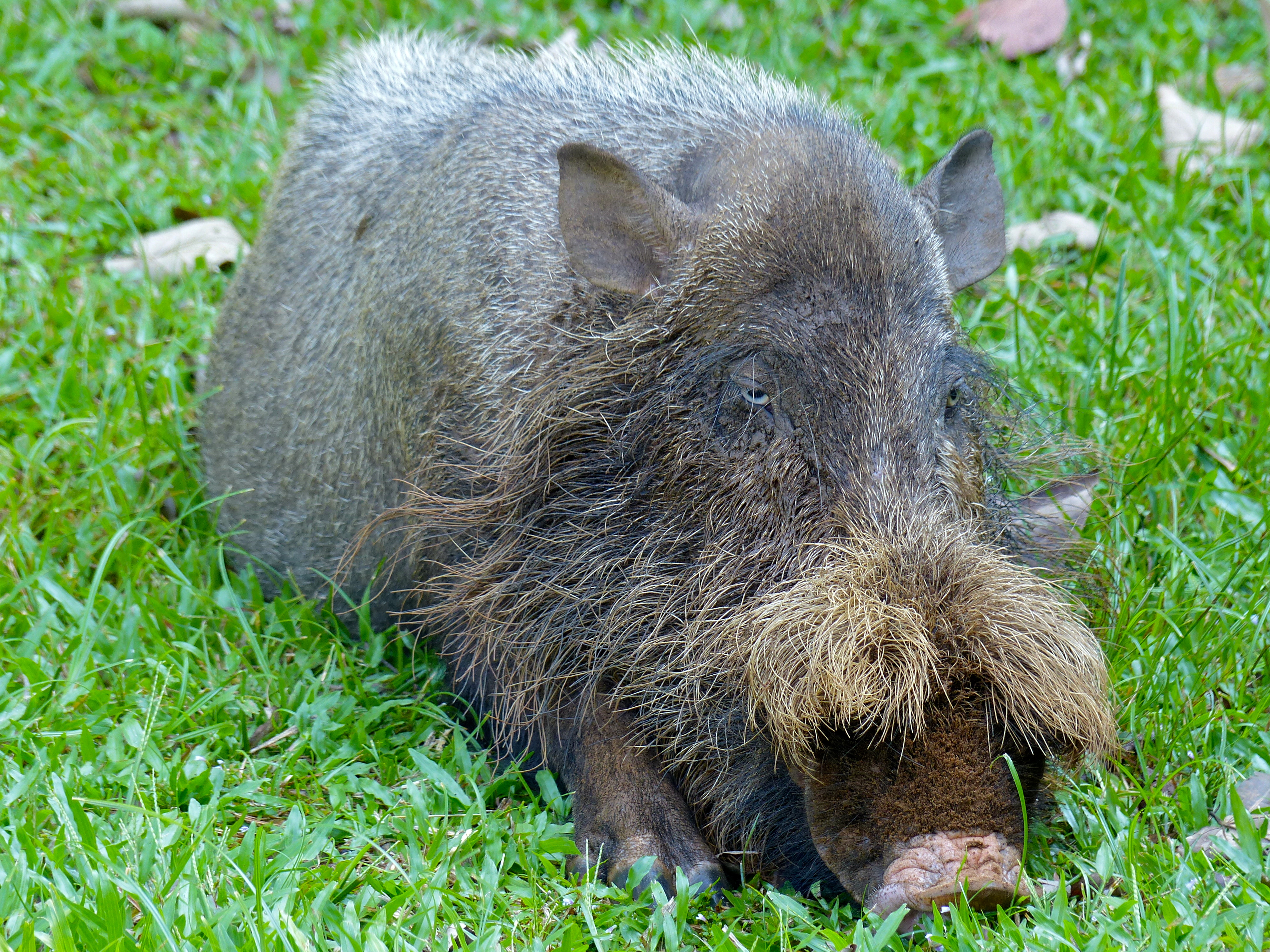
Sanglier à barbe mâle
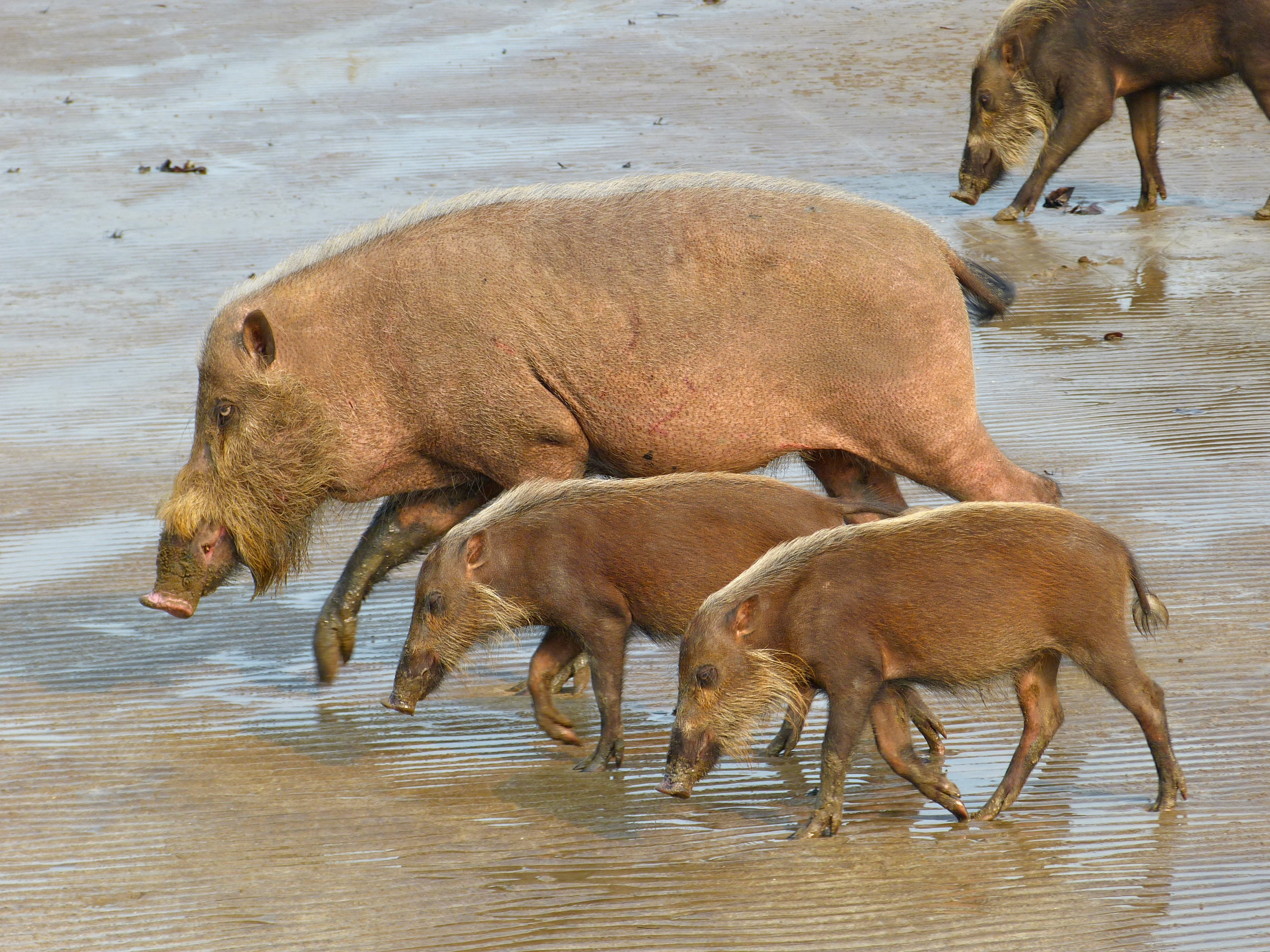
Sanglier à barbe femelle et ses petits
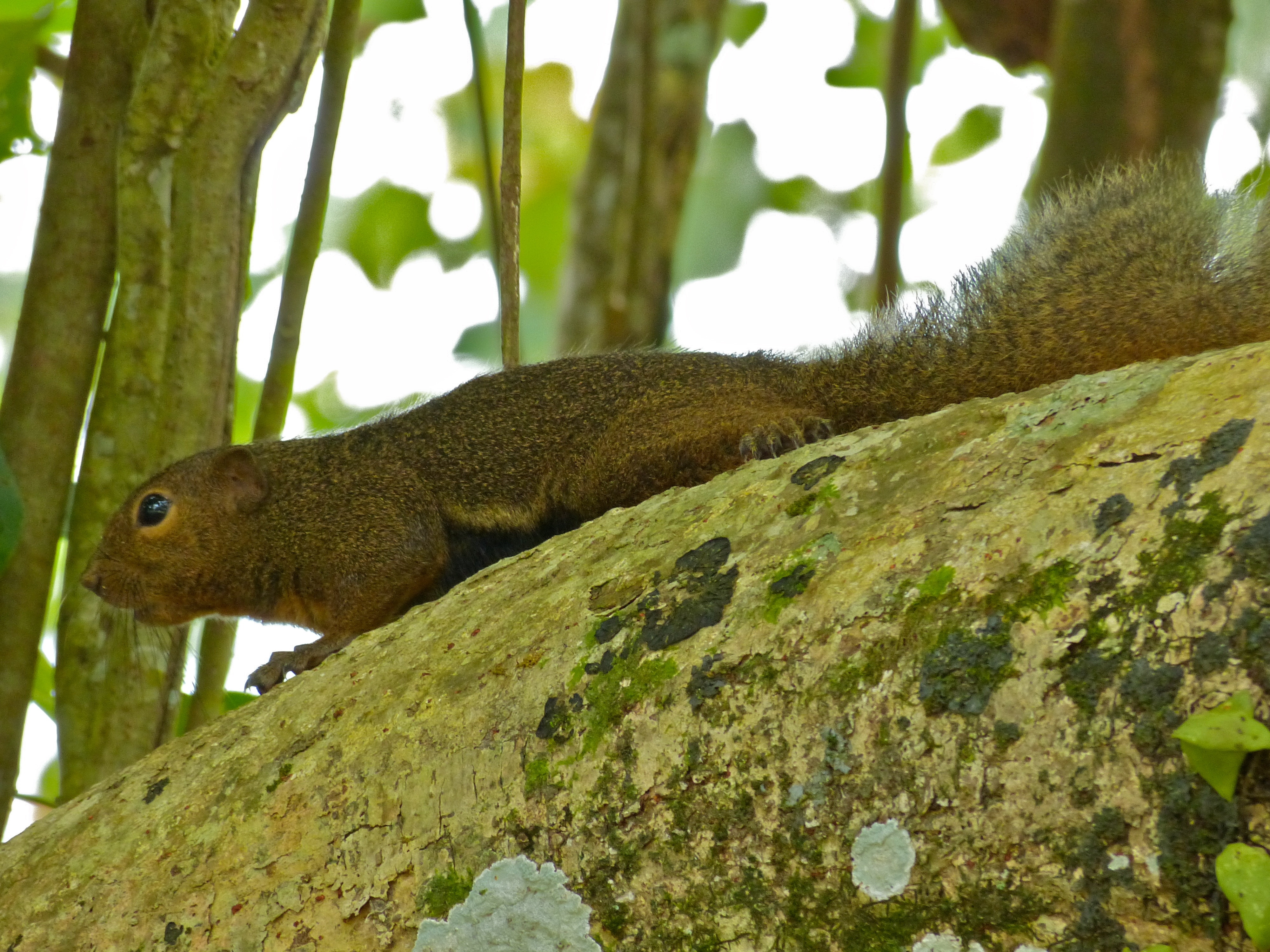
Écureuil plantain
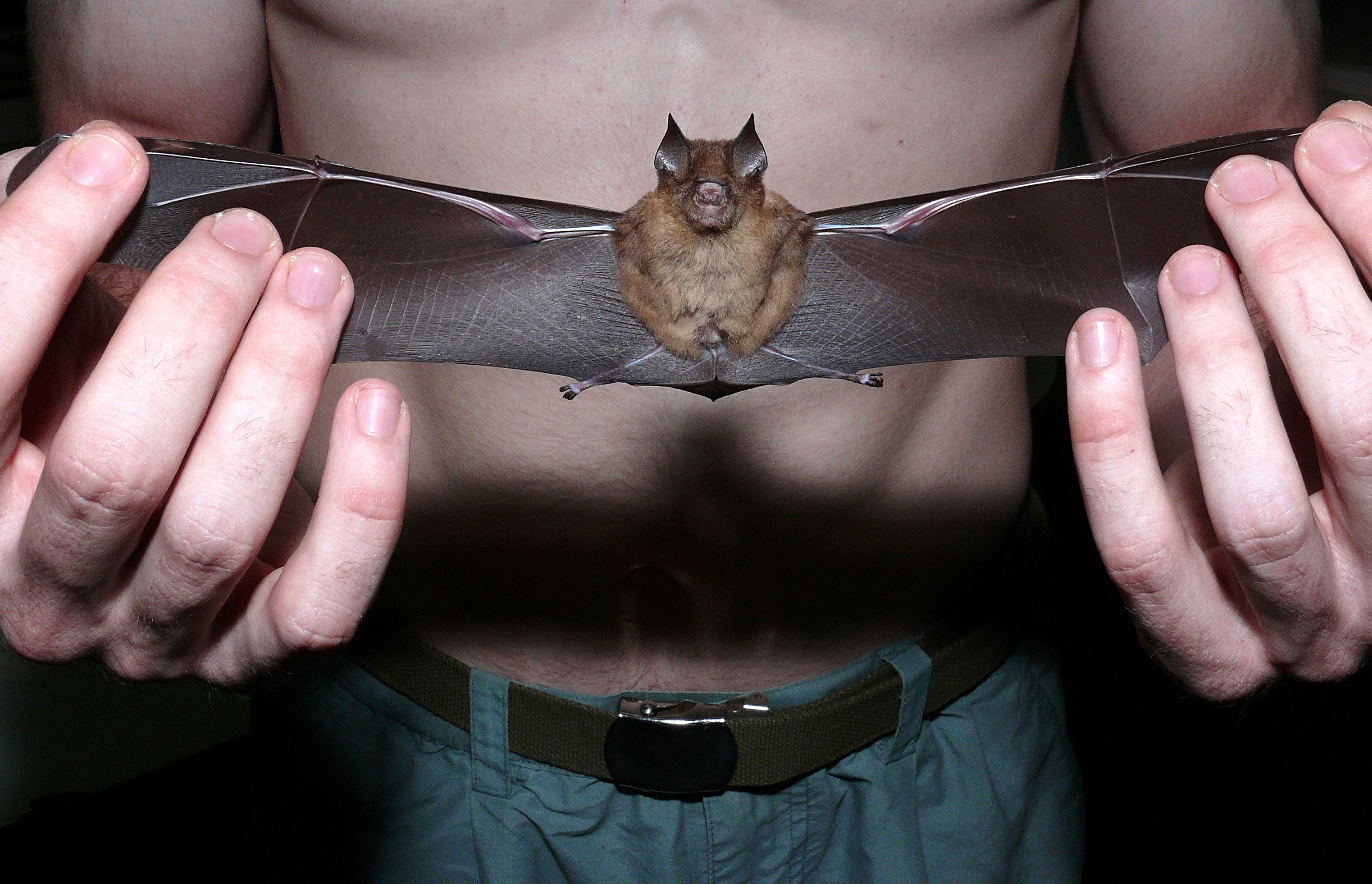
Hipposideros cervinus

### Environ 150 espèces d'oiseaux
Le parc national de Bako est l'un des rares parcs qui réunissent des échassiers, des oiseaux marins et forestiers. Il est possible d'y observer plus de 150 espèces d'oiseaux dont de nombreux oiseaux migrateurs de septembre à mars.
On voit des oiseaux migrateurs courlis corlieus et bécasseaux cocorlis, bergeronnettes...;
On voit des oiseaux marins fou à pieds rouges ;

Dans les mangroves vivent le souimanga de Macklot et le gobemouche des mangroves.

Oiseaux
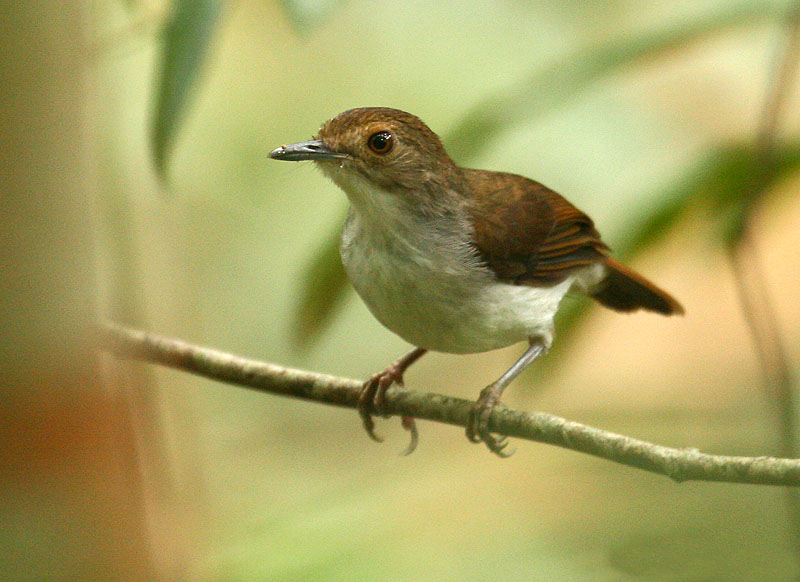
Akalat à front noir
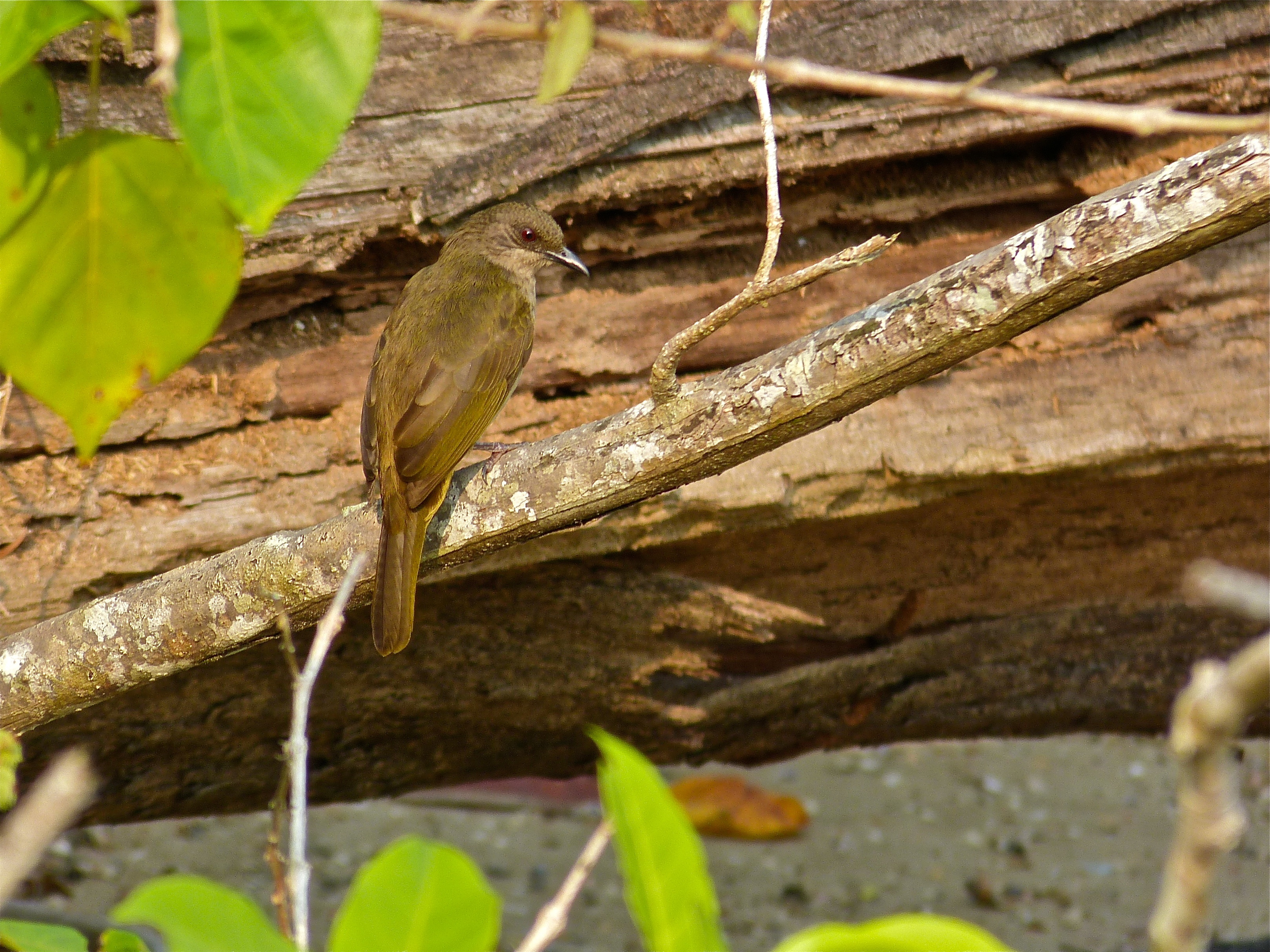
Bulbul aux ailes olive
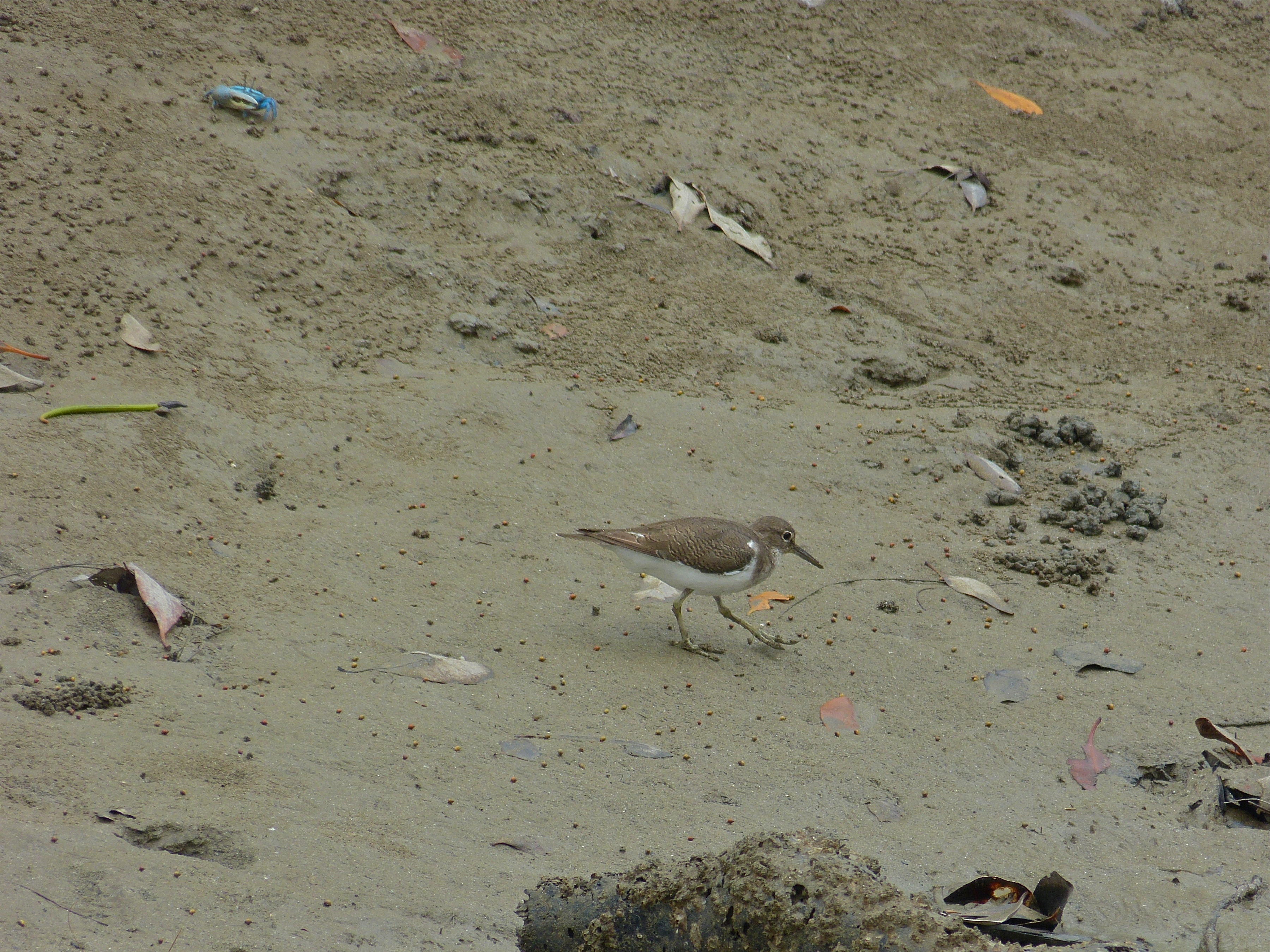
Chevalier guignette
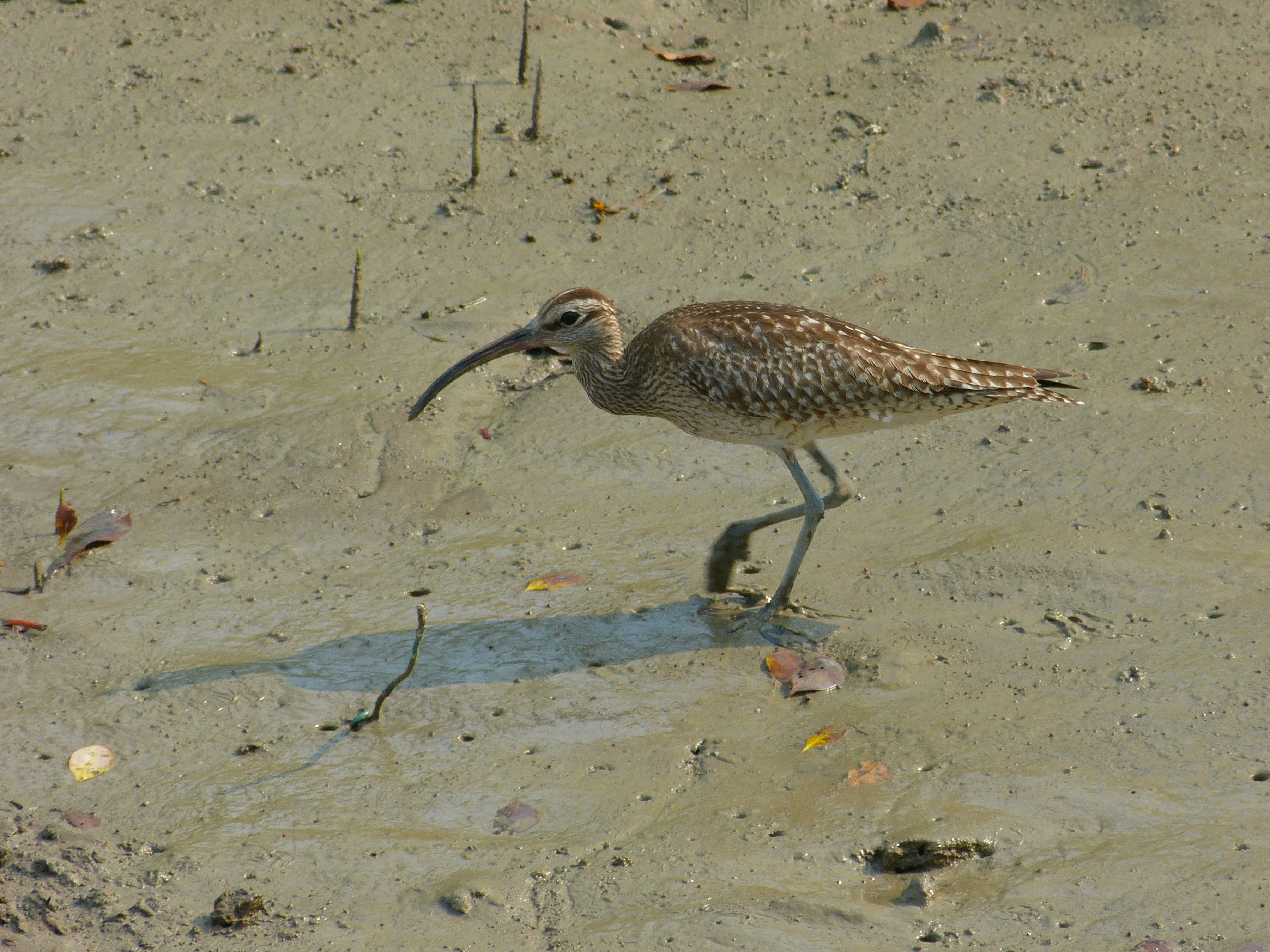
Courlis corlieu
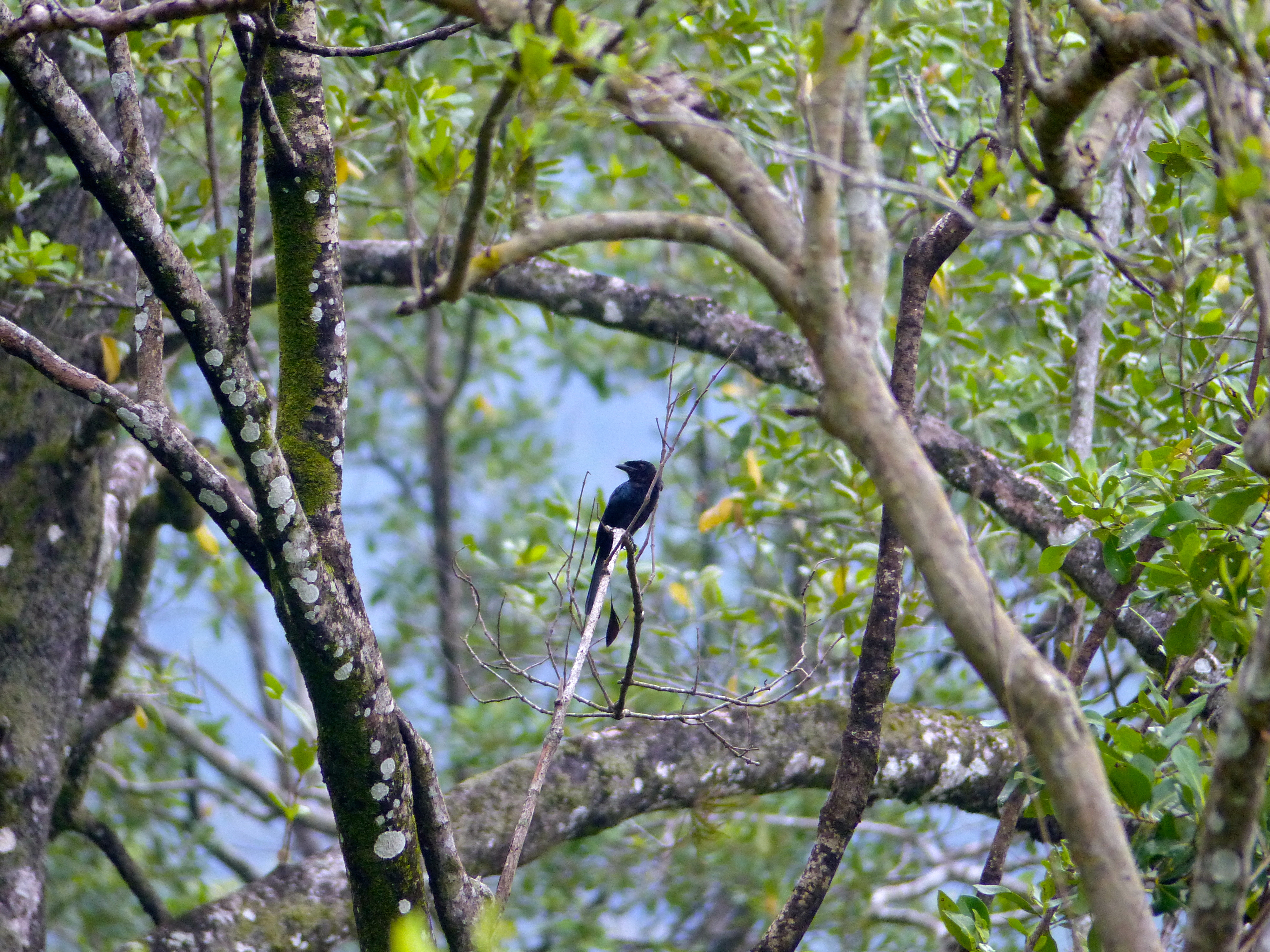
Drongo à raquettes
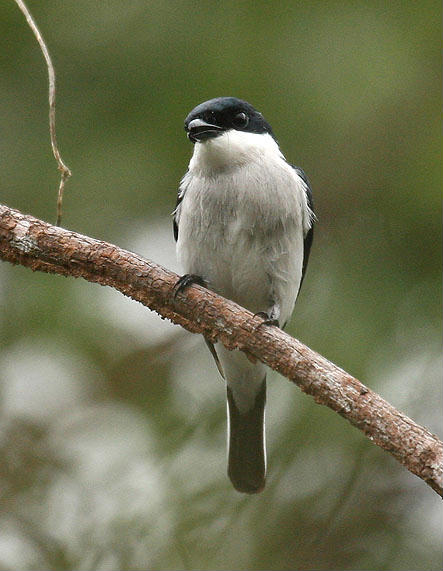
Échenilleur véloce
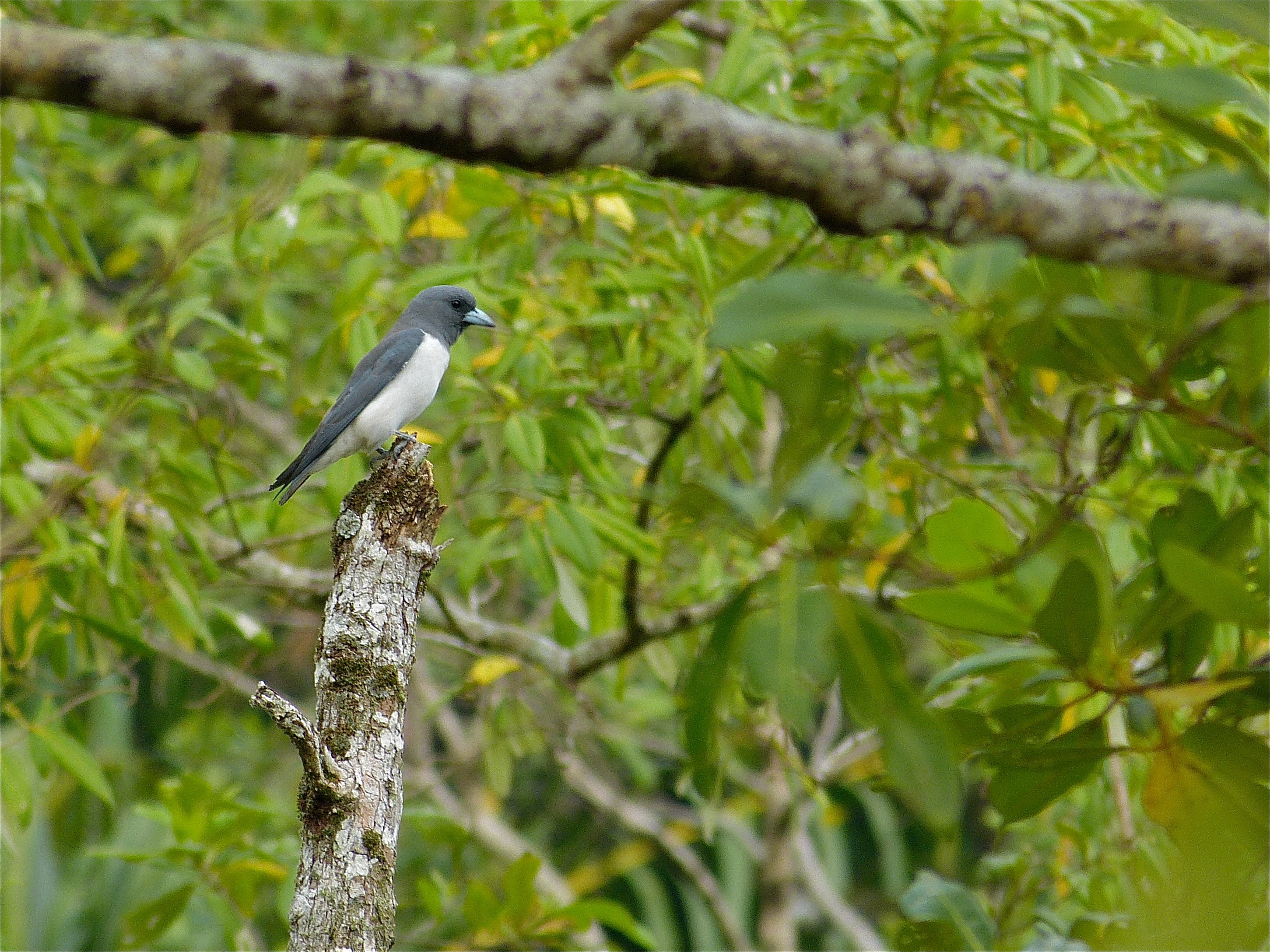
Langrayen à ventre blanc
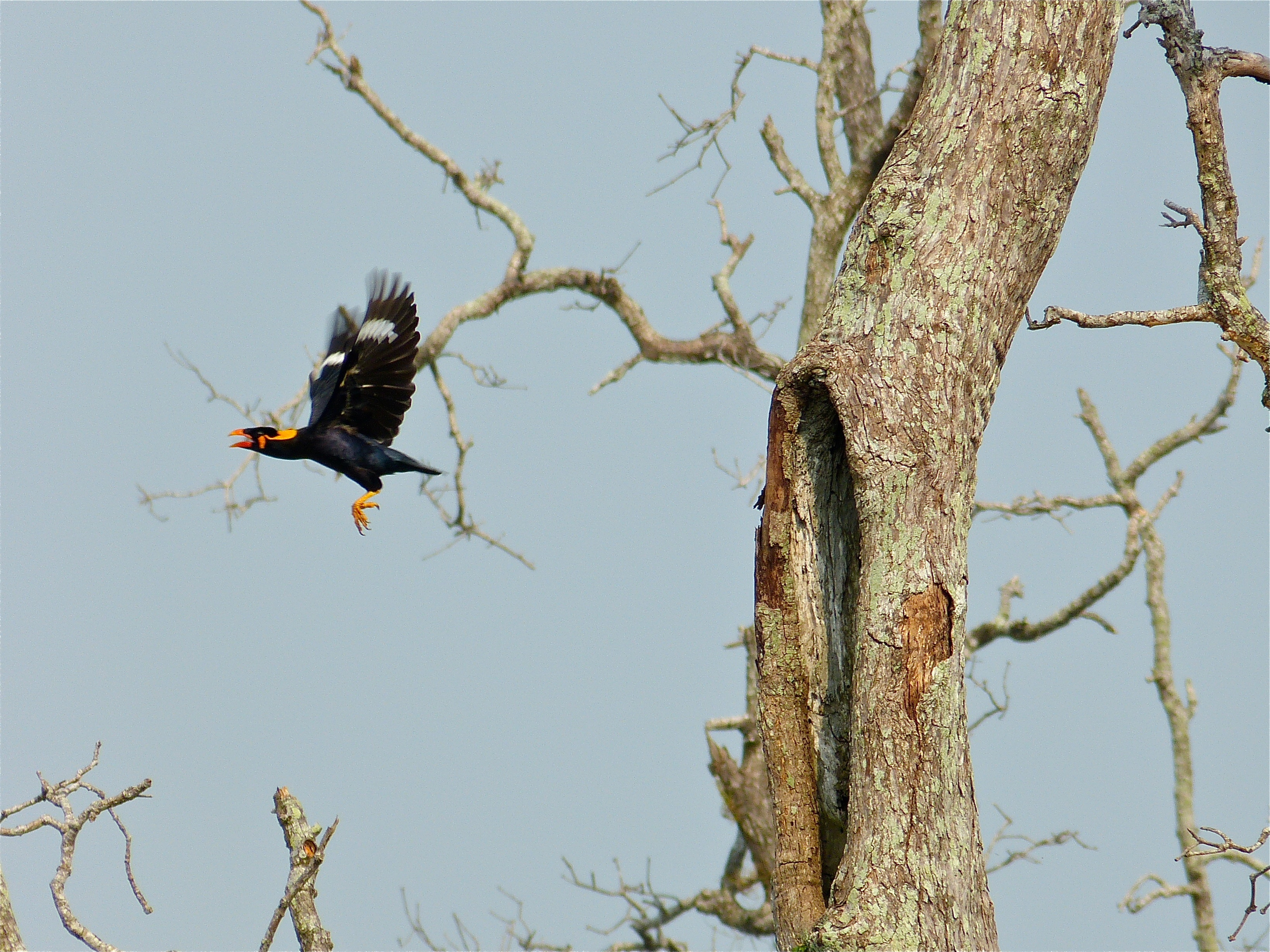
Mainate religieux
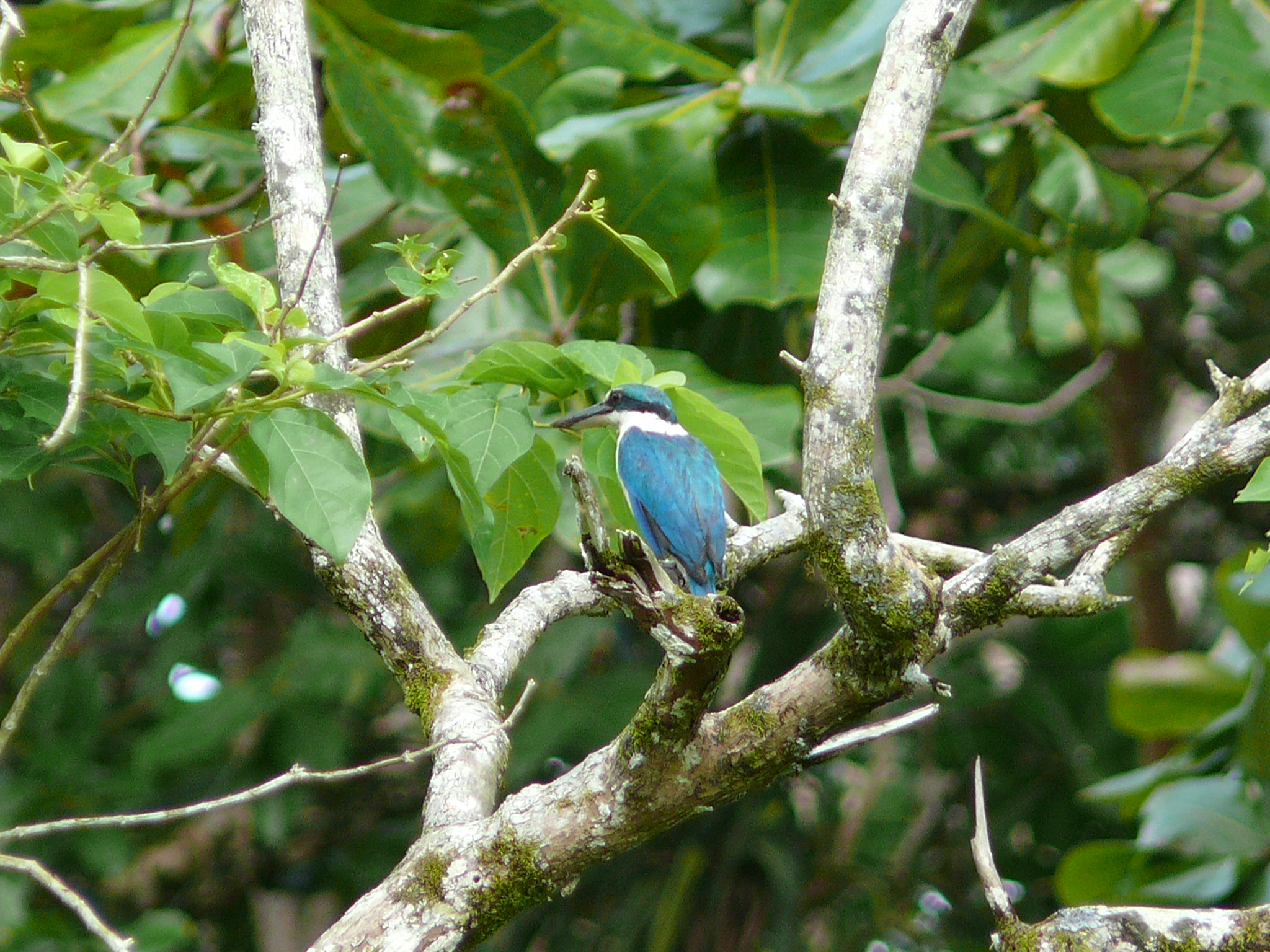
Martin-chasseur à collier blanc
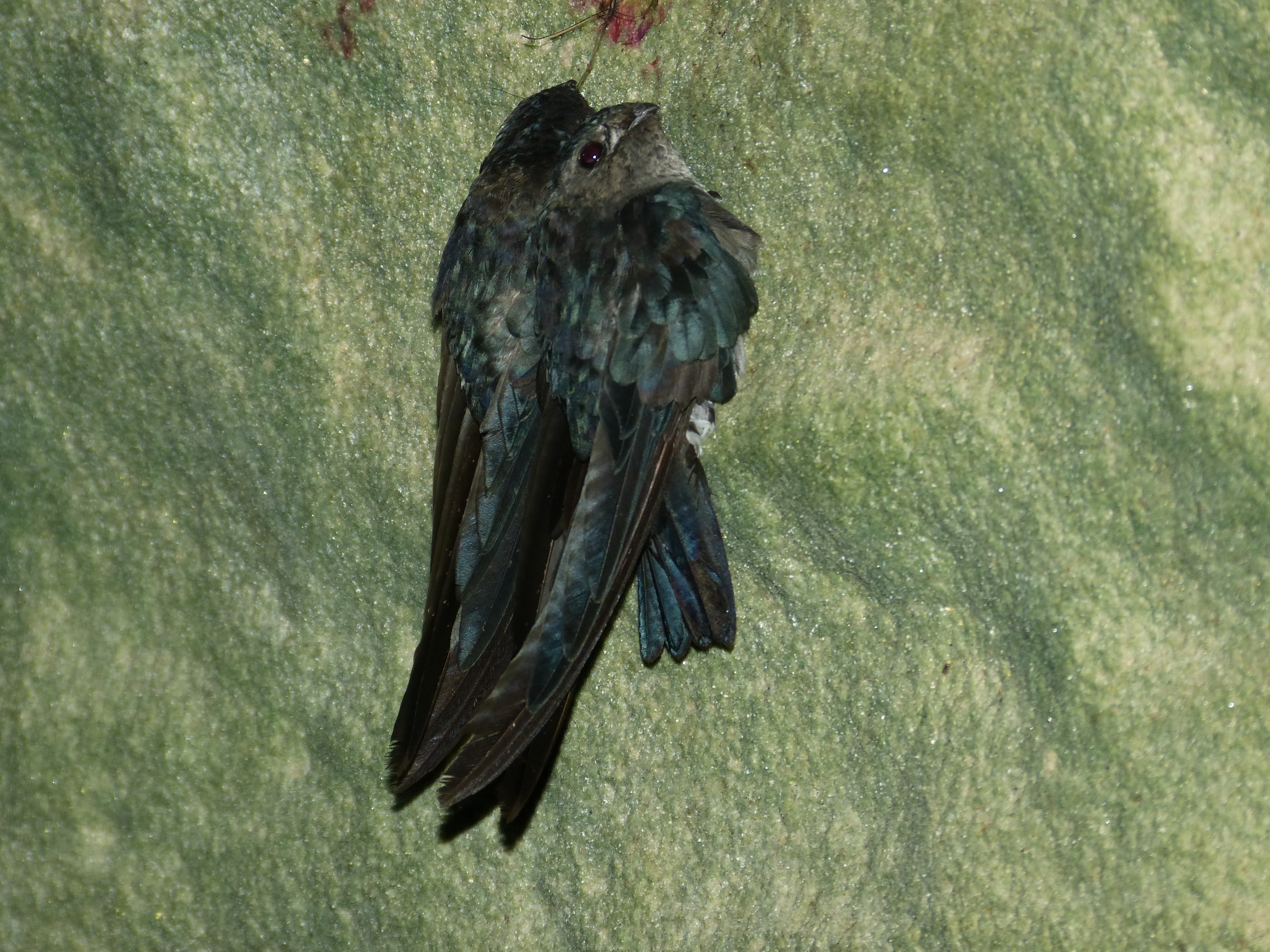
Salangane soyeuse
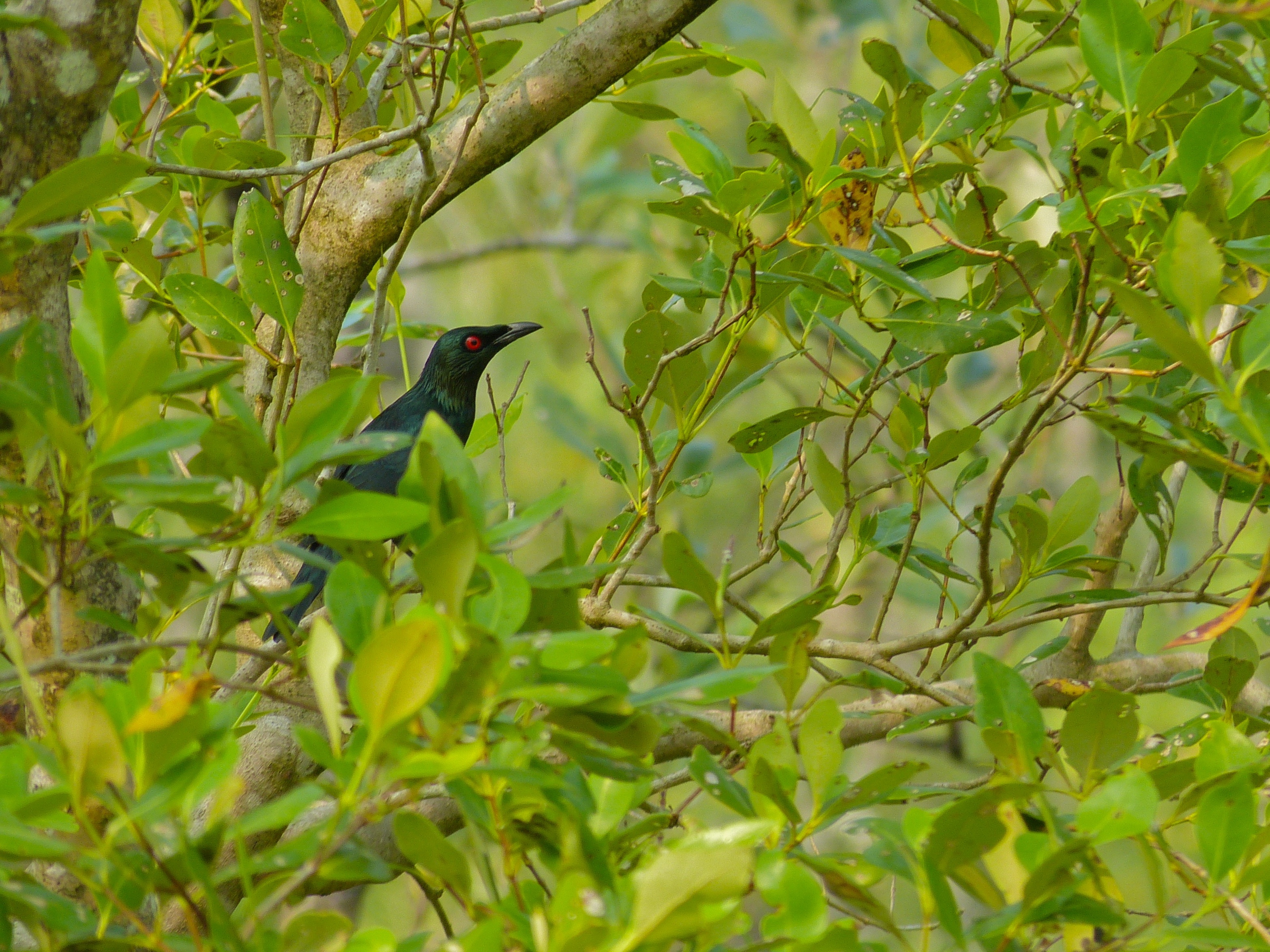
Stourne bronzé

### Reptiles
Bako abrite aussi bon nombre de sauriens, lézards et serpents. 

Sauriens et lézards
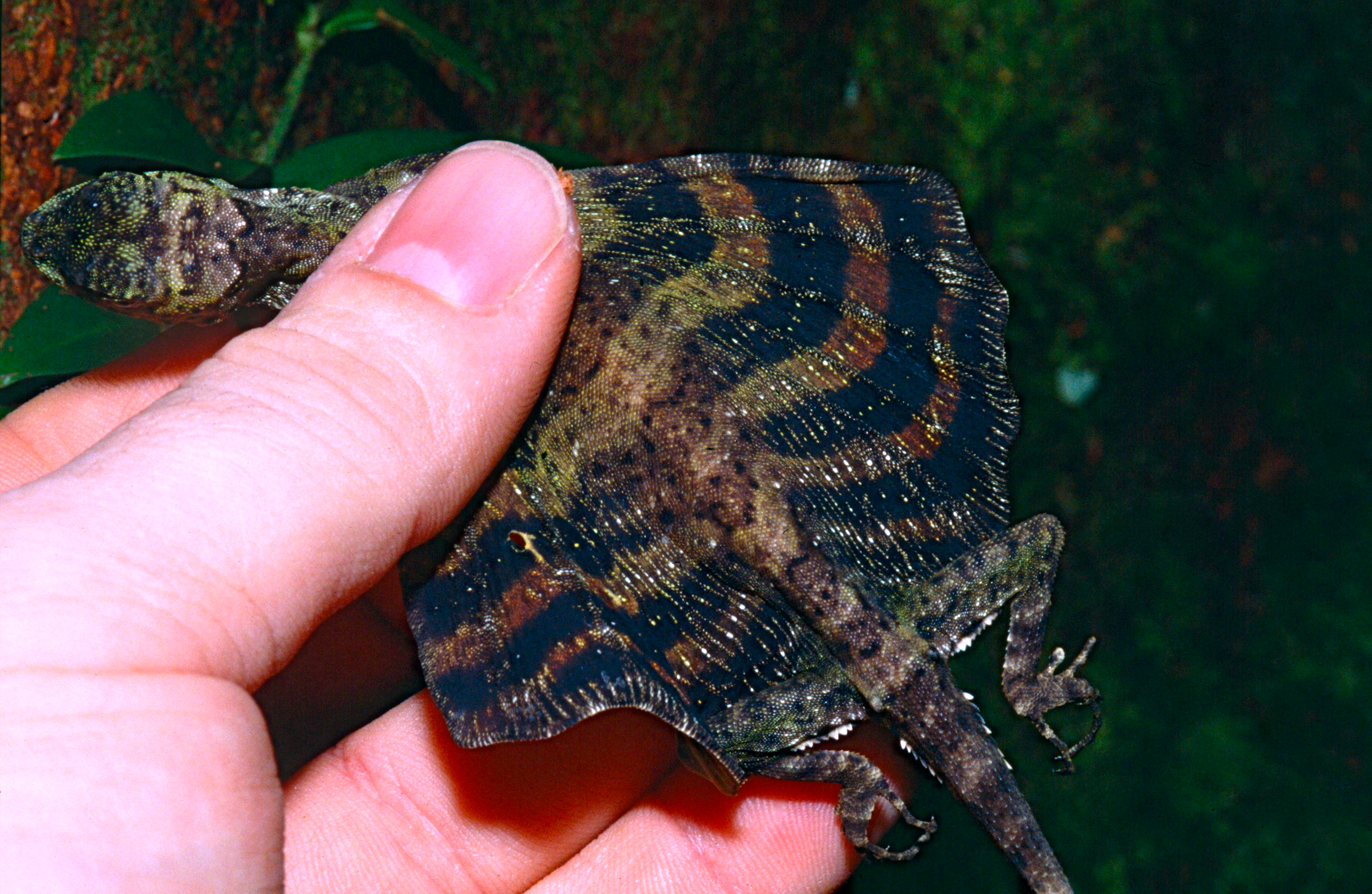
Dragon volant Draco quinquefasciatus
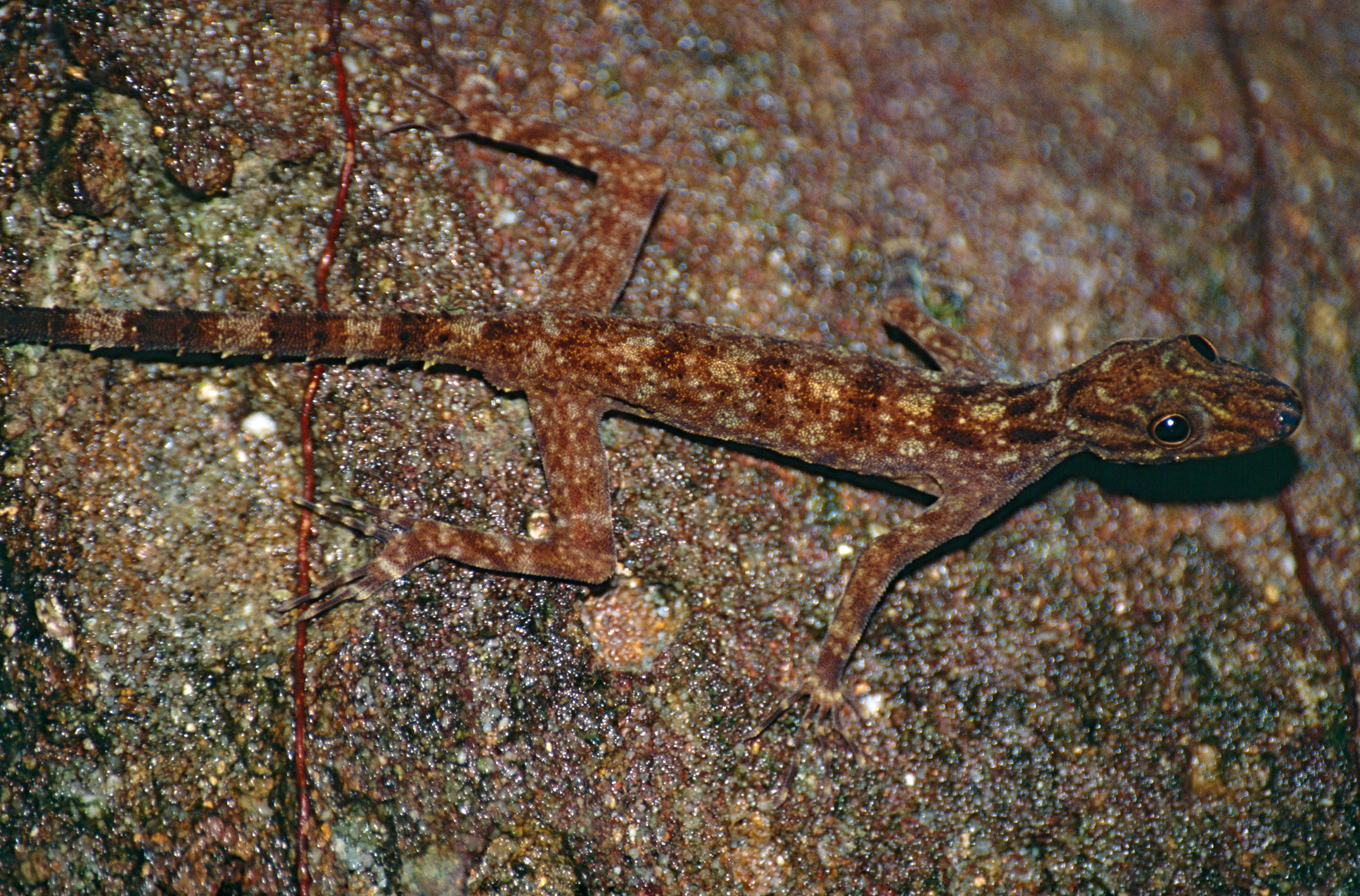
Gecko Cnemaspis kendallii
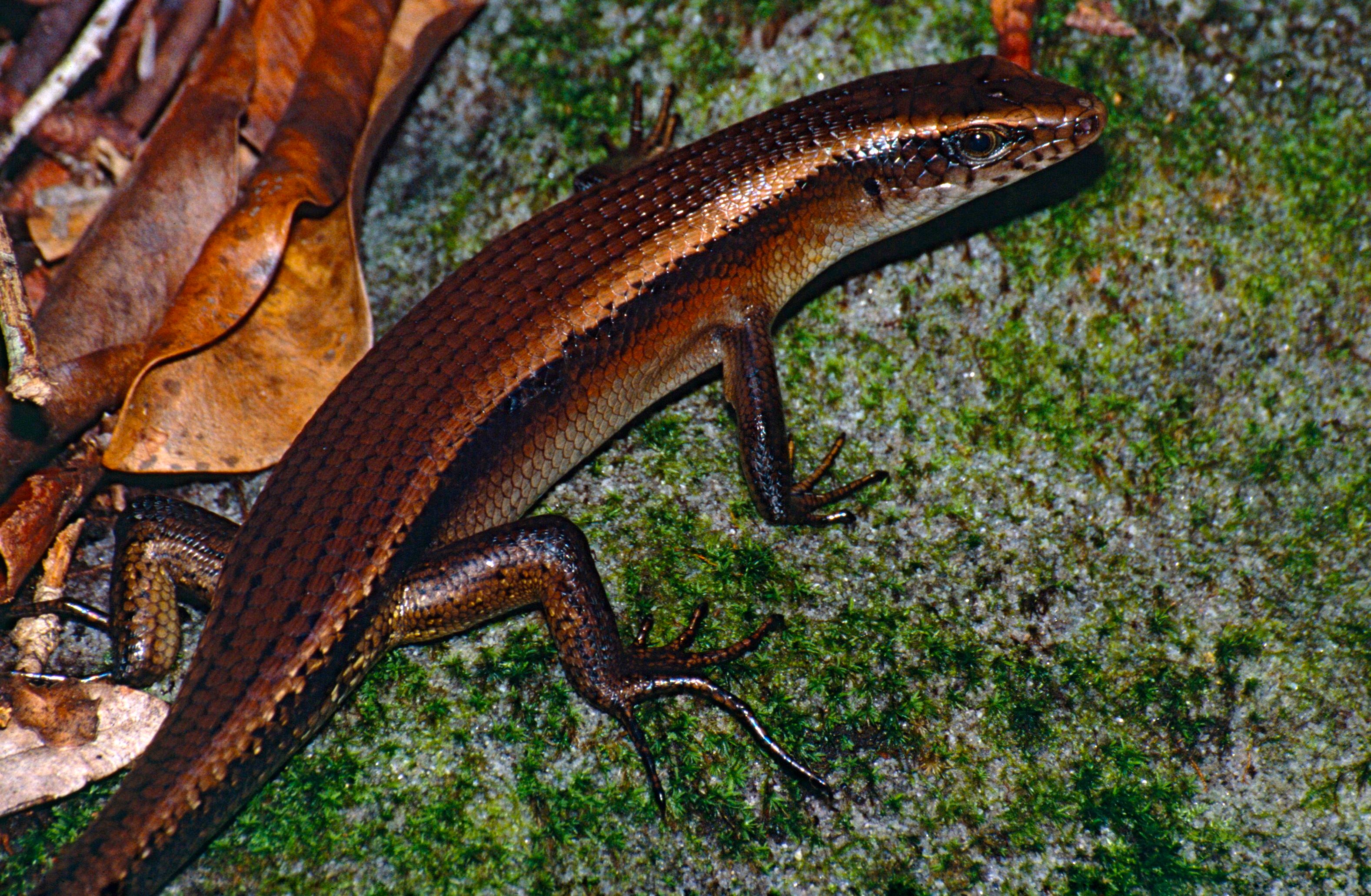
Scinque doré
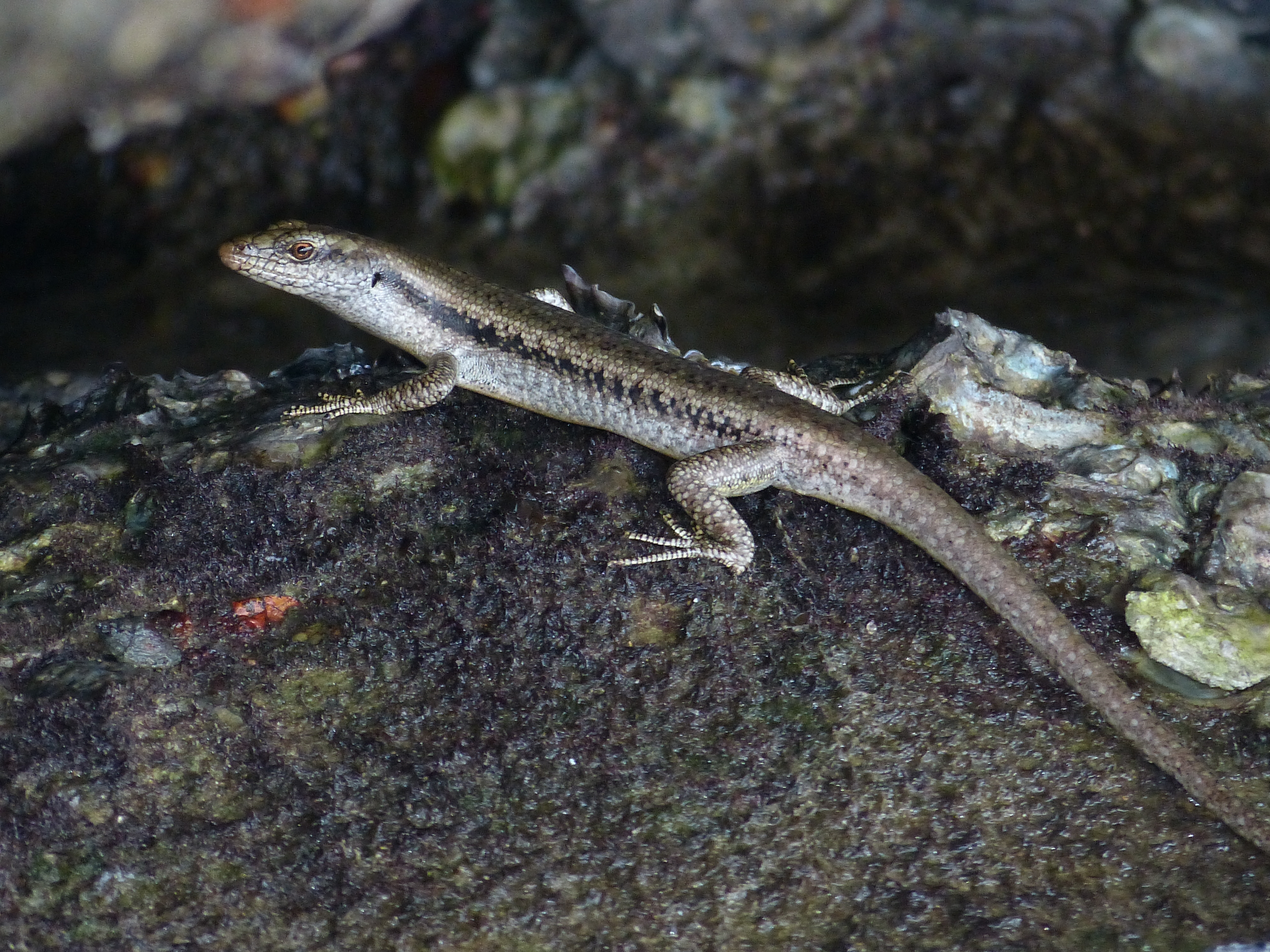
Scinque Emoia atrocostata
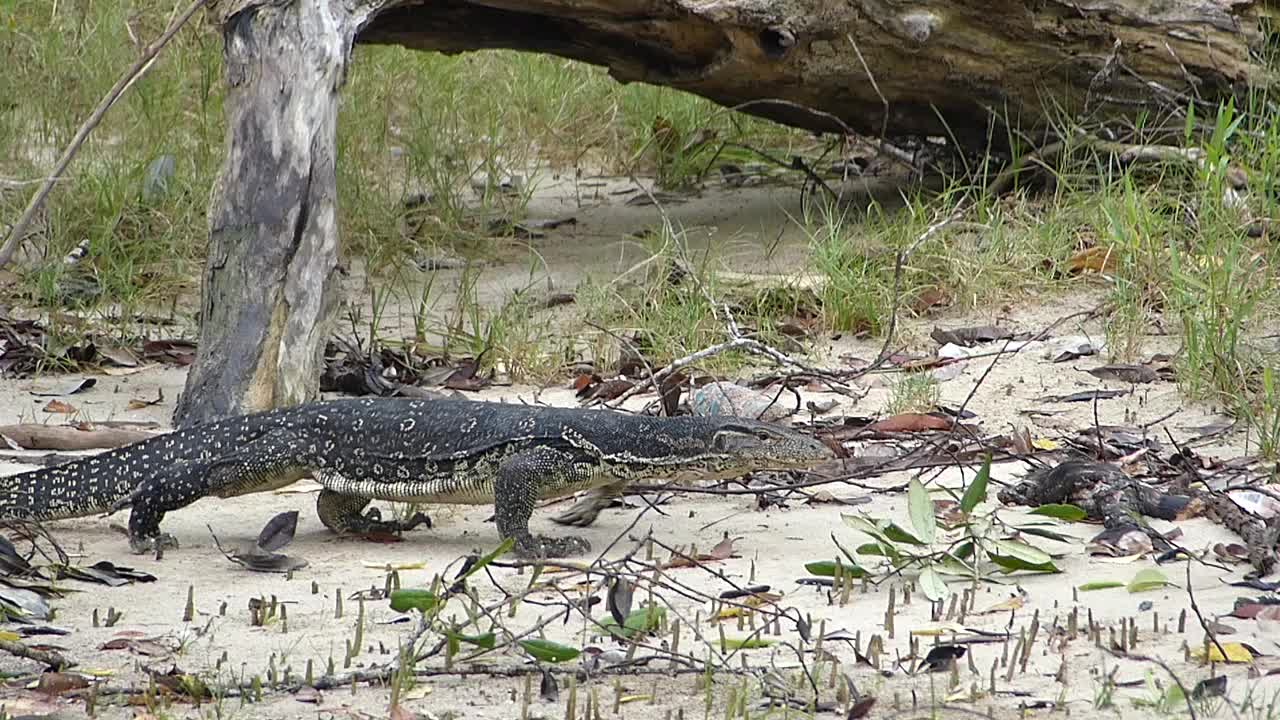
Varan malais

Serpents
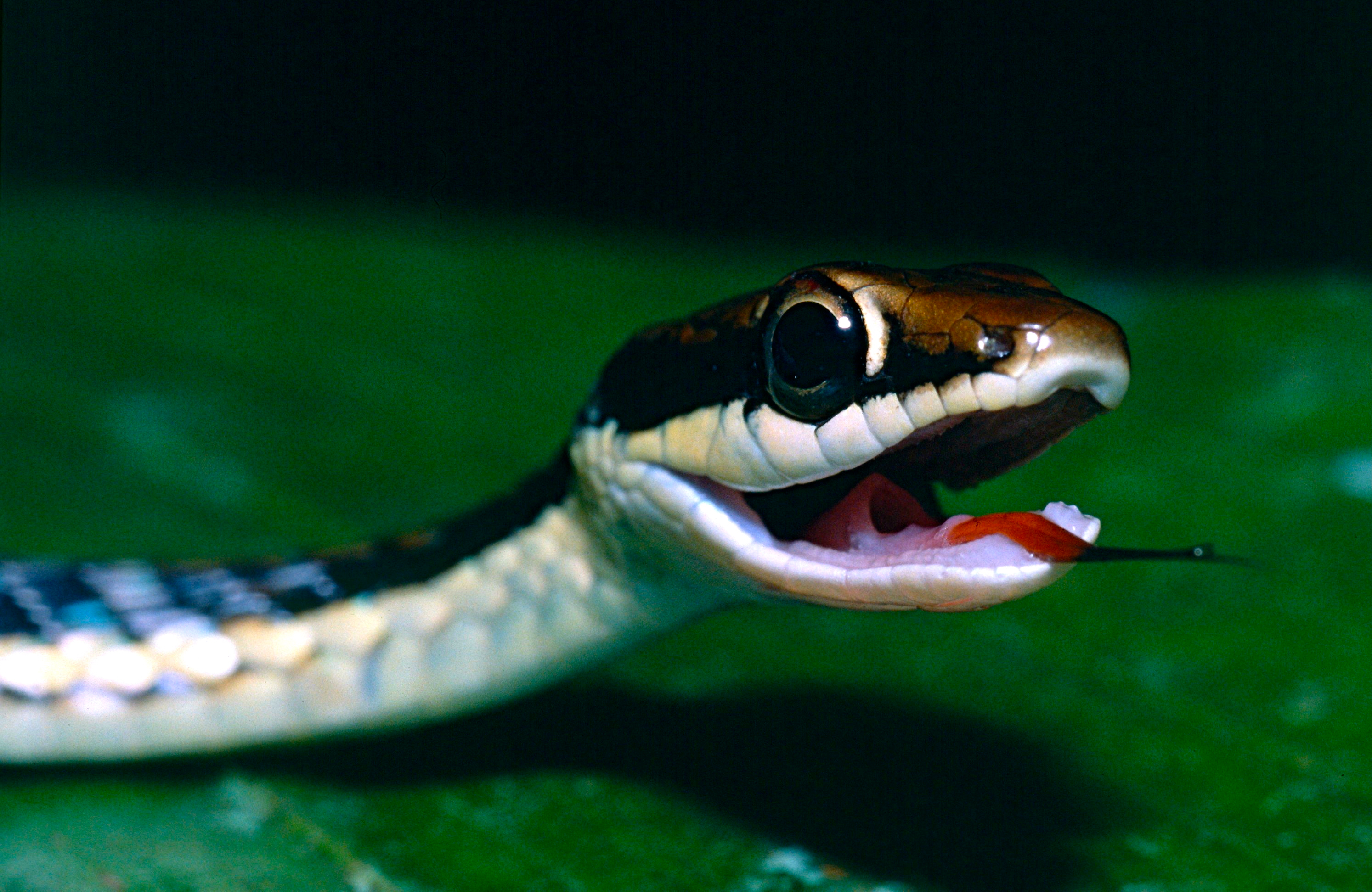
Colubridae Dendrelaphis pictus
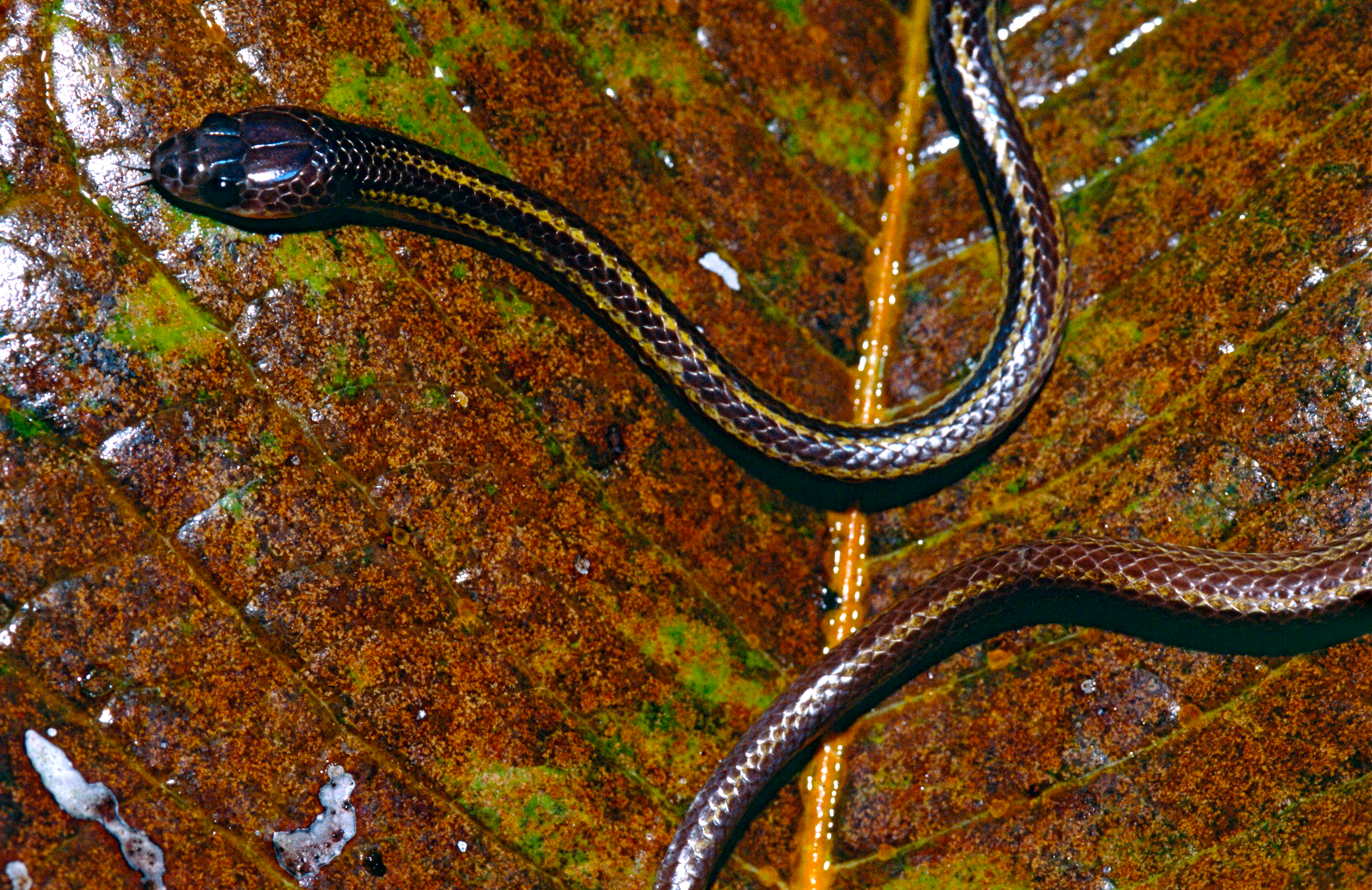
Colubridae Dryocalamus tristrigatus
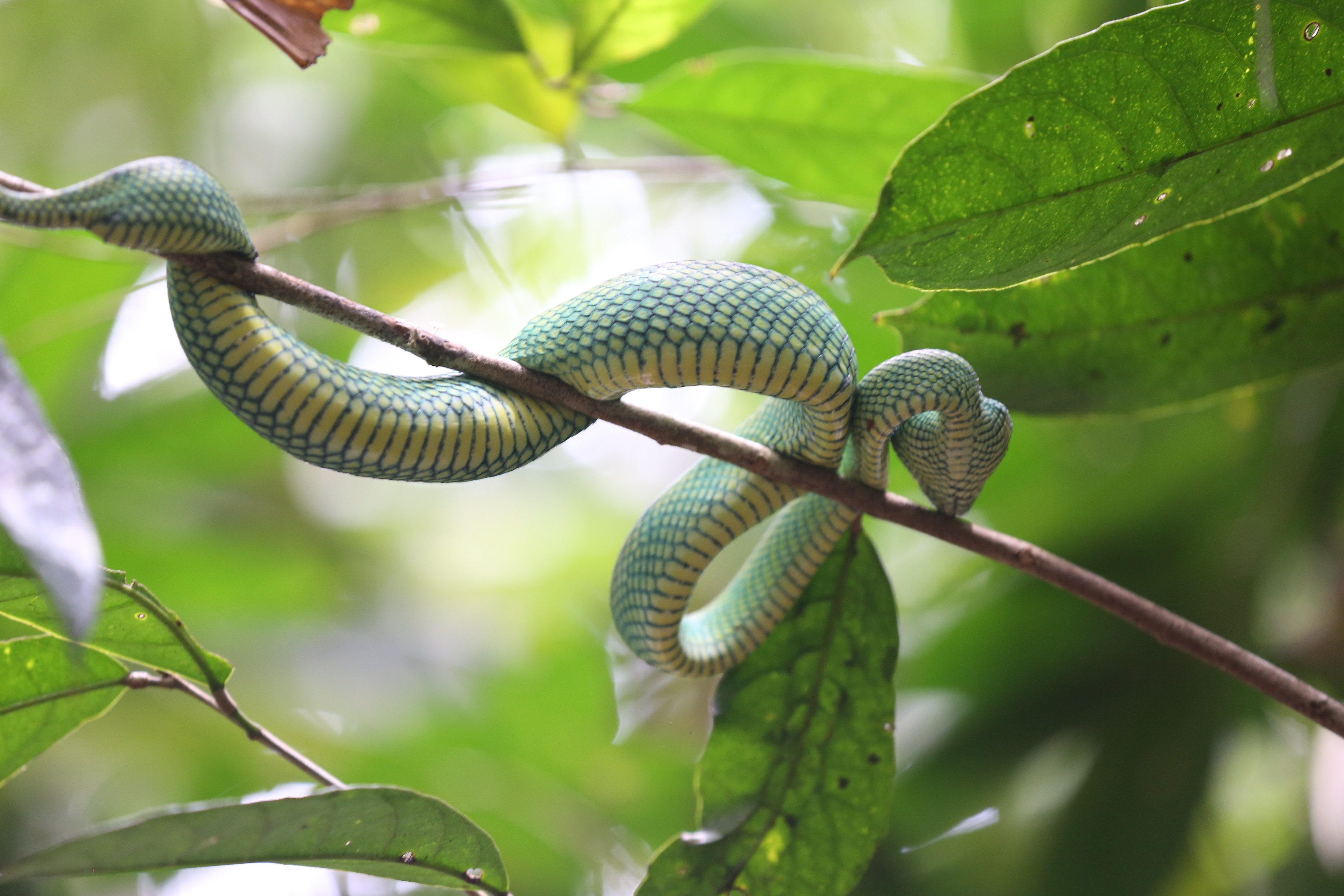
Viperidae Trimeresurus nebularis
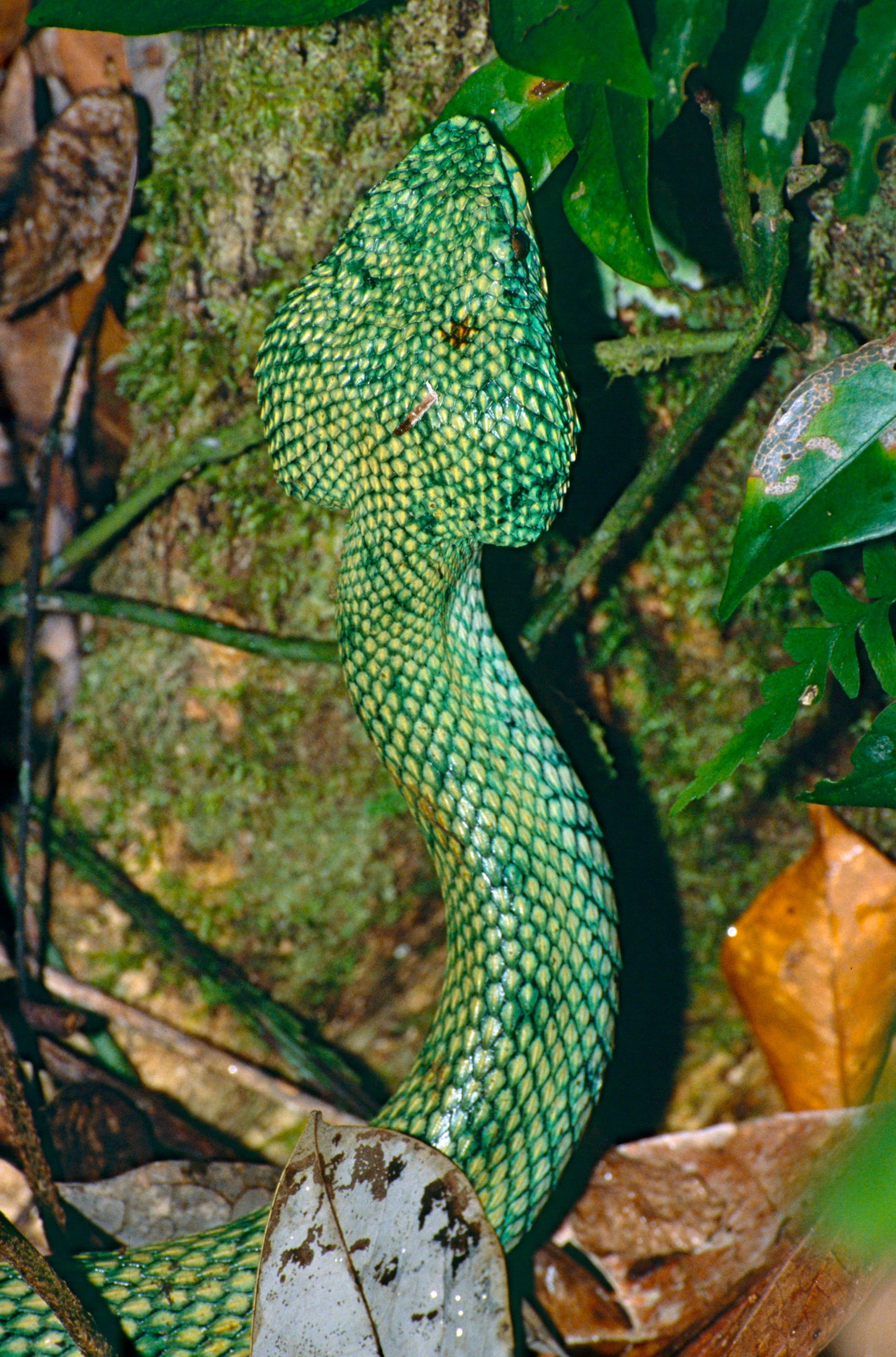
Viperidae Tropidolaemus subannulatus
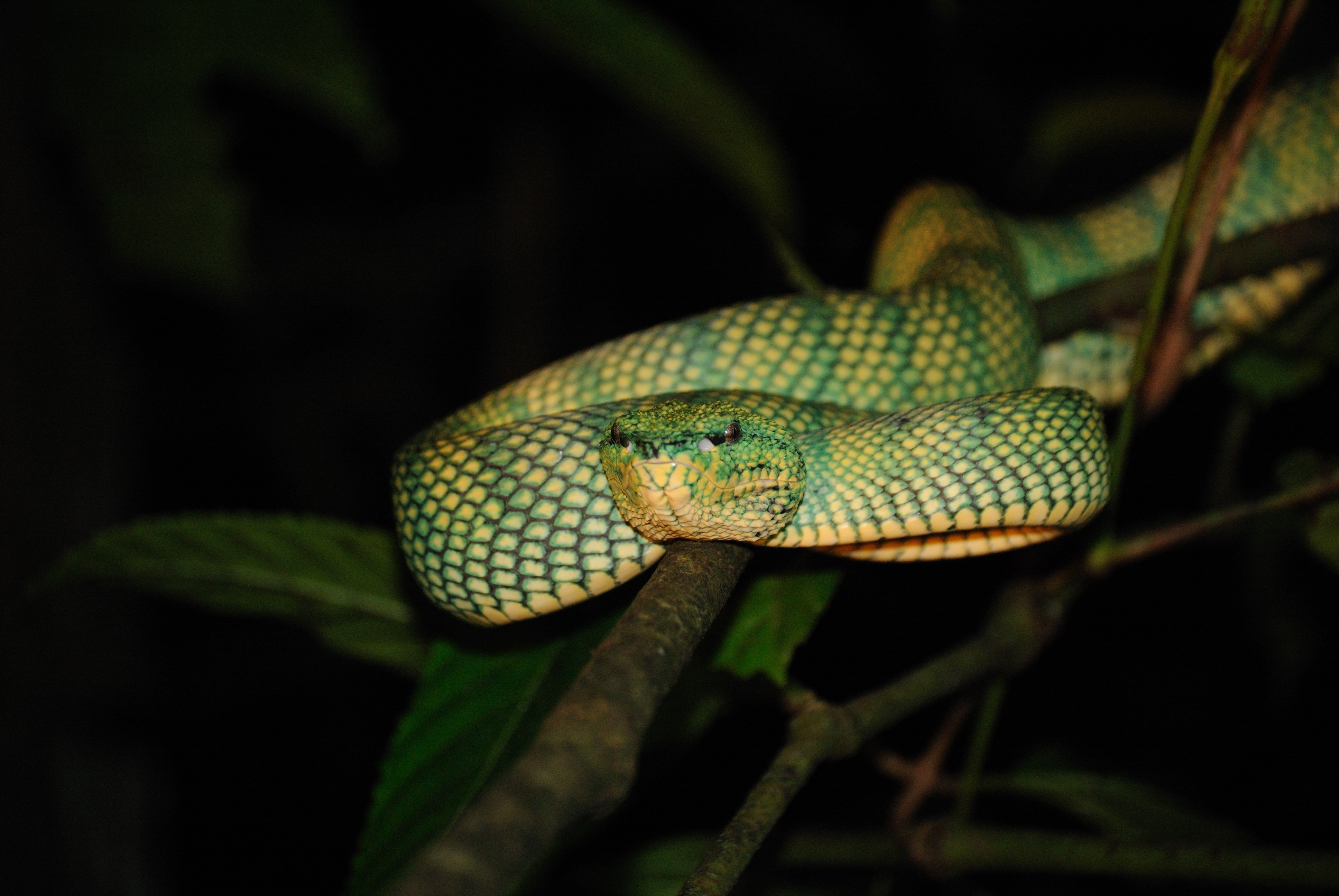
Viperidae Crotale de Wagler

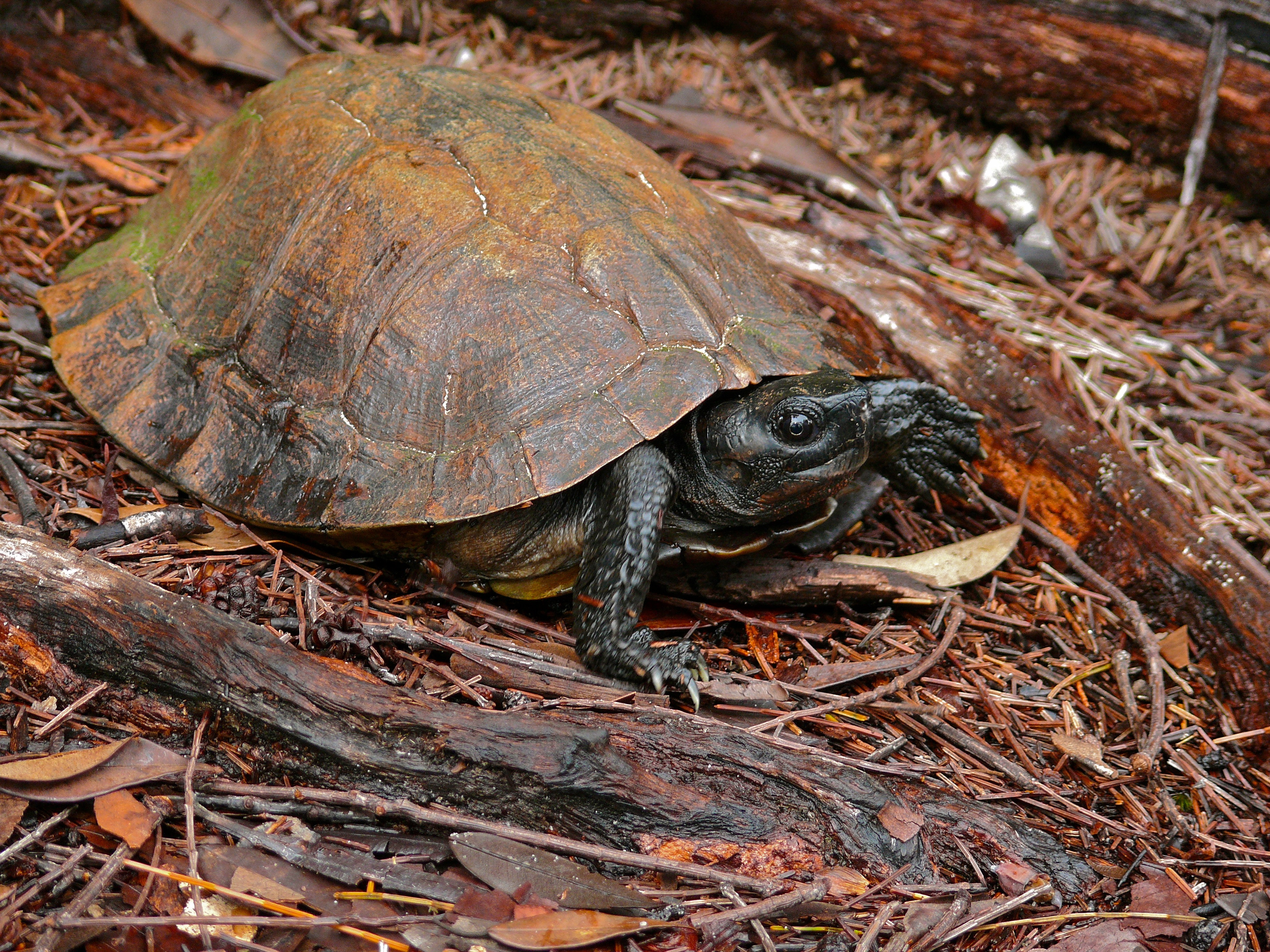
Tortue-feuille d'Asie Cyclemys dentata

Il recèle aussi des tortues.

### Amphibiens
Il y a de multiples grenouilles et crapauds.

Grenouilles
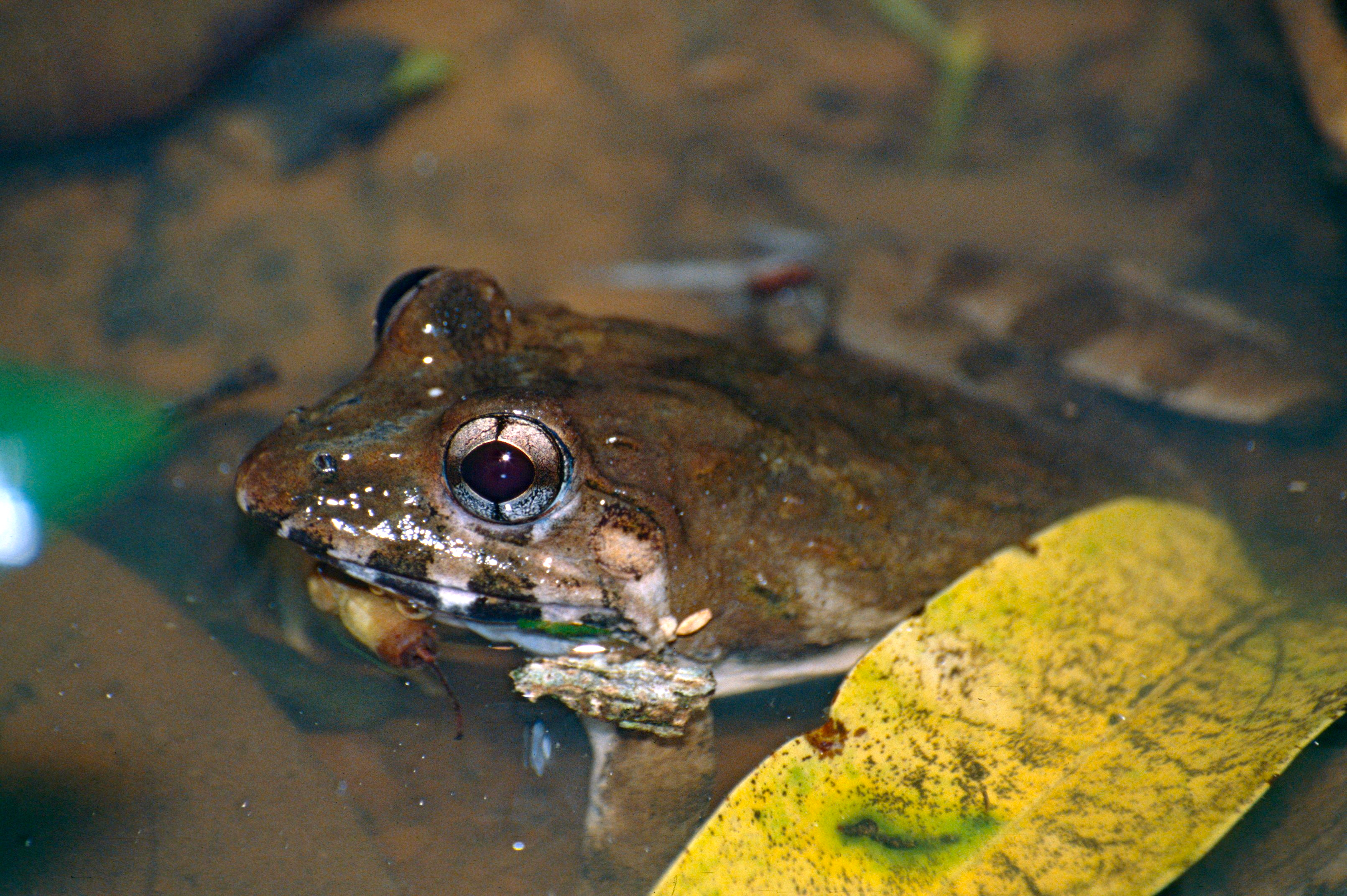
Dicroglossidae Fejervarya cancrivora
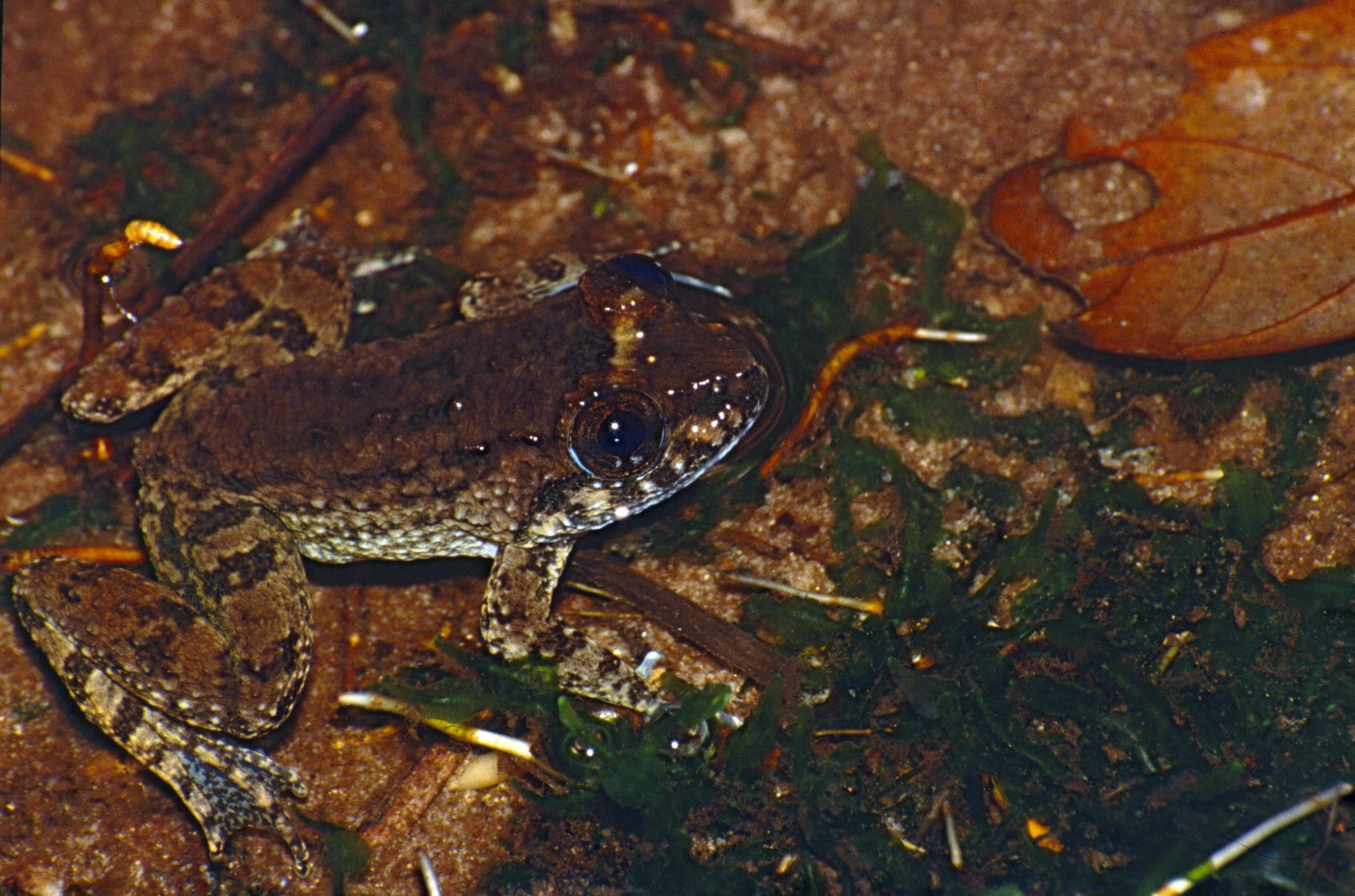
Dicroglossidae Limnonectes kuhlii
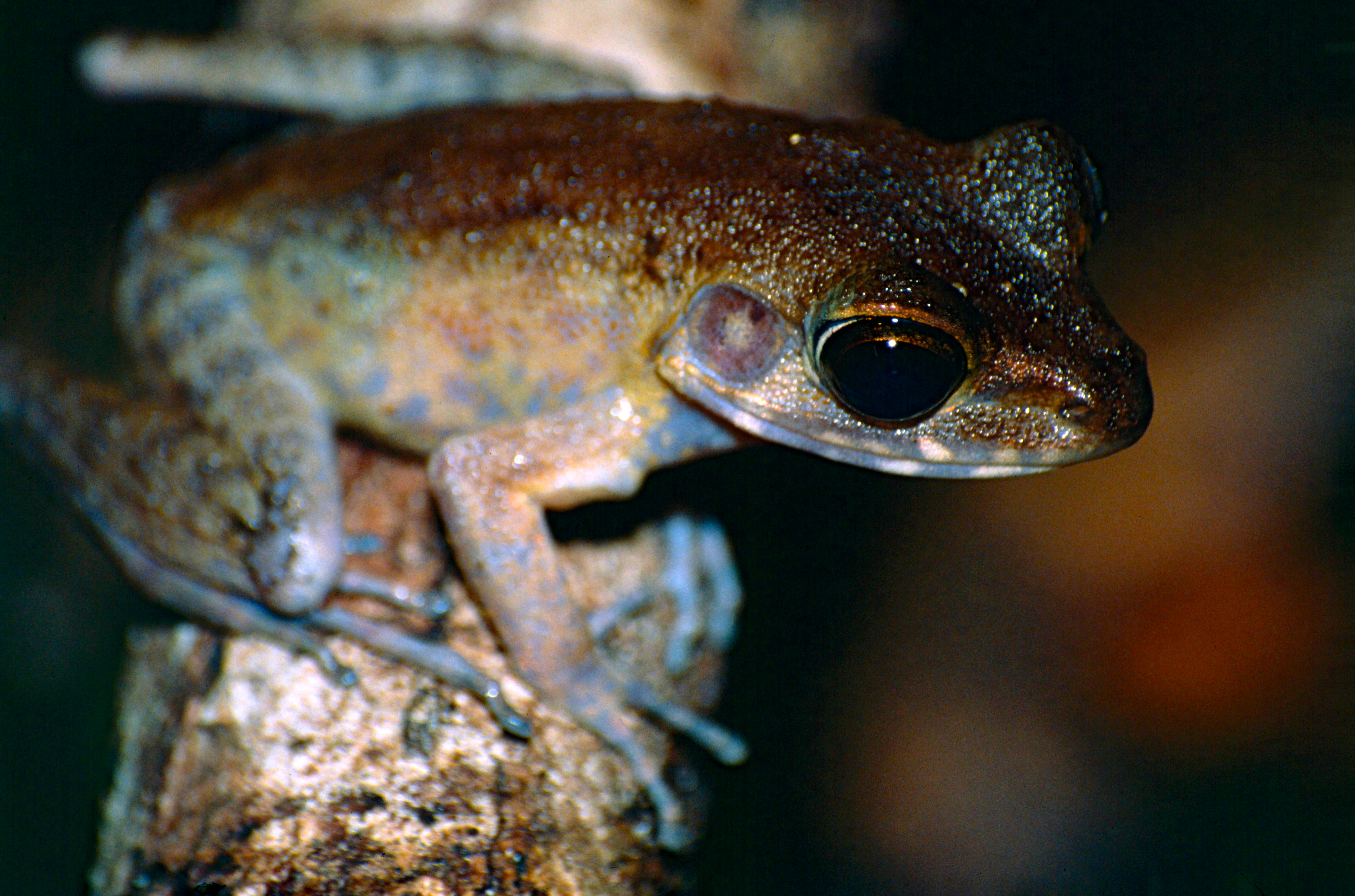
Ranidae Pulchrana baramica
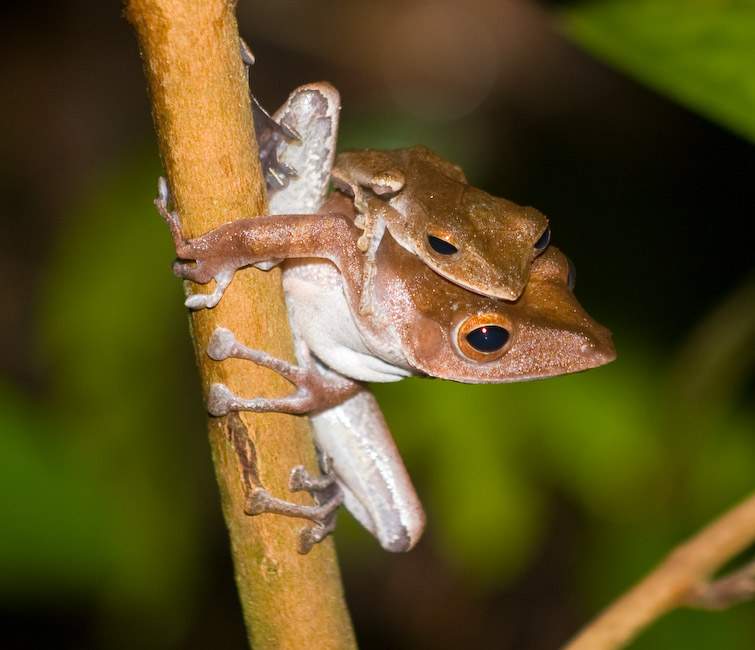
Rhacophoridae Polypedates colletti
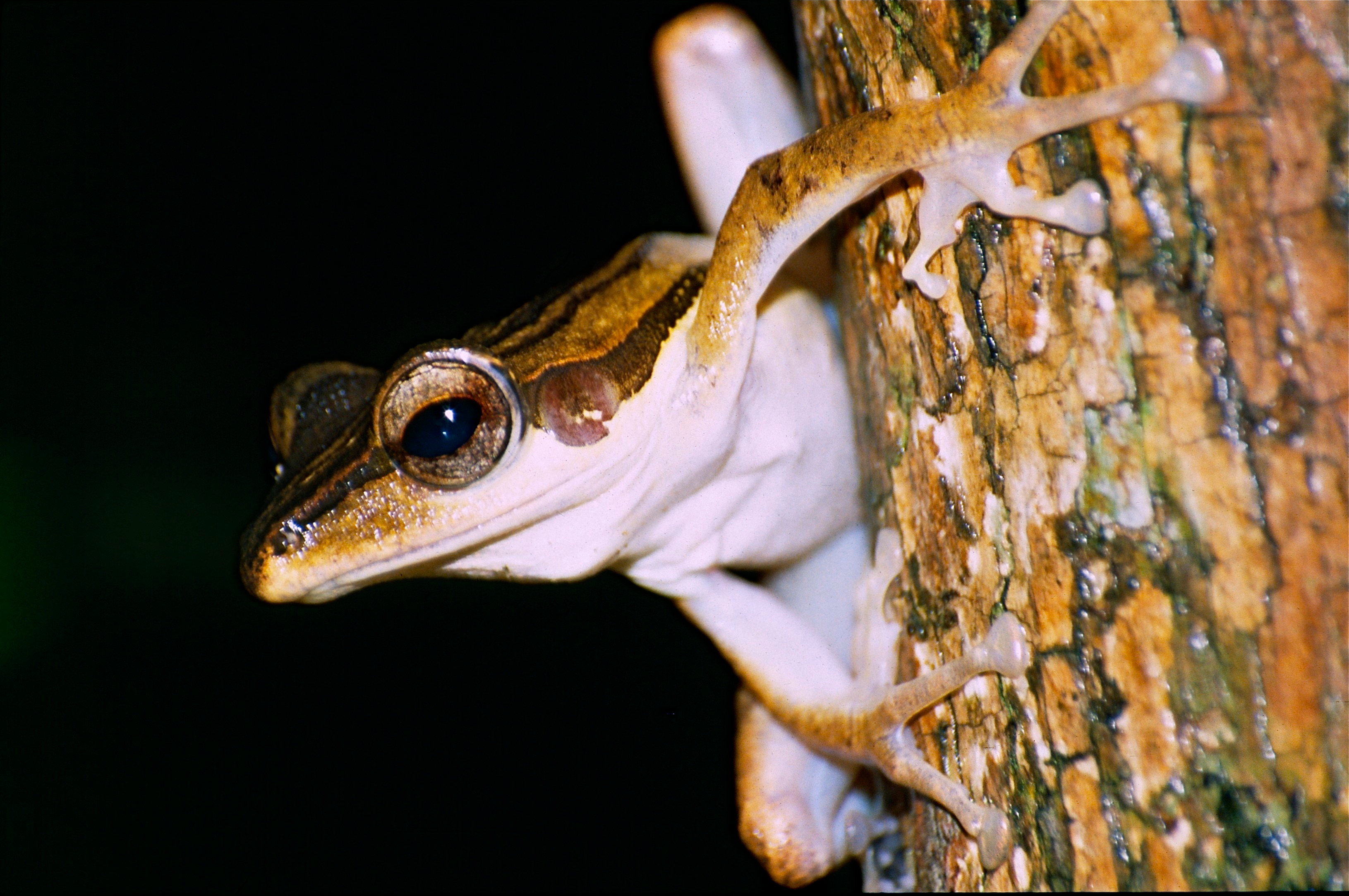
Rhacophoridae Polypedates leucomystax

### Poissons
On voit par exemple dans la mangrove de nombreux gobies.

Gobies
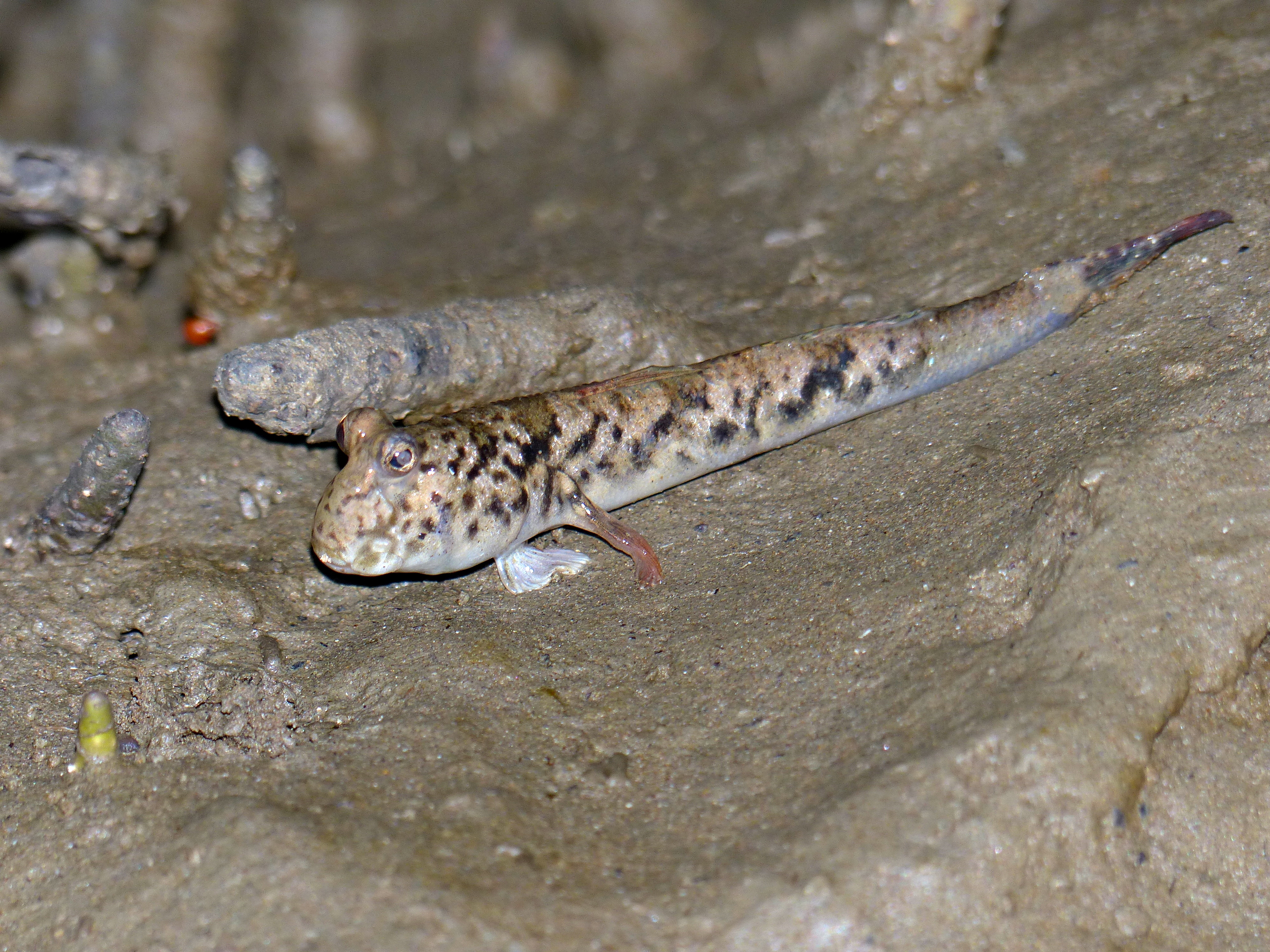
Poisson-grenouille Periophthalmus argentilineatus
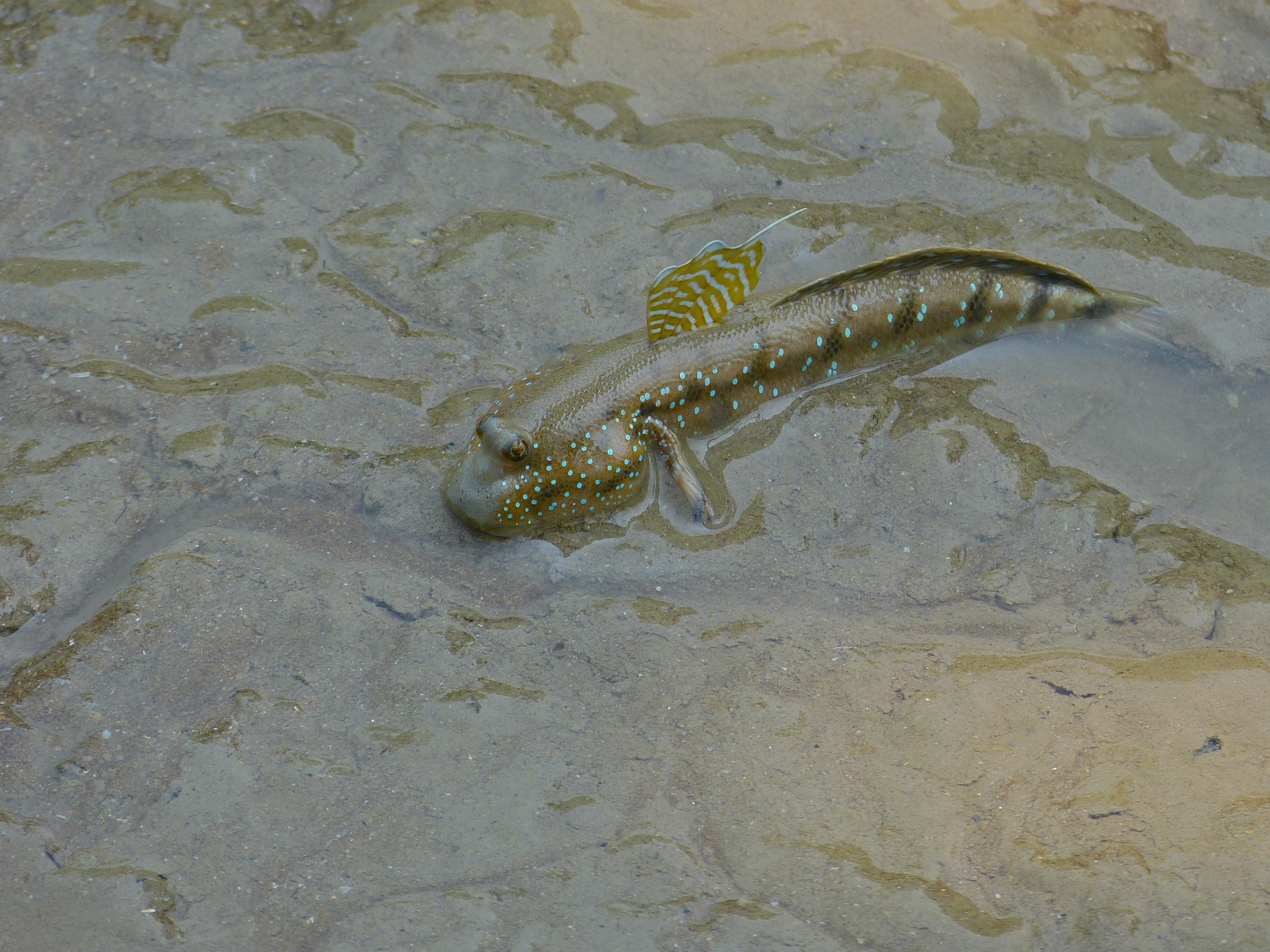
Gobie Boleophthalmus boddarti
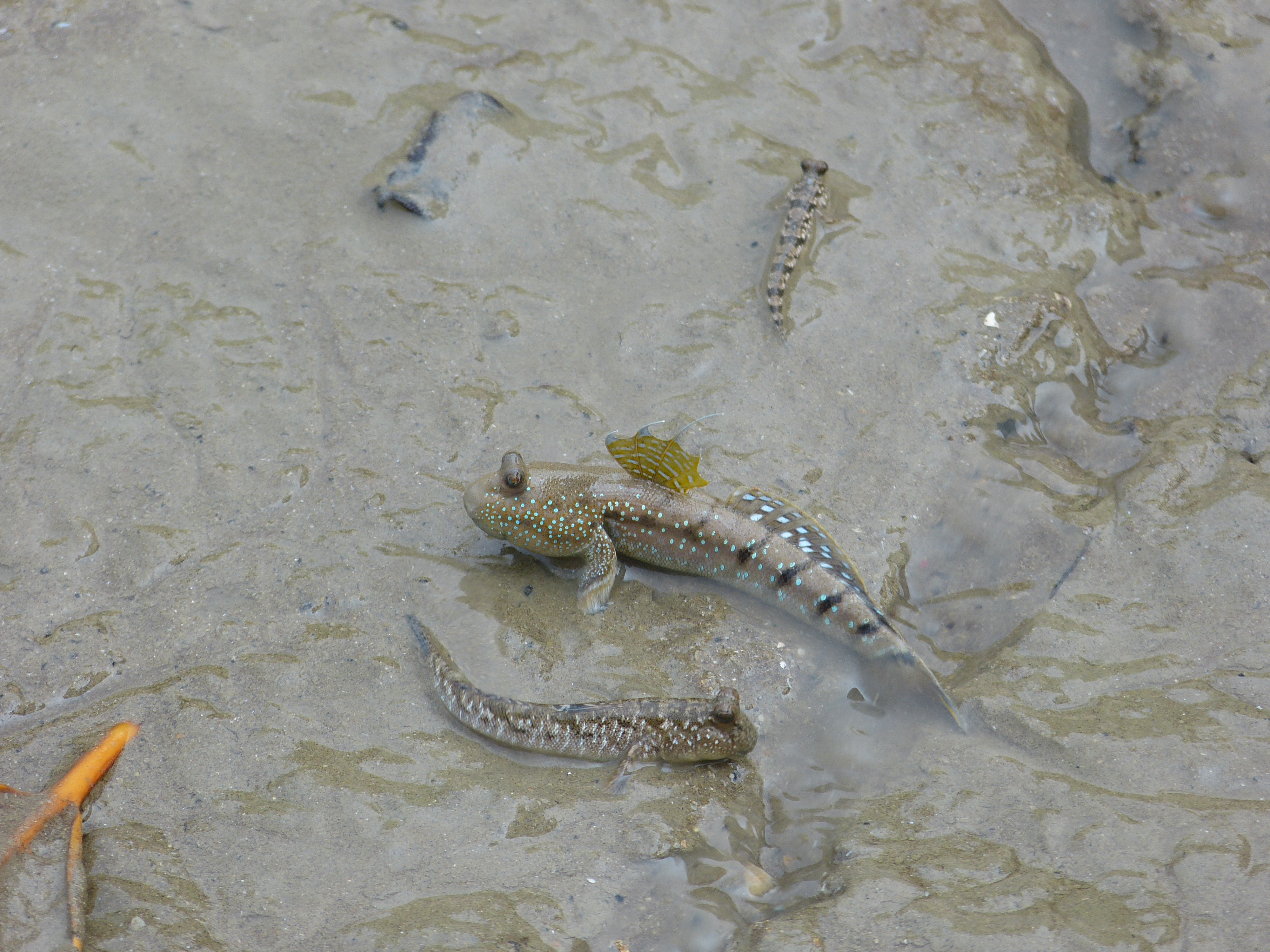
Boleophthalmus boddati et Periophthalmus argentilineatus
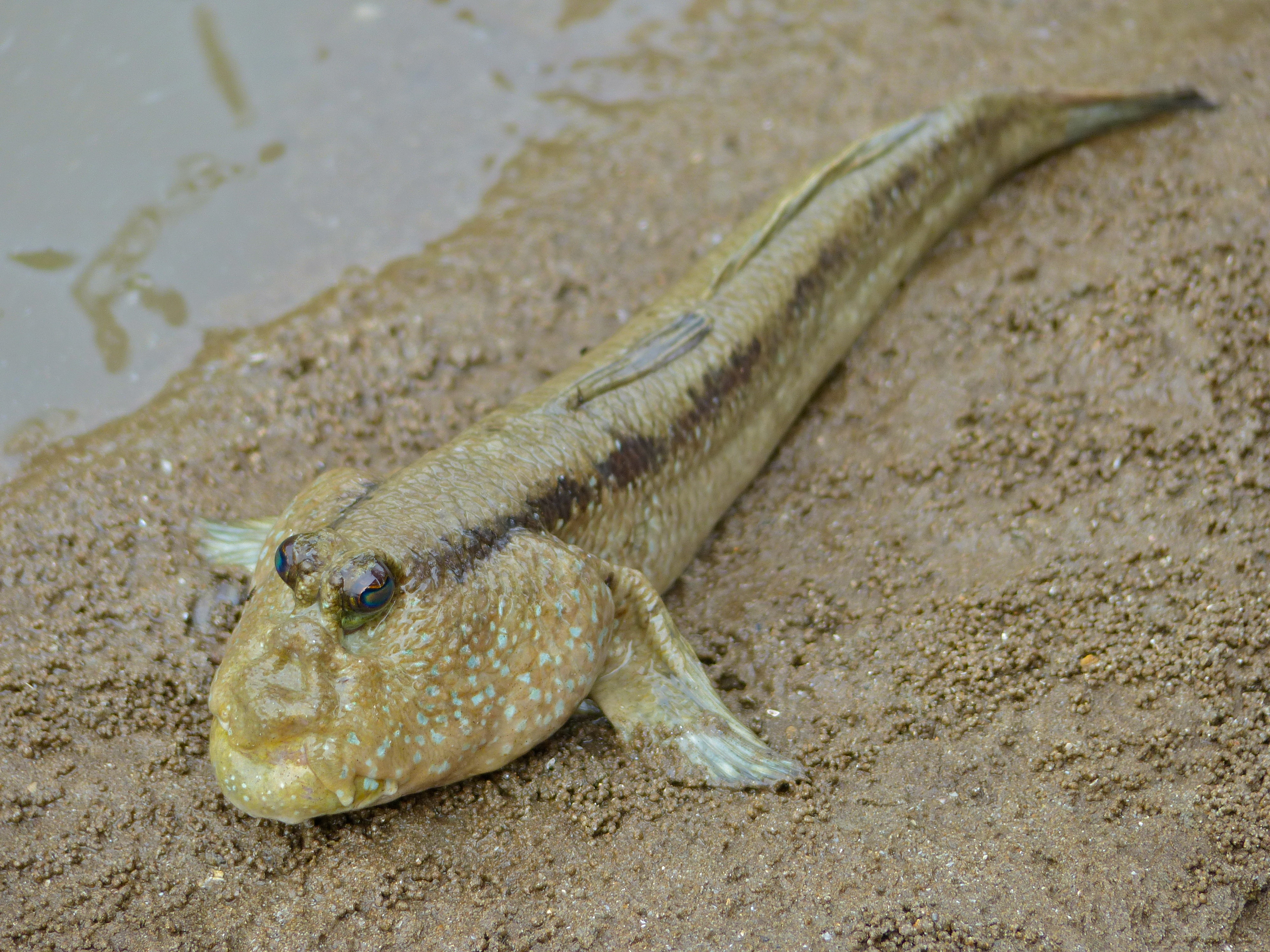
Périothalme géant

### Crustacés

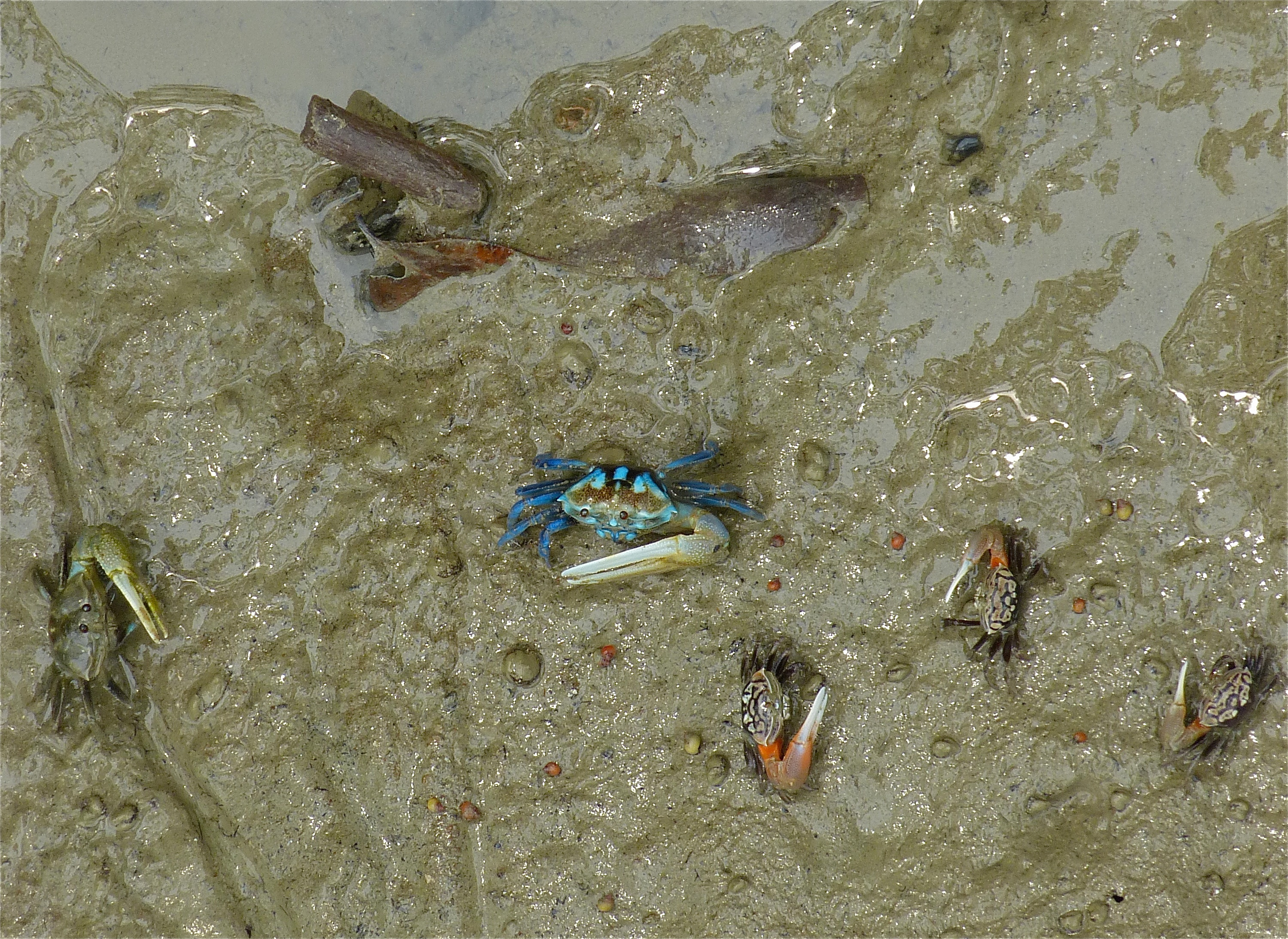
Crabes violonistes Uca

Les crabes sont omniprésents, en particulier les crabes violonistes Uca, surtout dans la mangrove.

Crabes
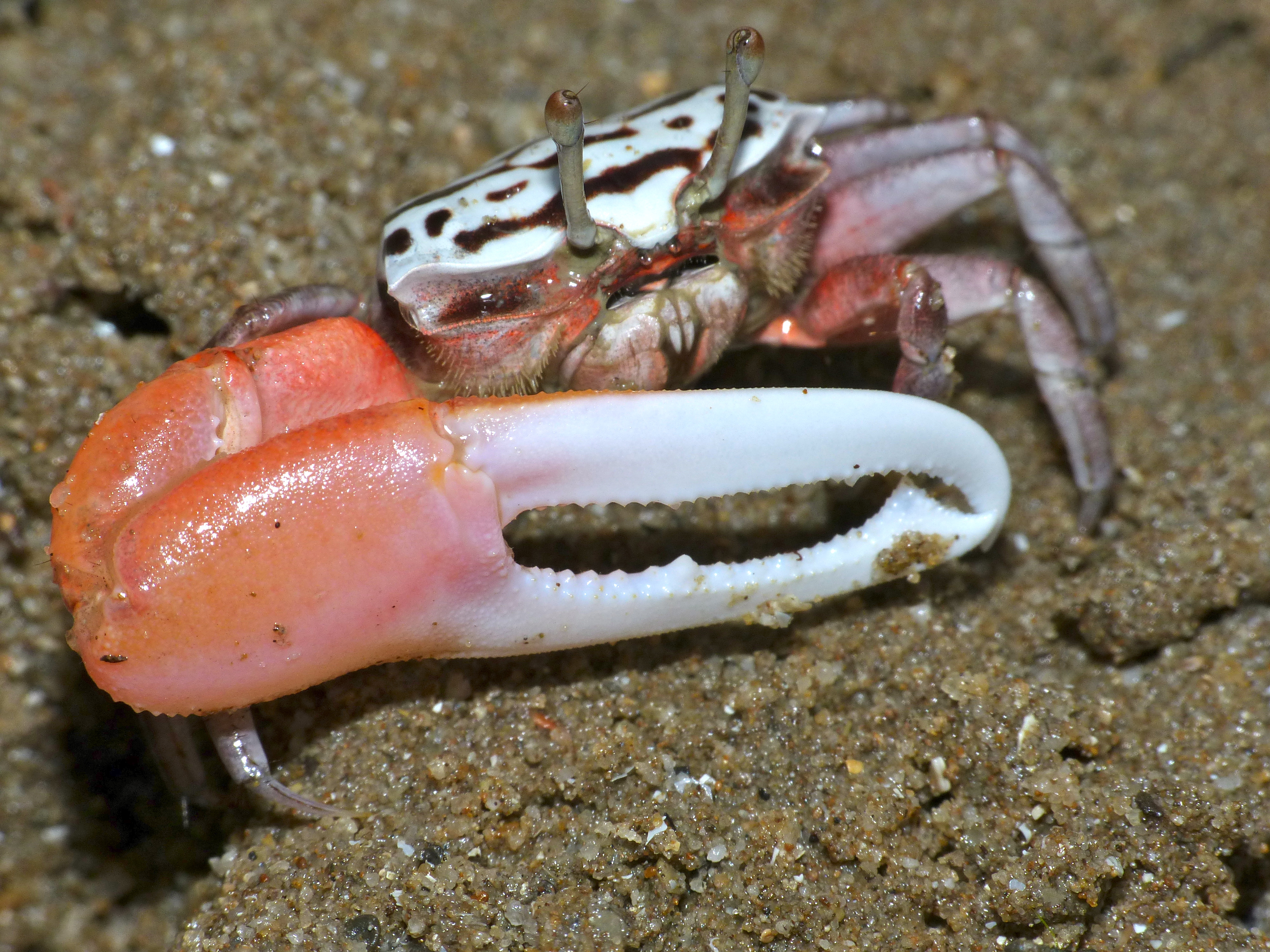
Crabe violoniste Uca annulipes
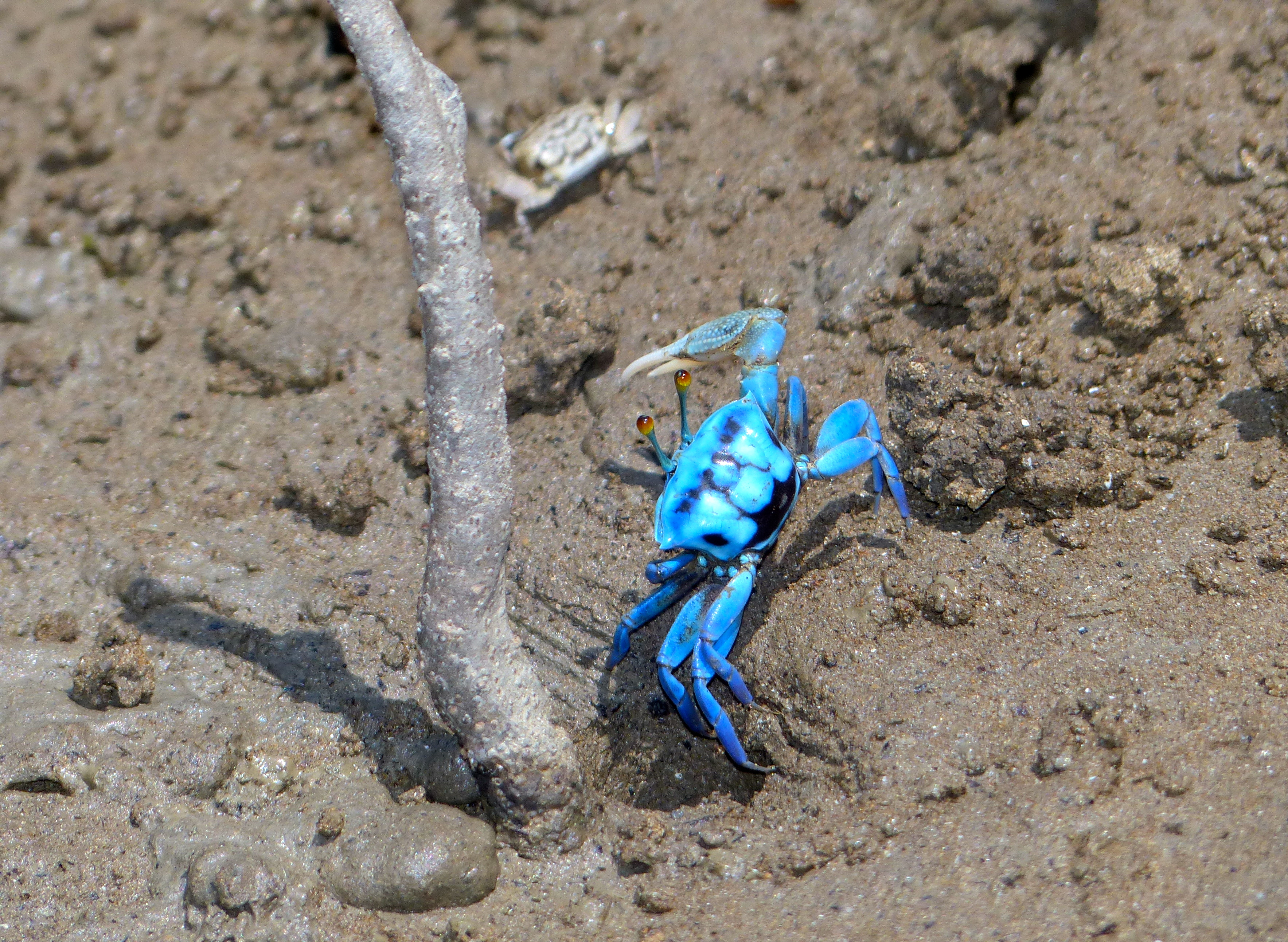
Crabe violoniste bleu Uca tetragonon
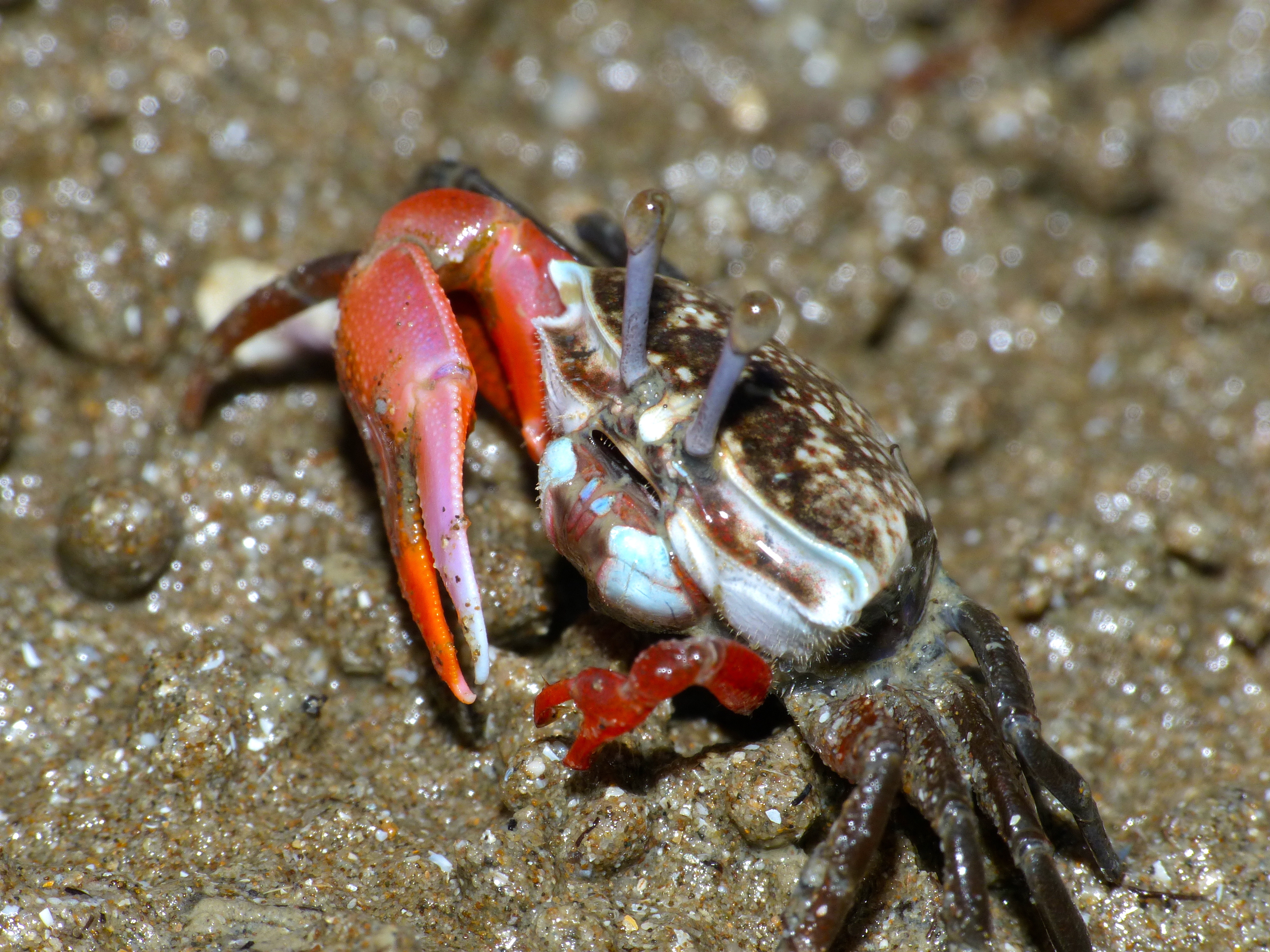
Crabe violoniste Uca vocans
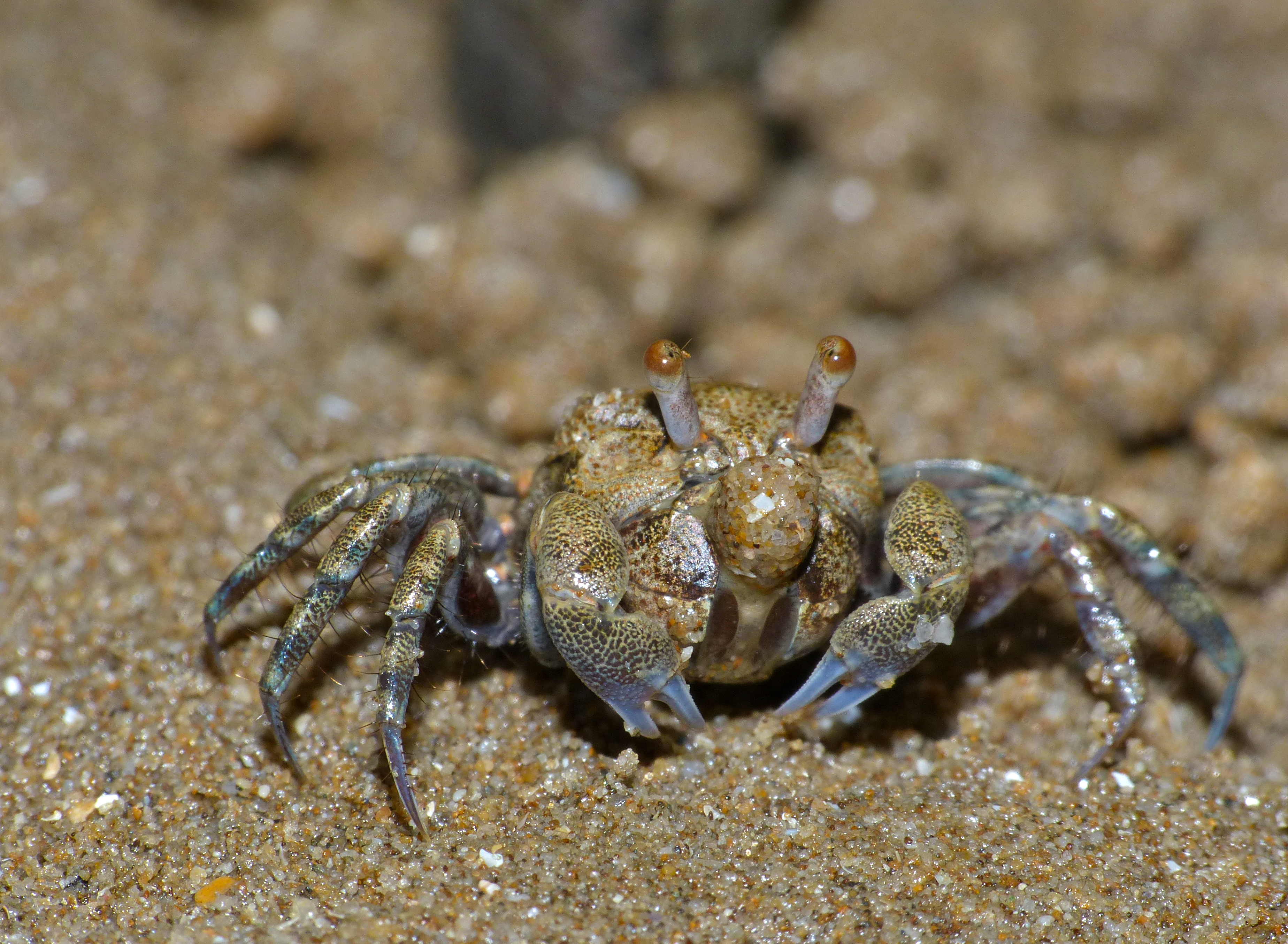
Crabe amphibie Dotillidae Scopimera
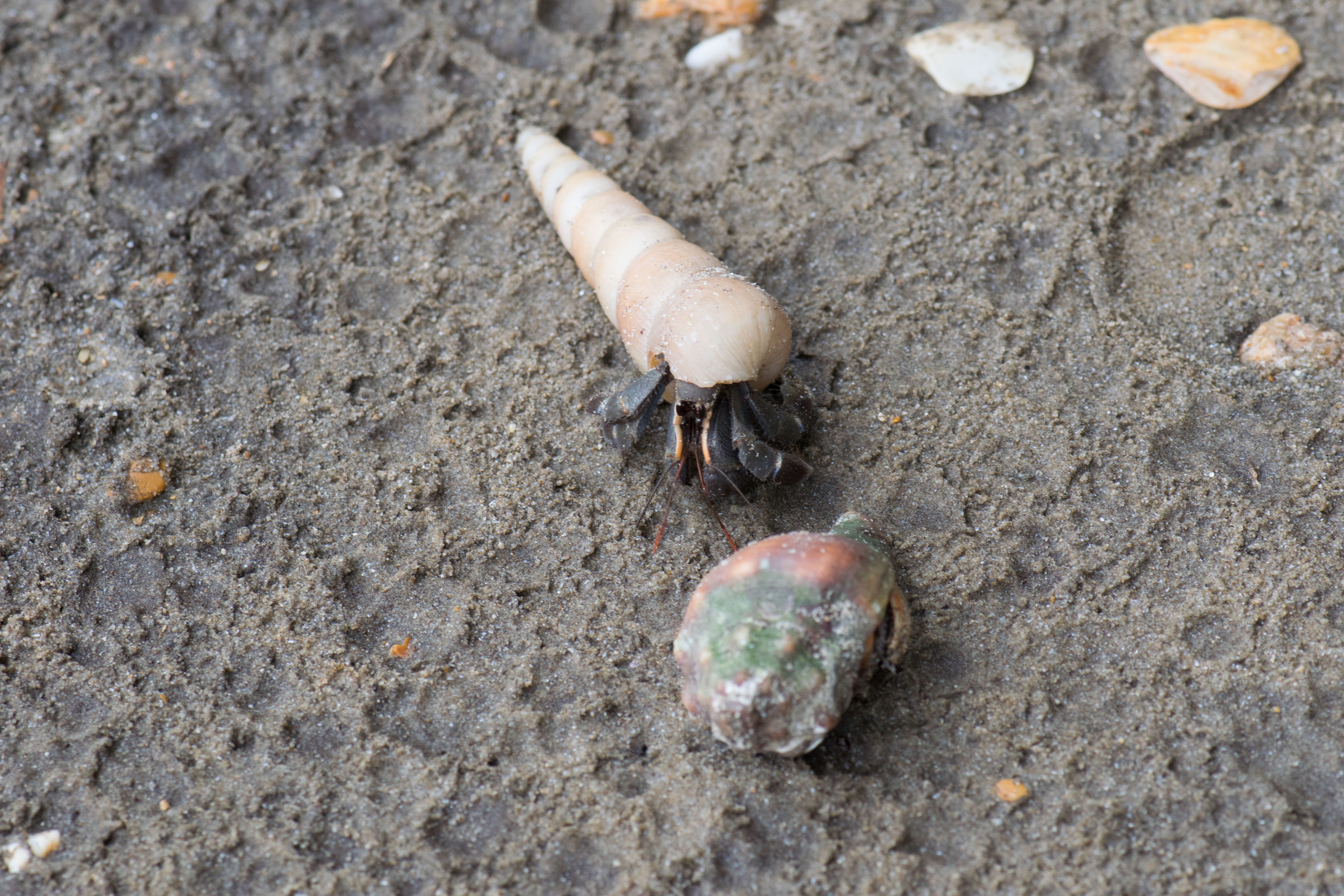
Paguroidea

### Limules
On trouve deux des quatre espèces de limules de la planète au parc national de Bako .

Limules
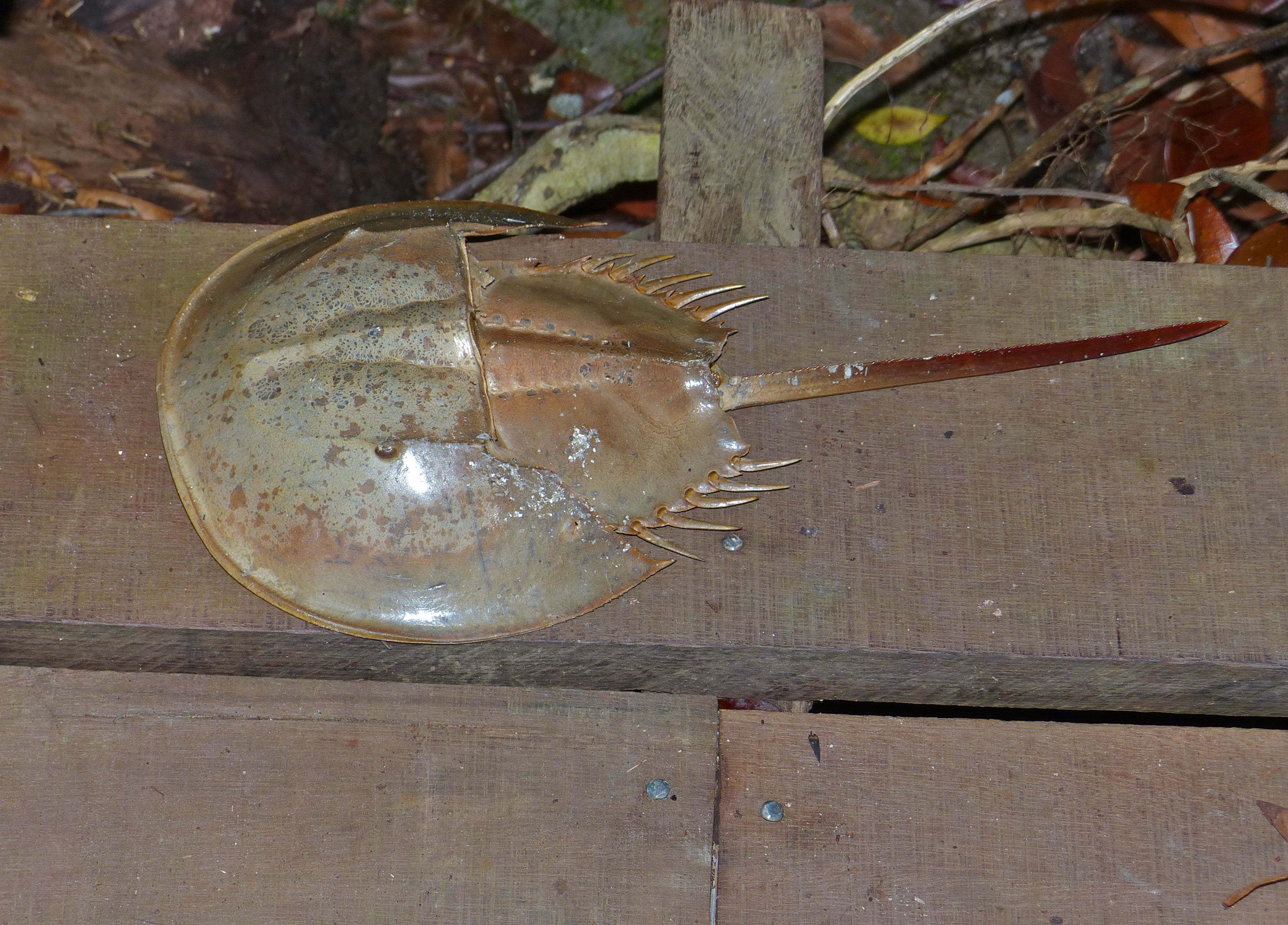
"Crabe fer à cheval" Tachypleus gigas
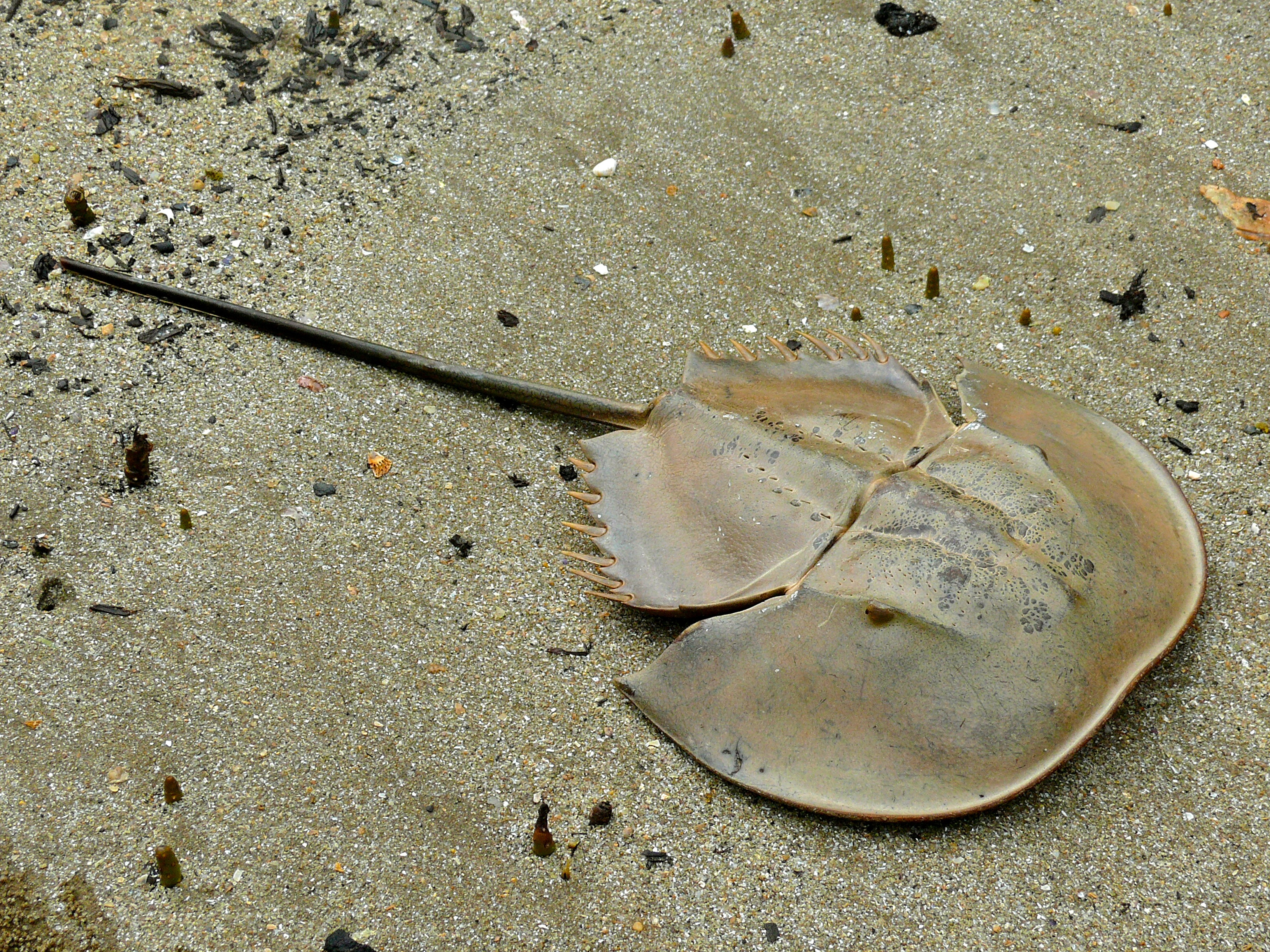
Limule à queue ronde Carcinoscorpius rotundicauda

### Insectes et araignées ...
Les insectes sont innombrables et souvent mal connus ou inconnus : cigales, coléoptères, criquets, frelons, fourmis, libellules, moustiques, phasmes, punaises, sauterelles ...

Insectes
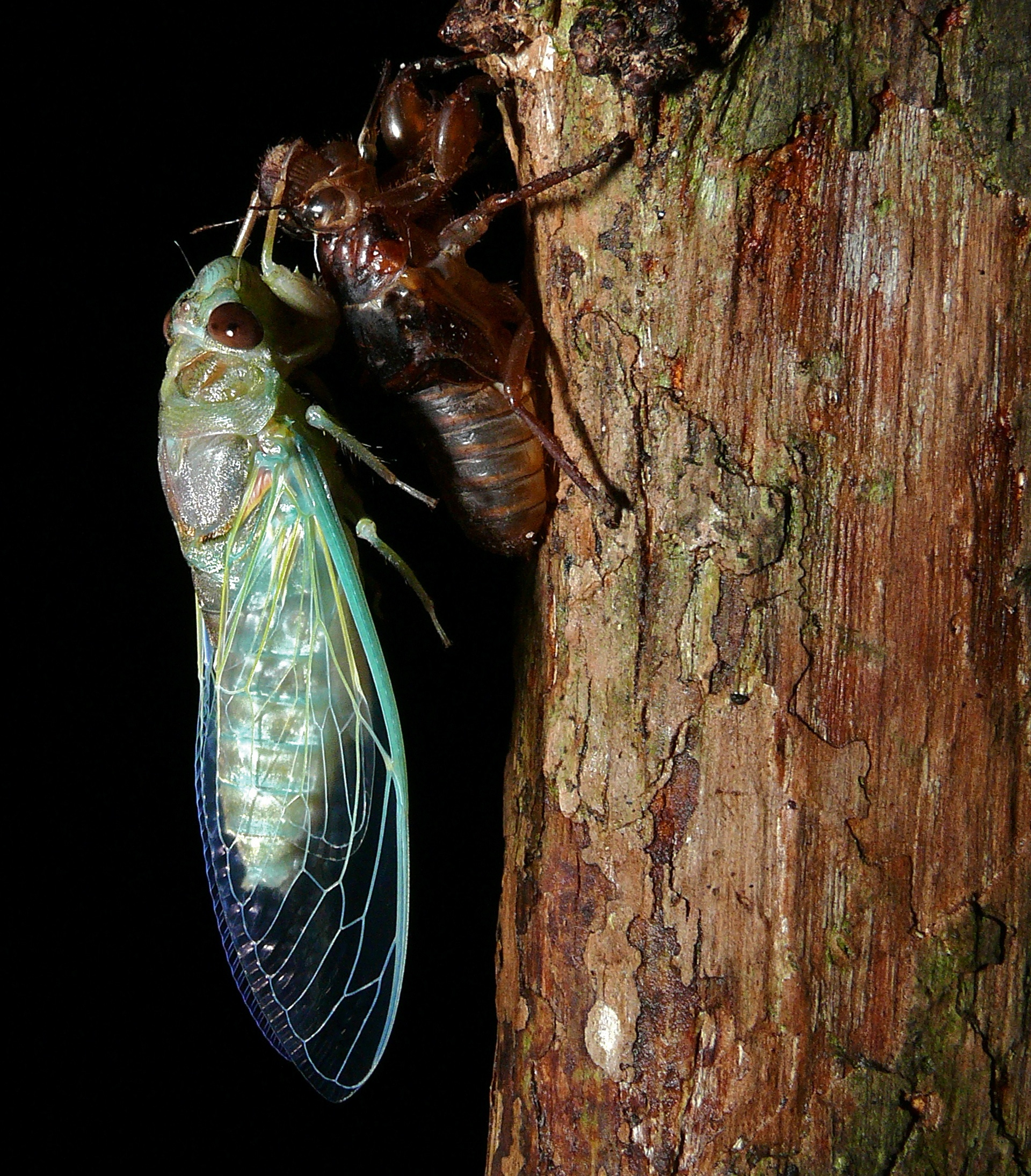
Cigale
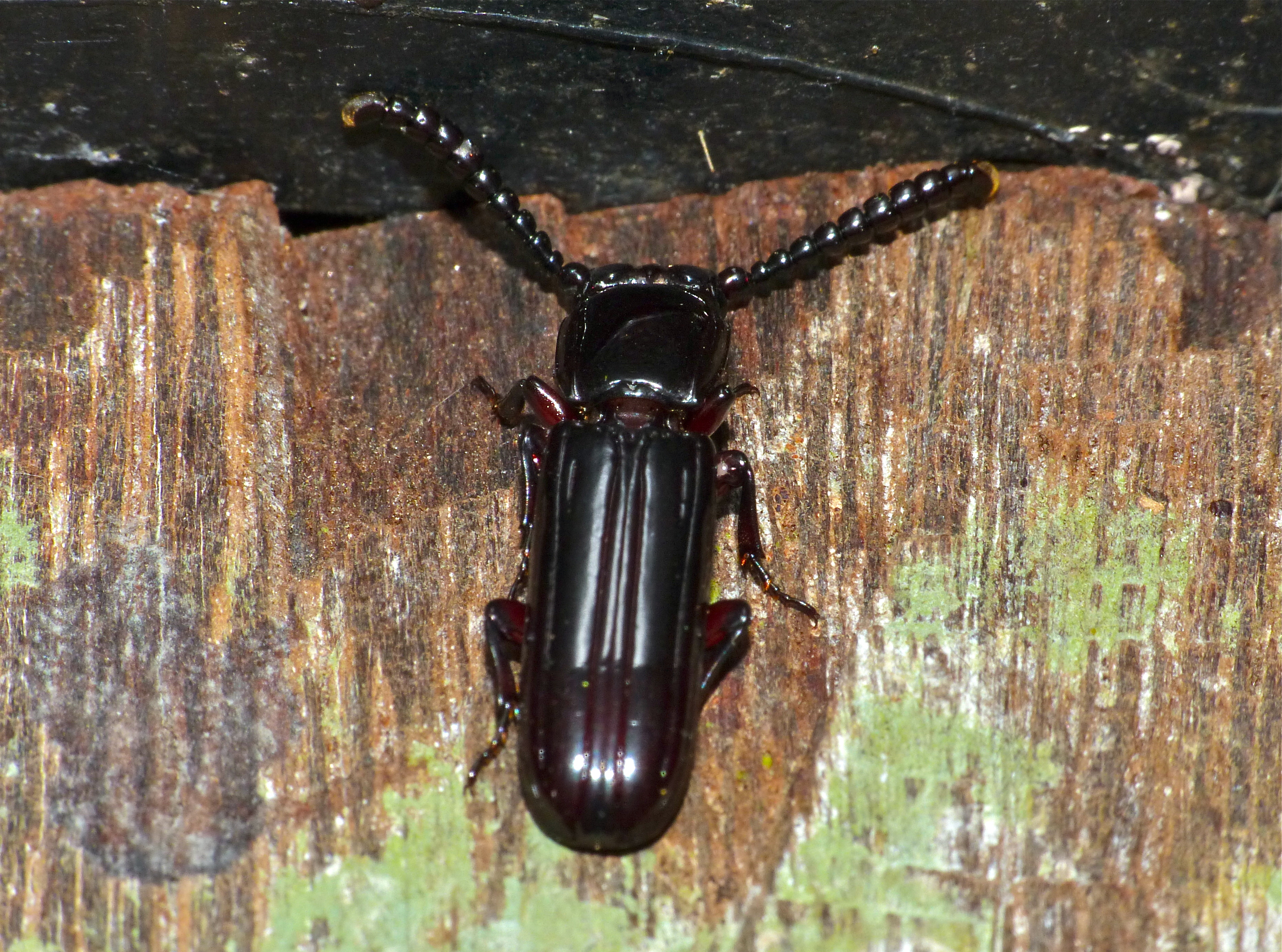
Coléoptère
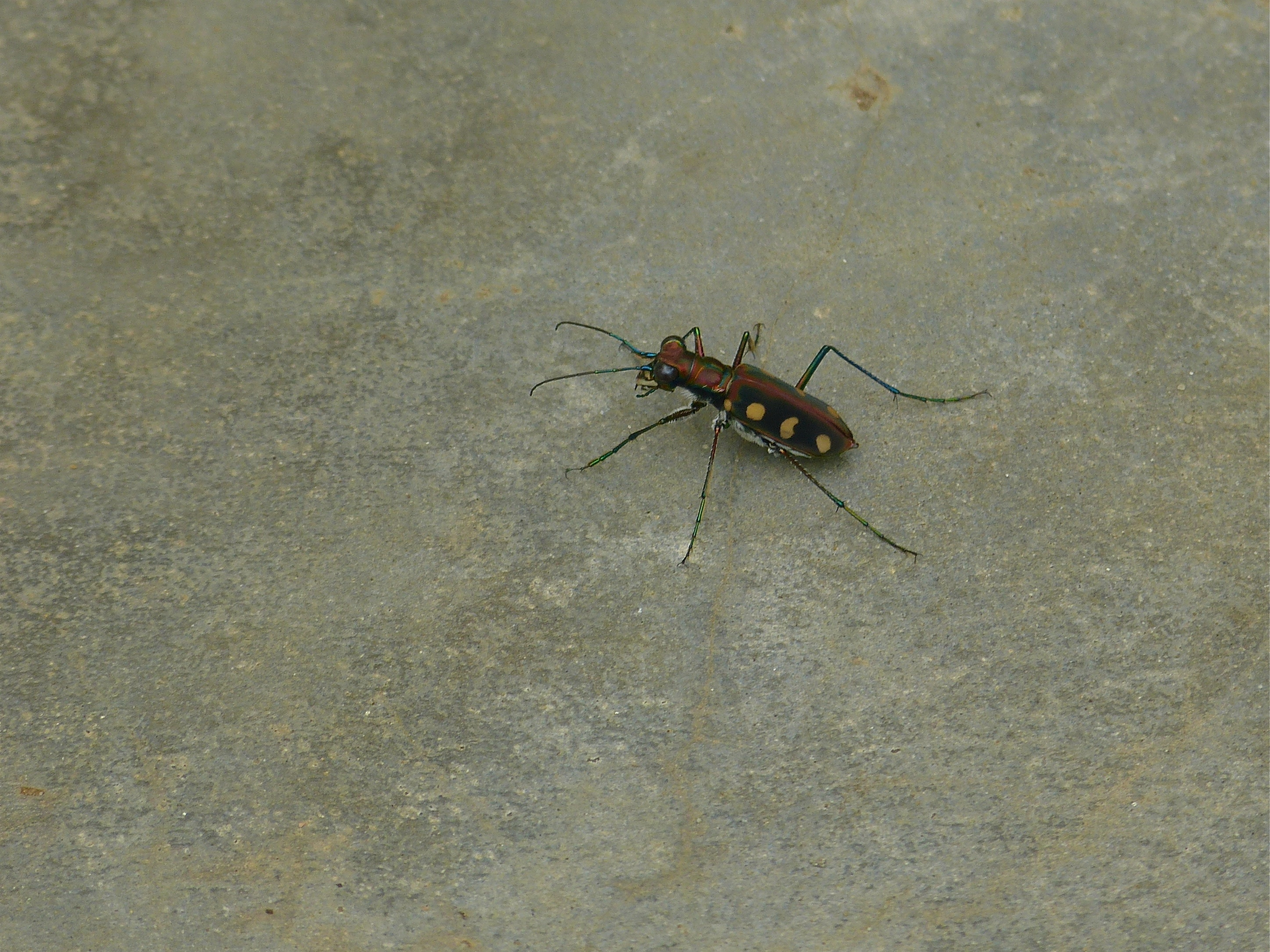
Coléoptère
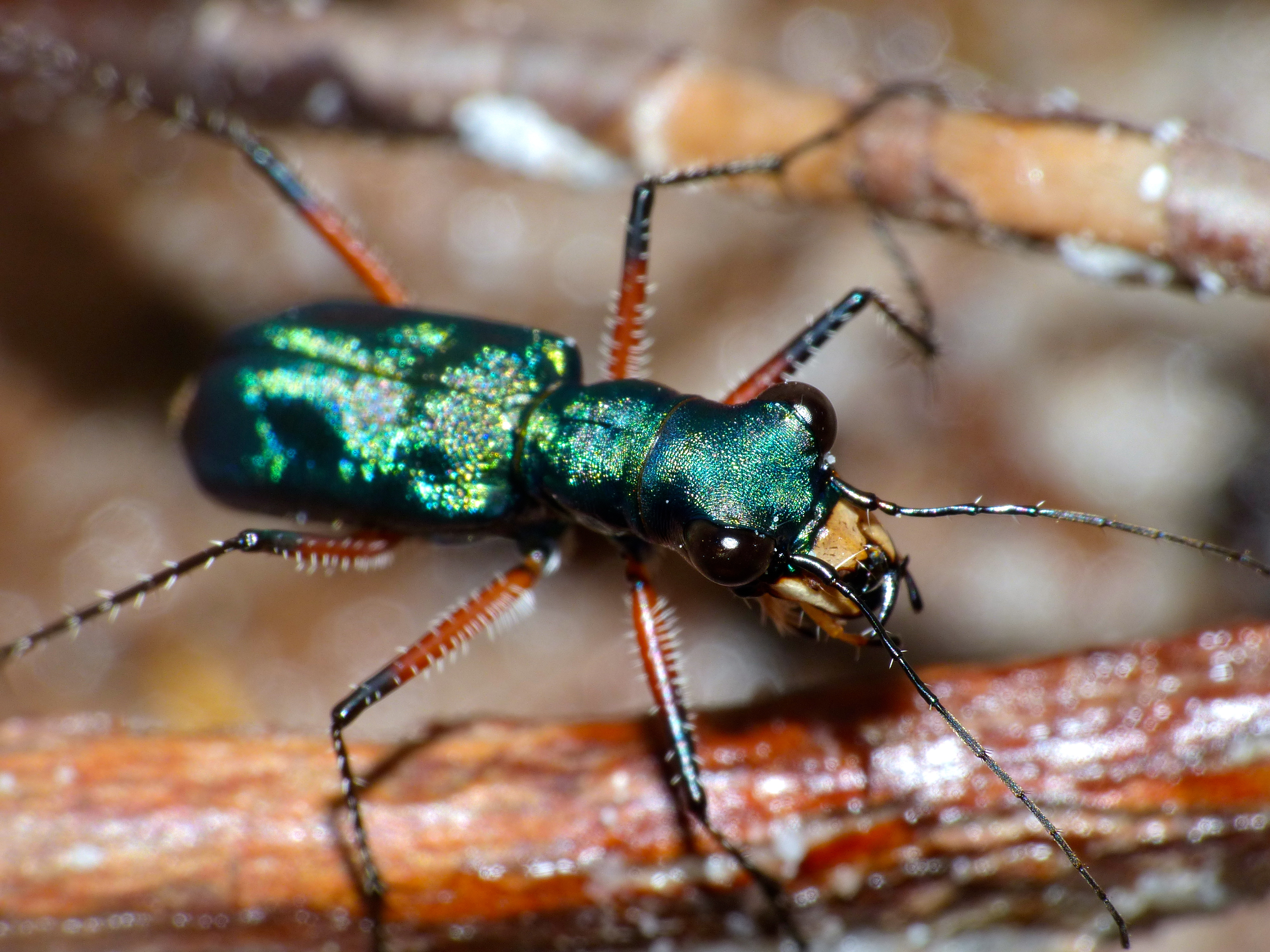
Coléoptère
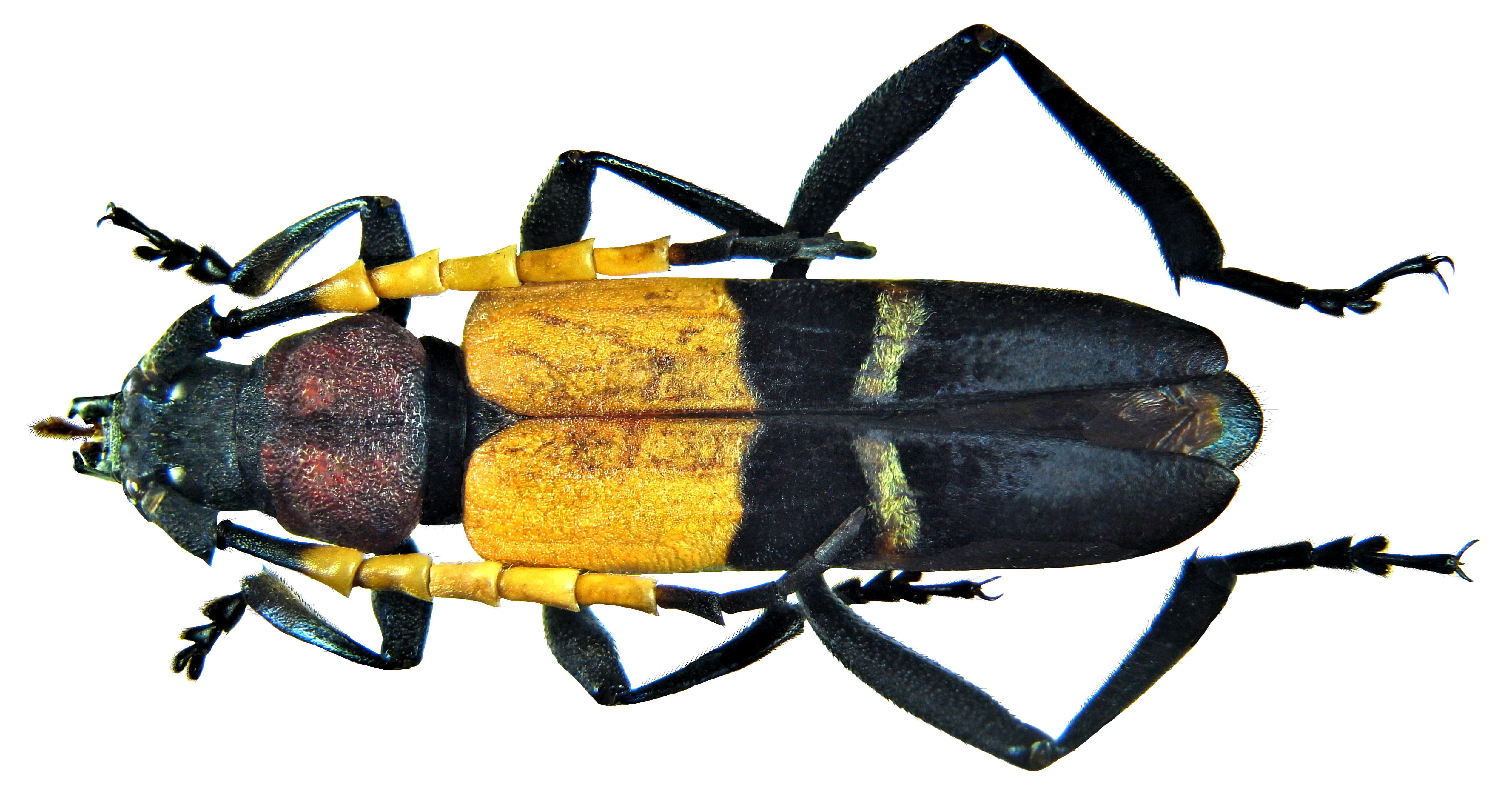
Coléoptère
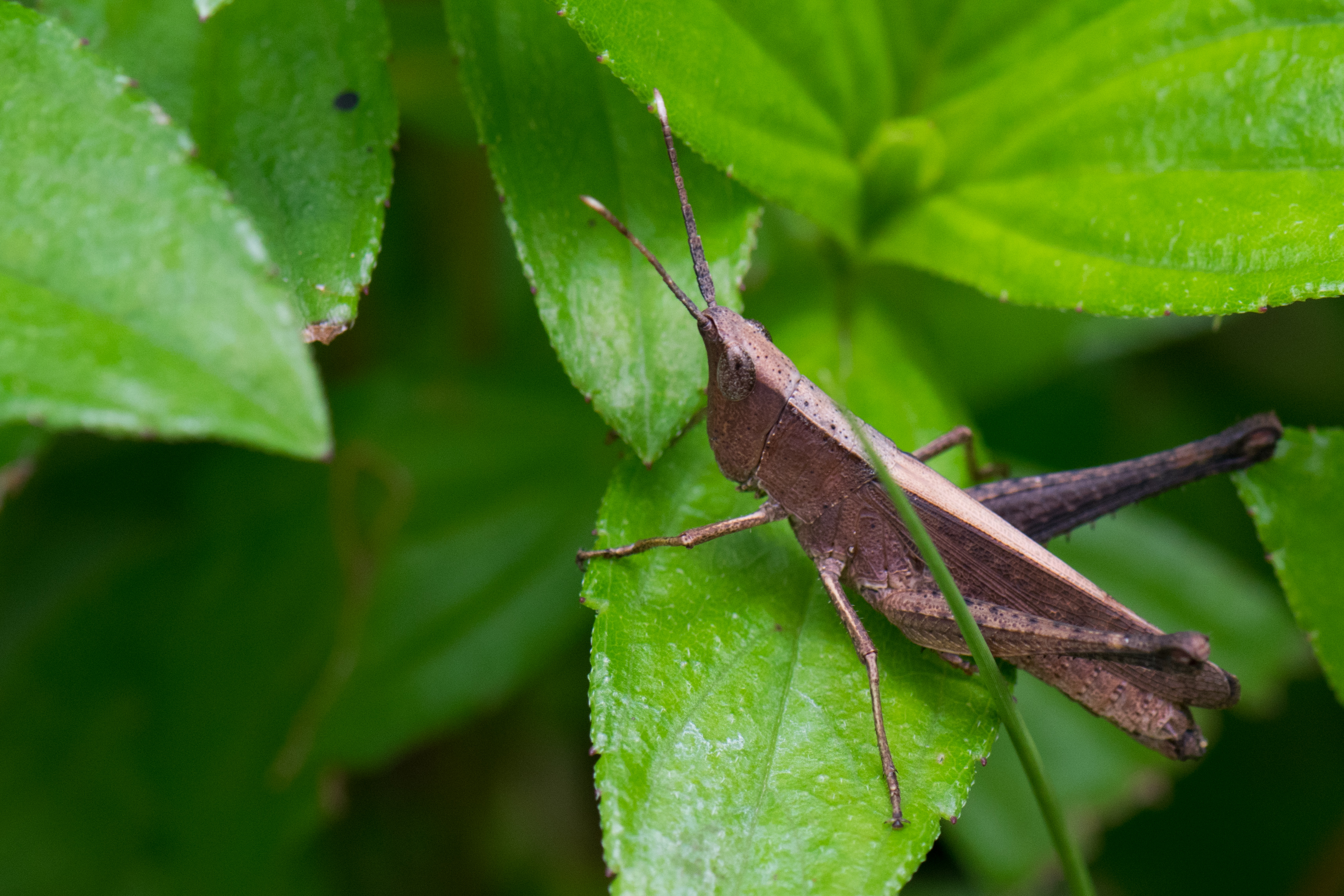
Criquet
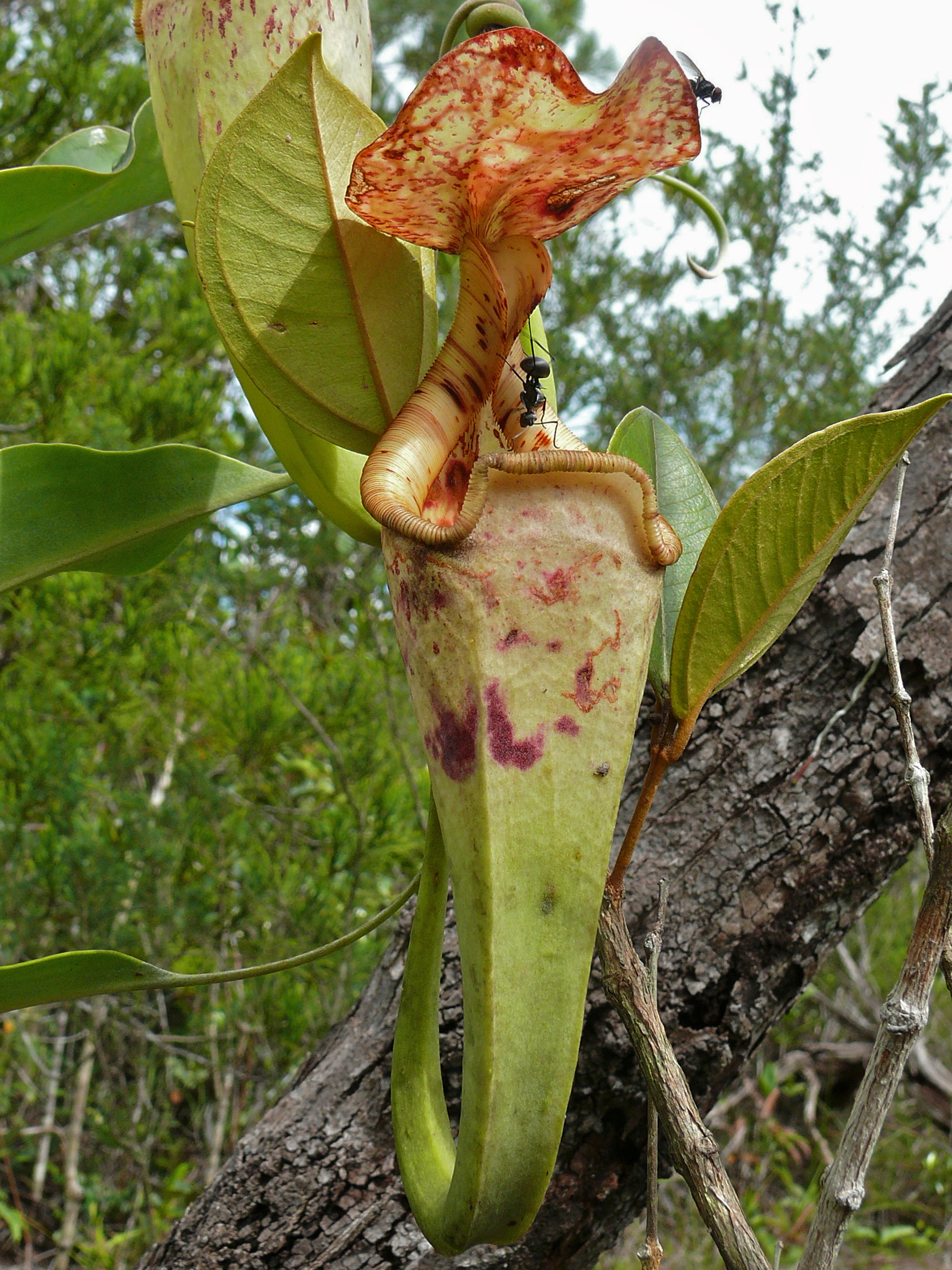
Fourmis Polyrhachis pruinosa sur une plante carnivore Nepenthes rafflesiana
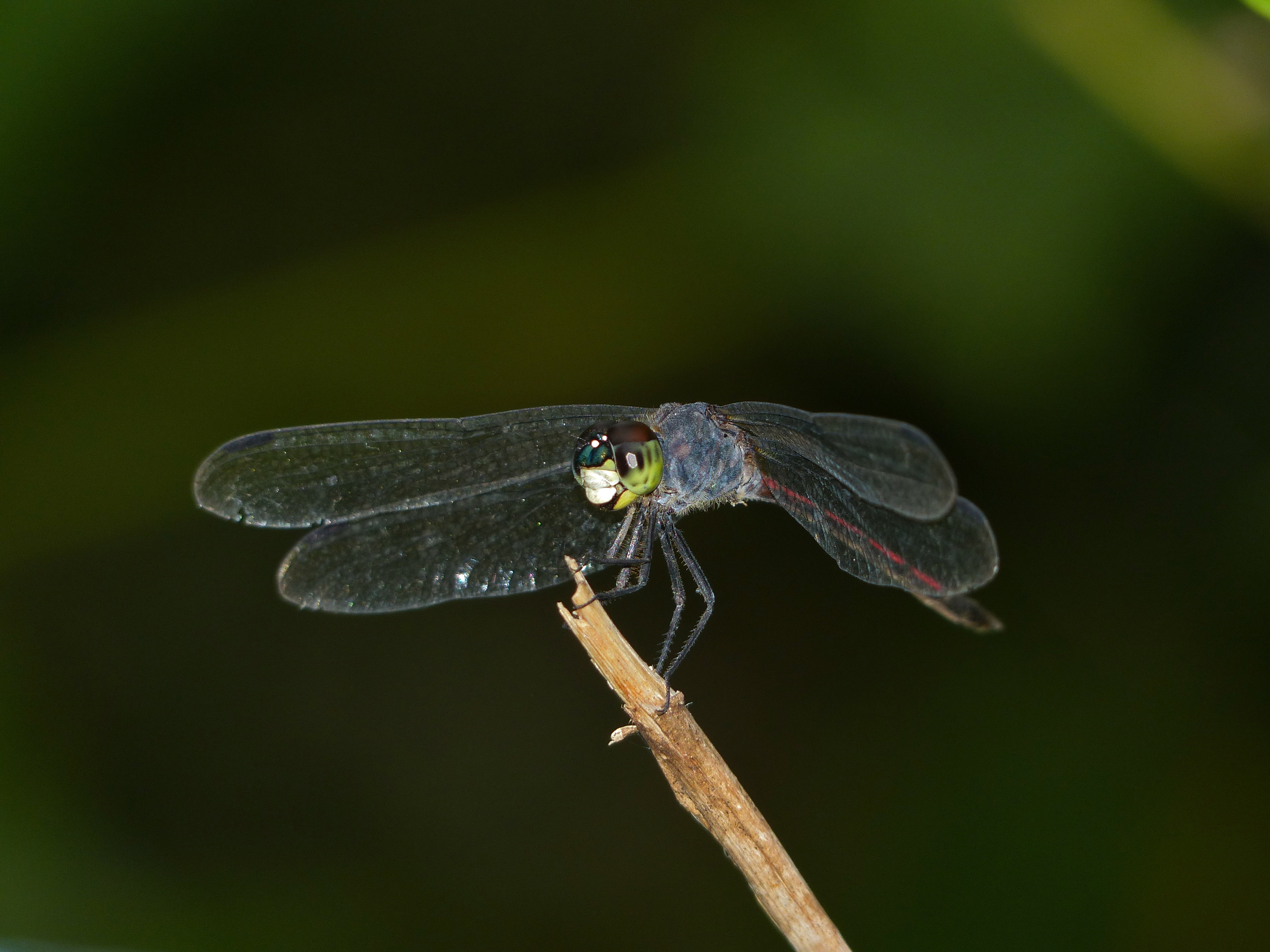
Libellule Agrionoptera insignis
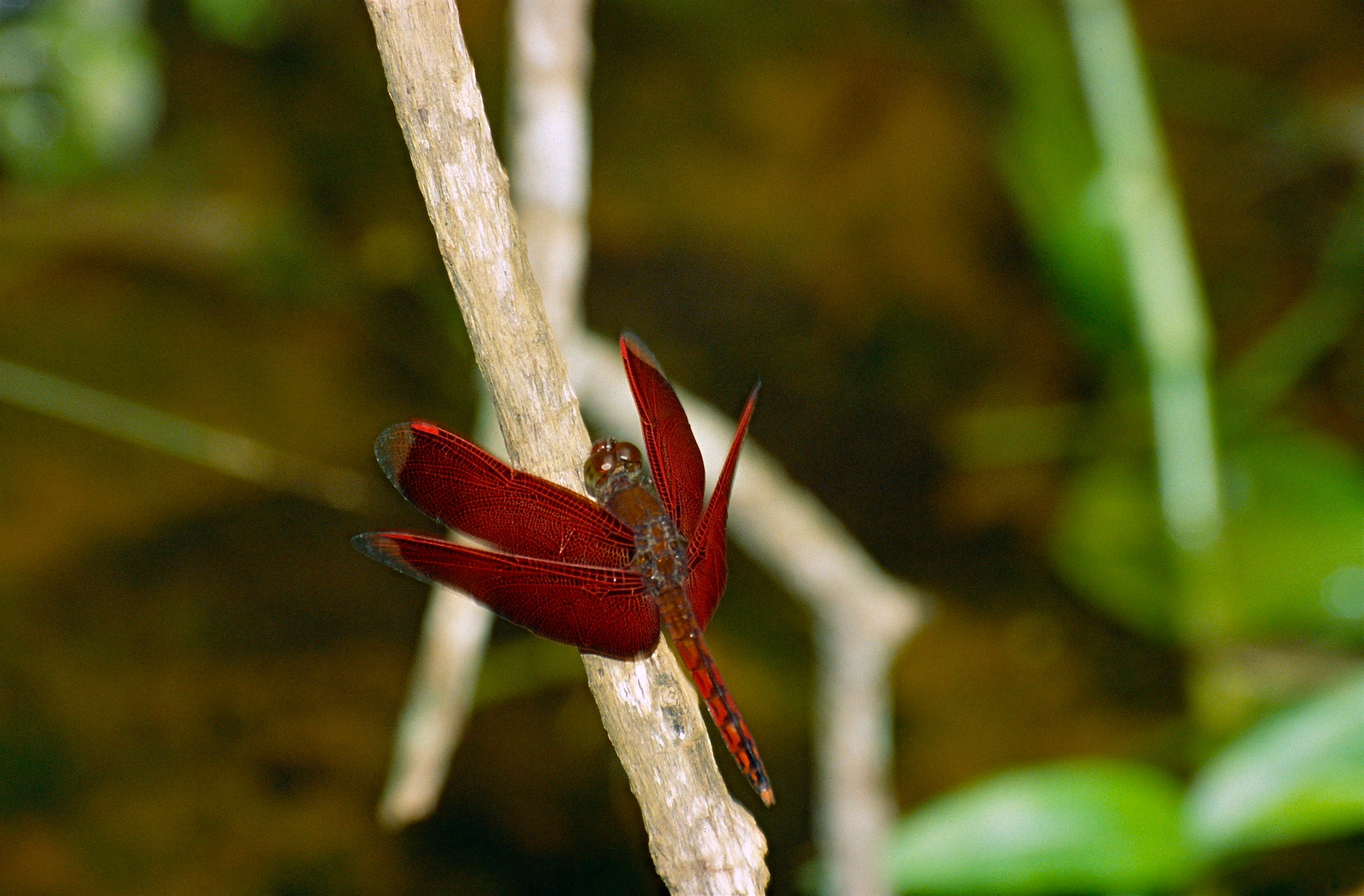
Libellule Neurothemis terminata mâle
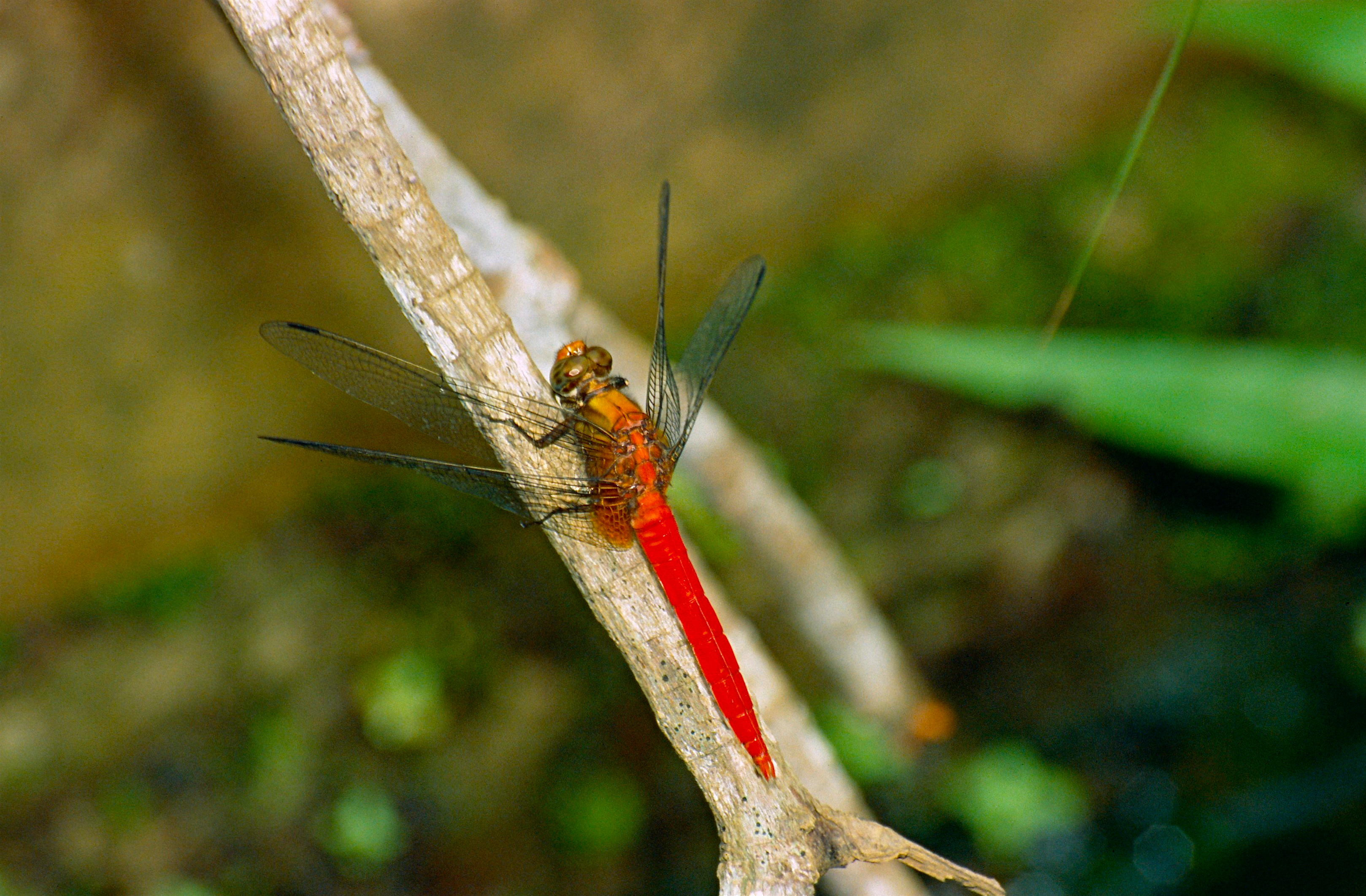
Libellule Orthetrum chrysis mâle
Nid de frelons Vespa tropica
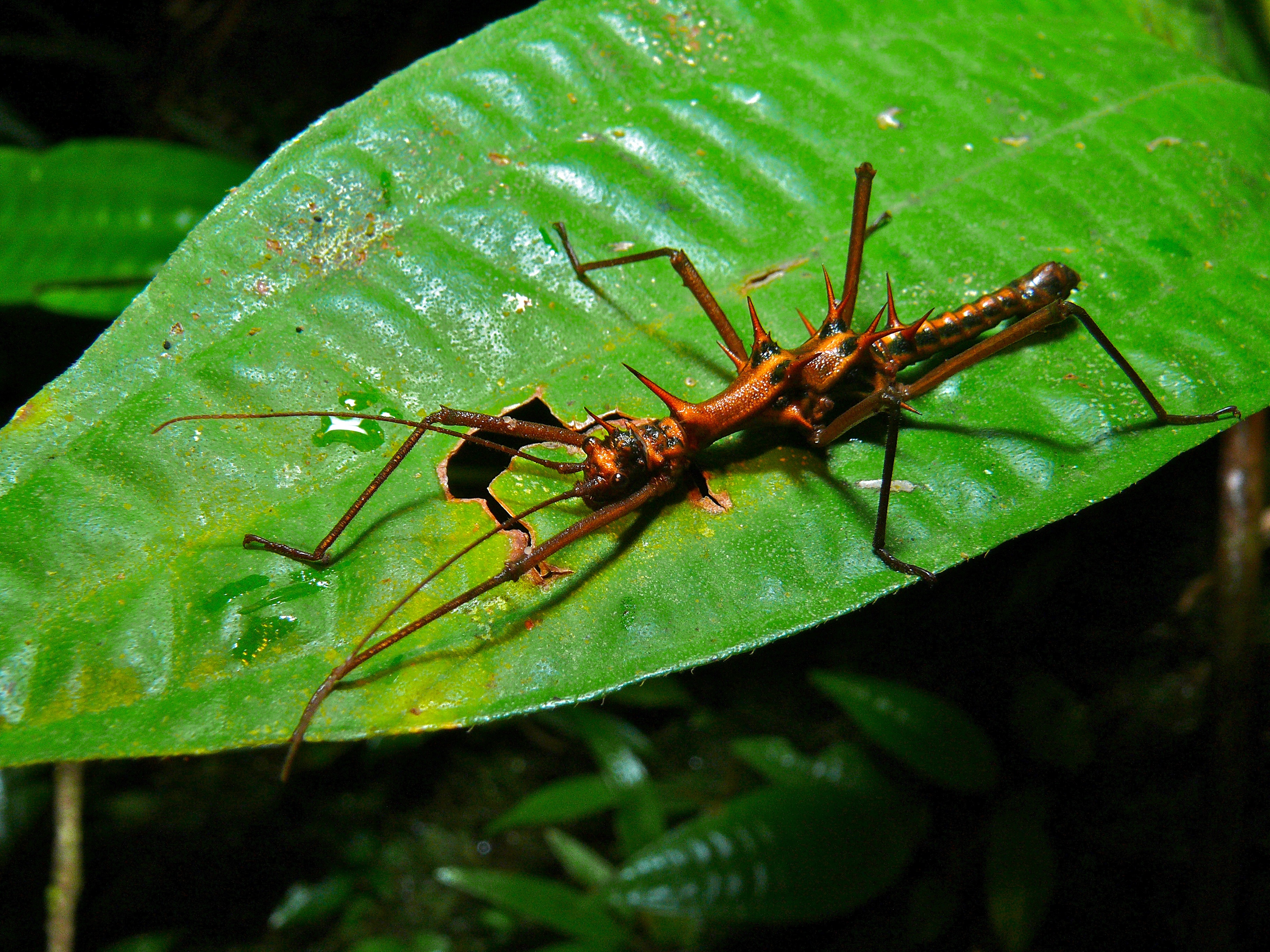
Phasme
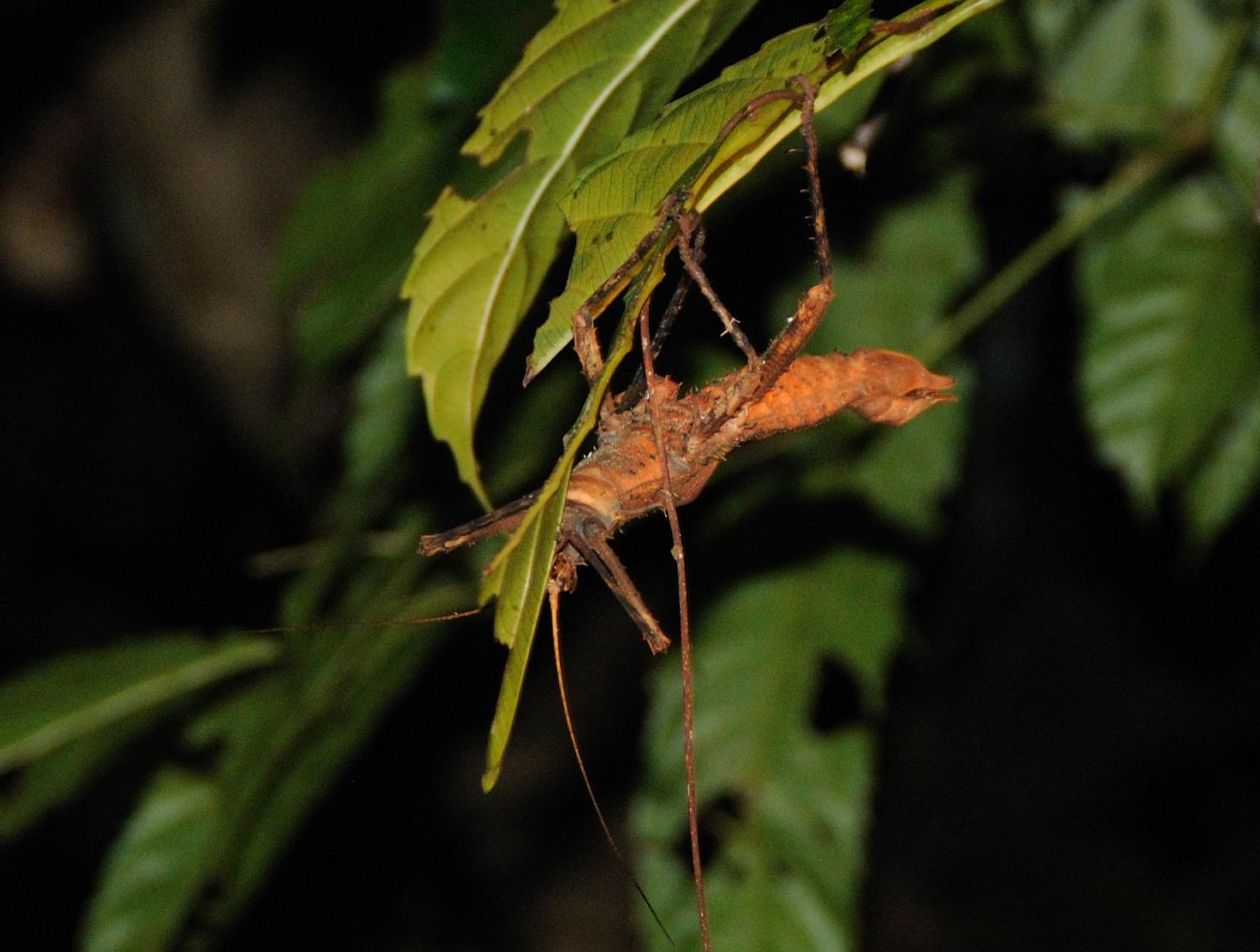
Phasme
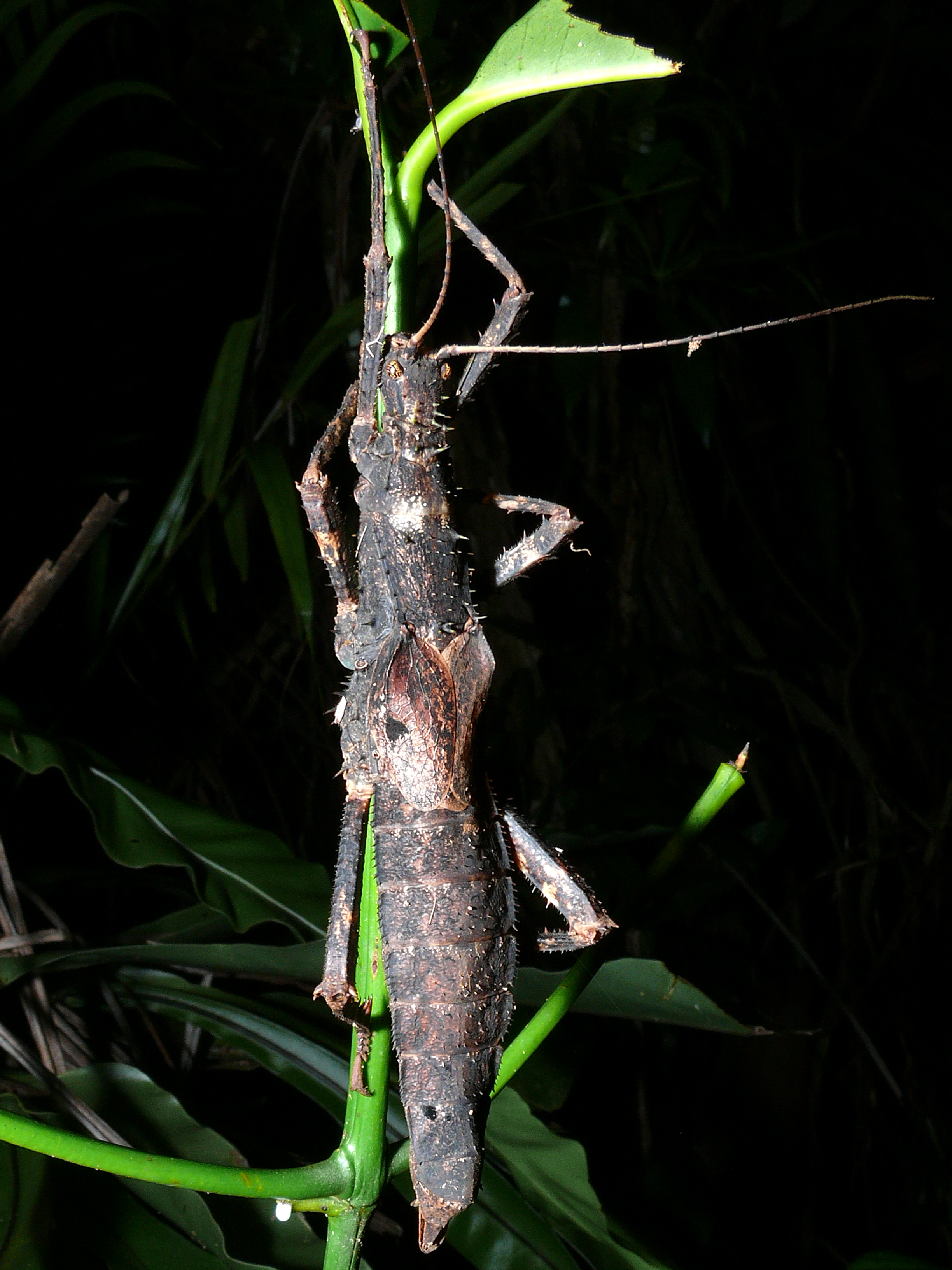
Phasme
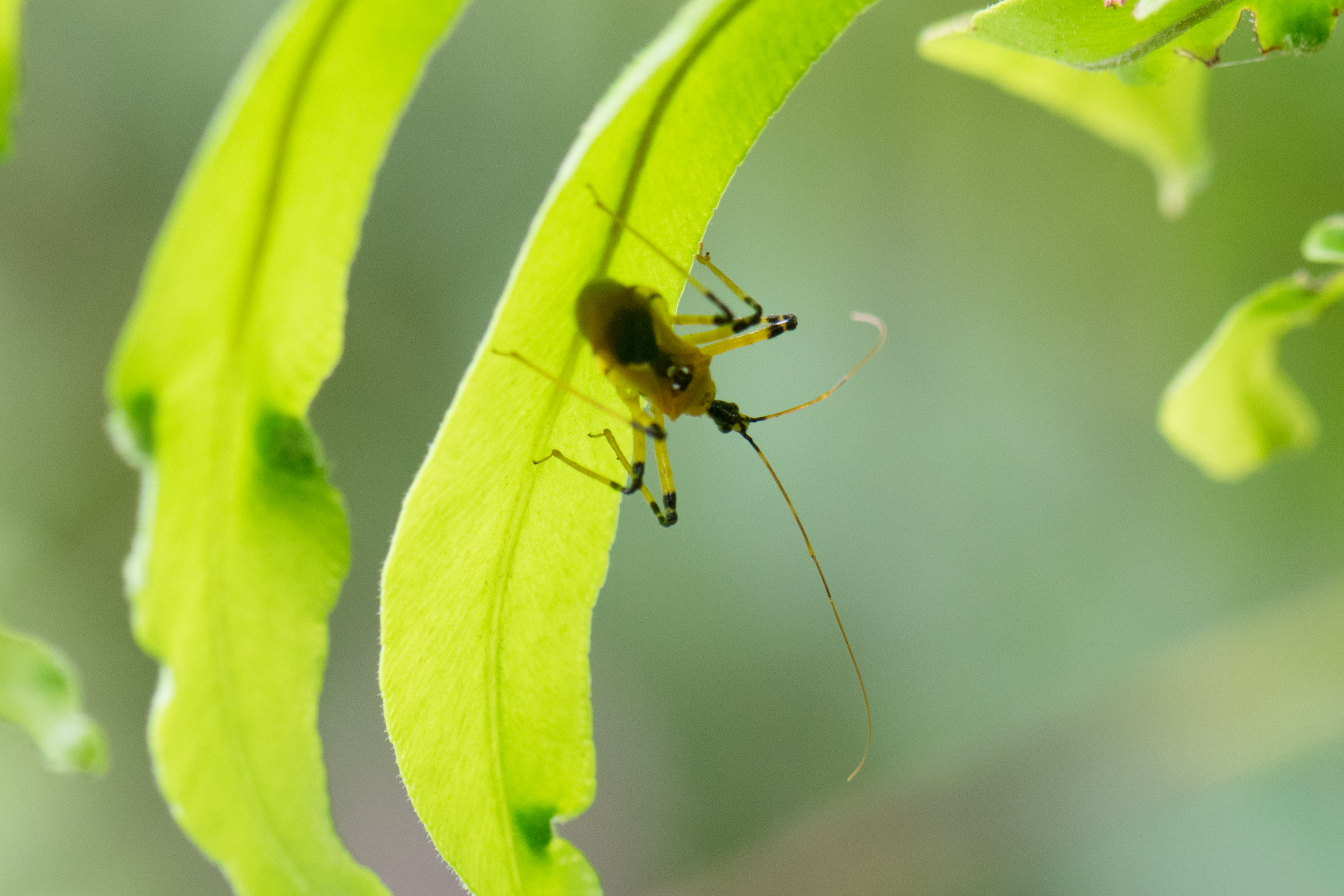
Punaise
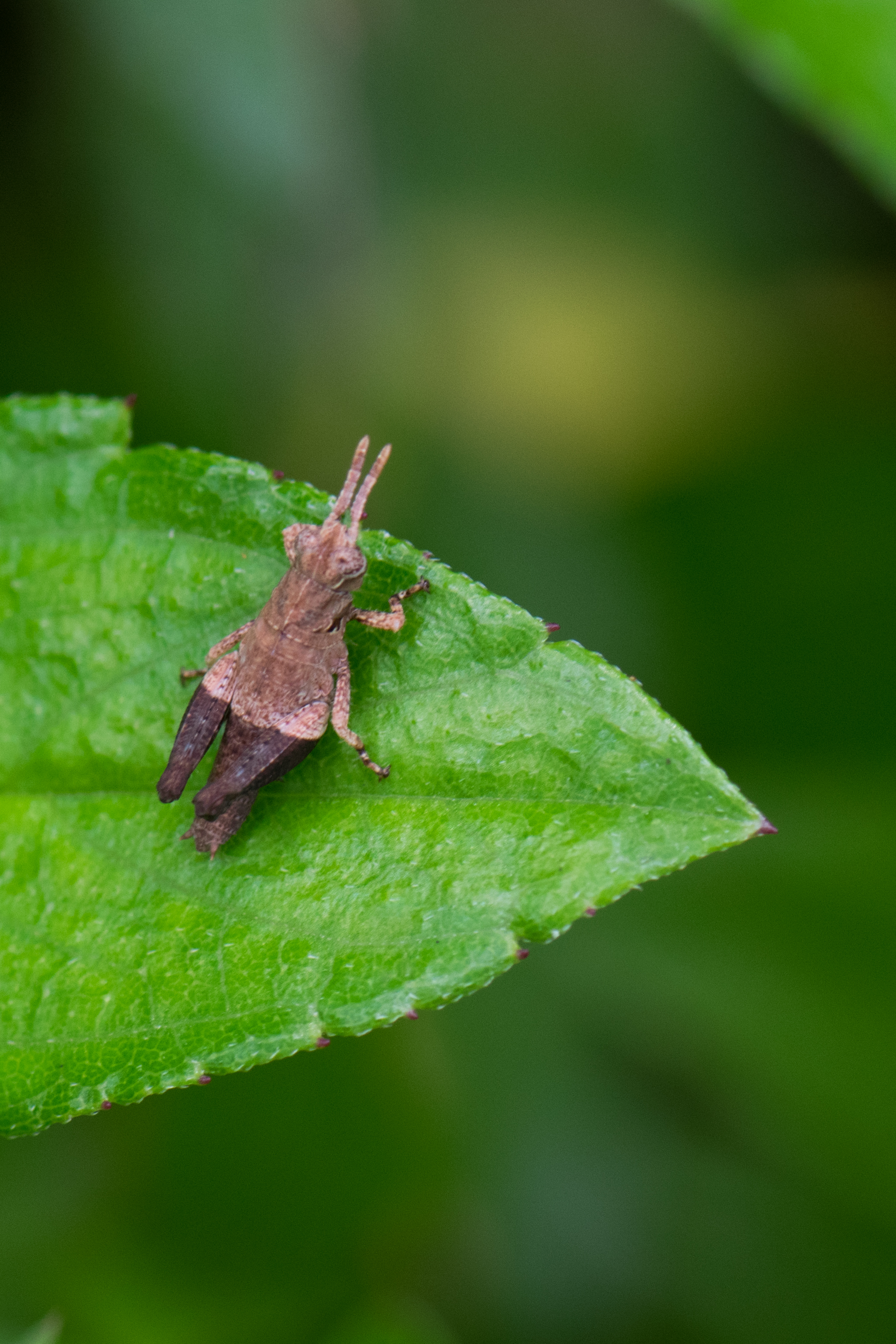
Punaise
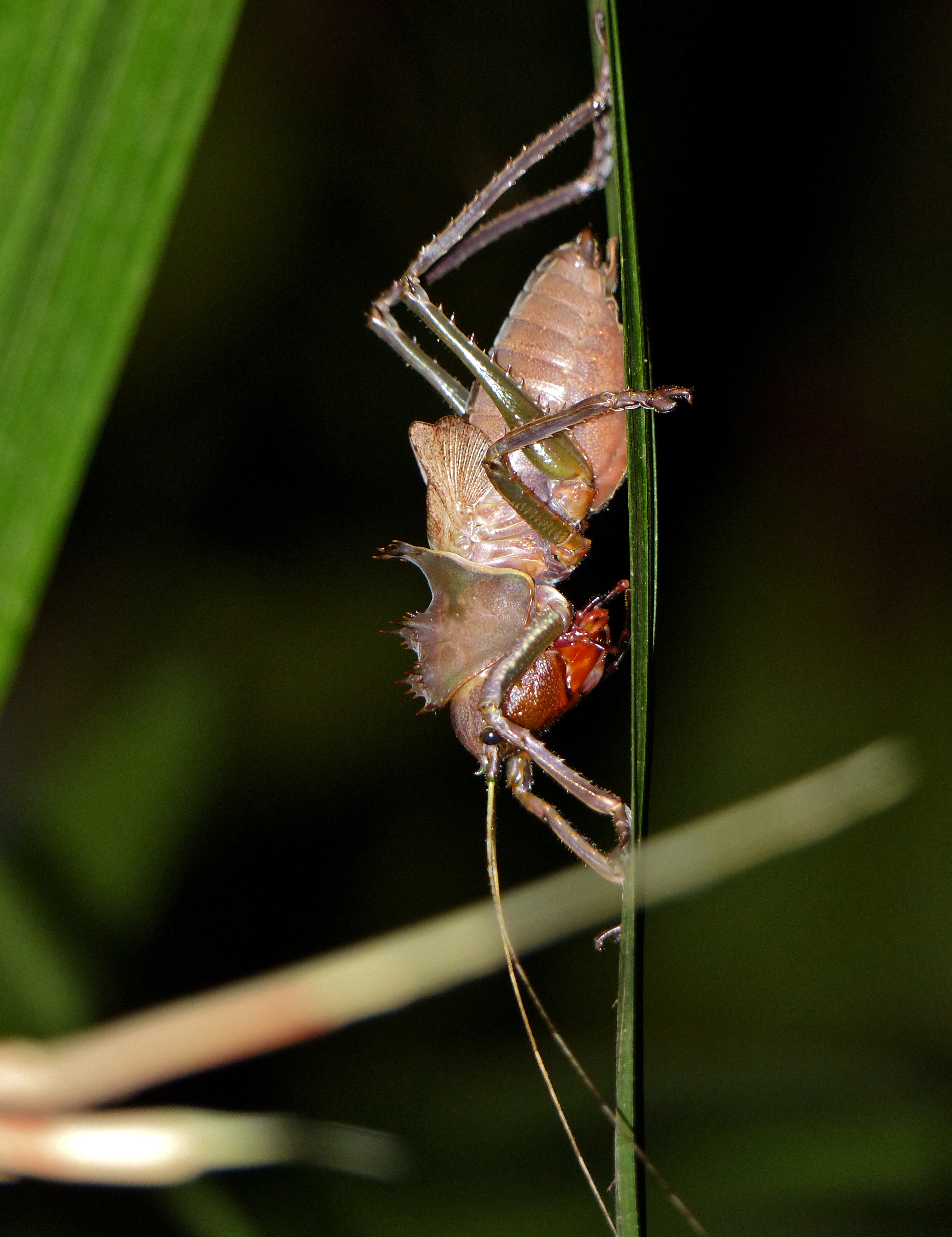
Sauterelle

Parmi les insectes, il y a aussi bien sûr des papillons : erebidae, hesperiidae, lycaenidae, nymphalidae, papilionidae etc.

Papillons
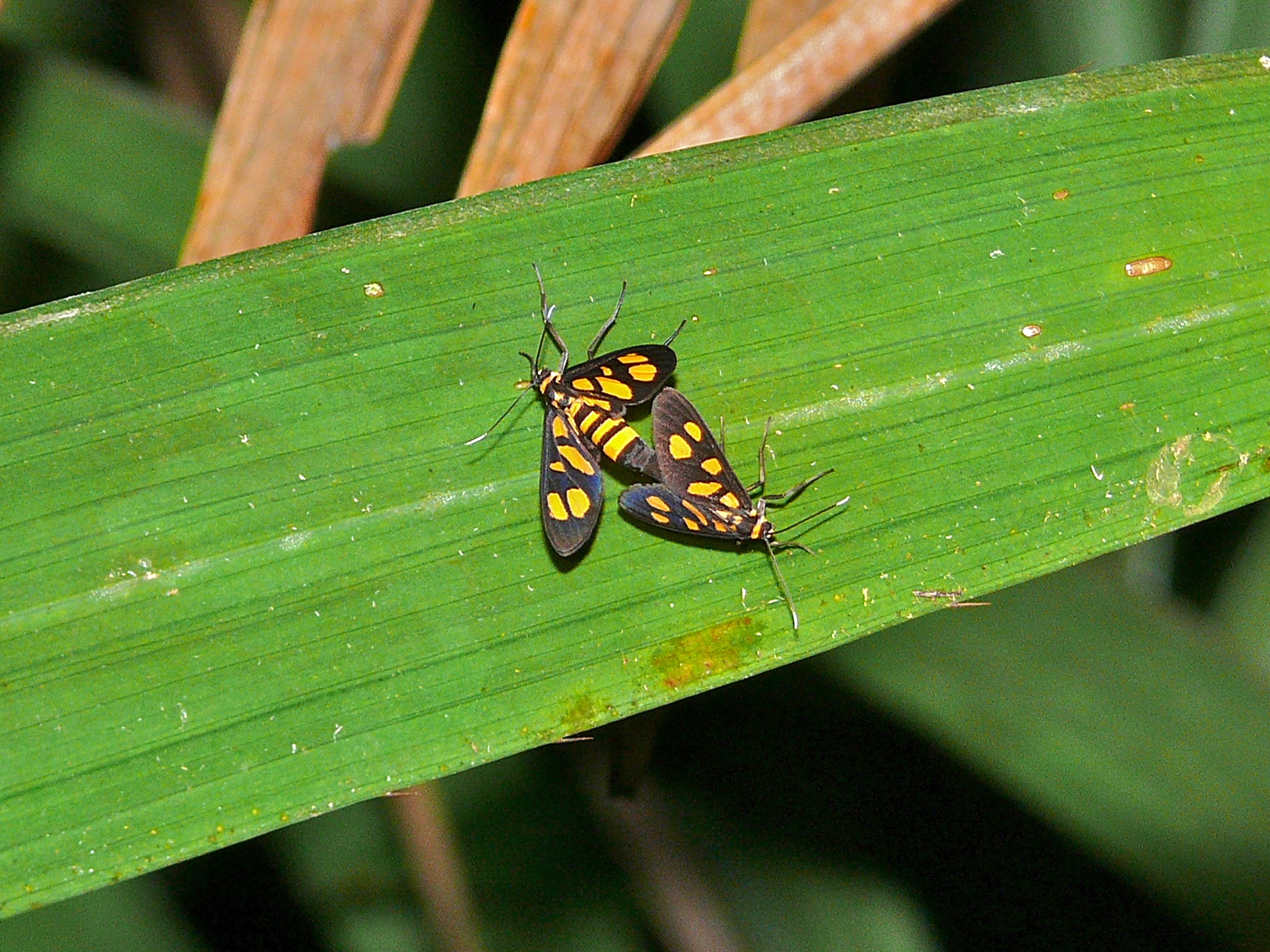
Erebidae Amata
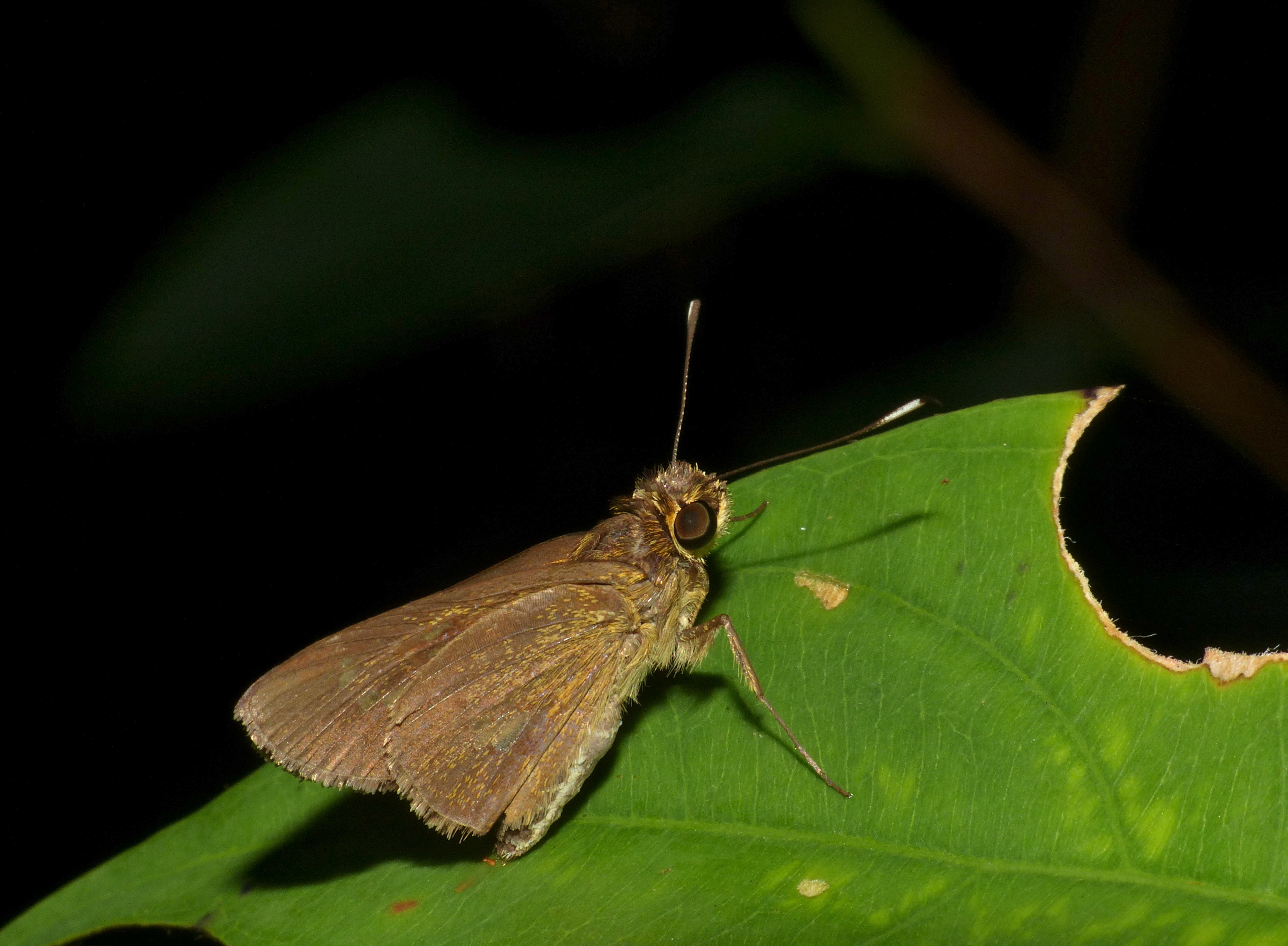
Hesperiidae
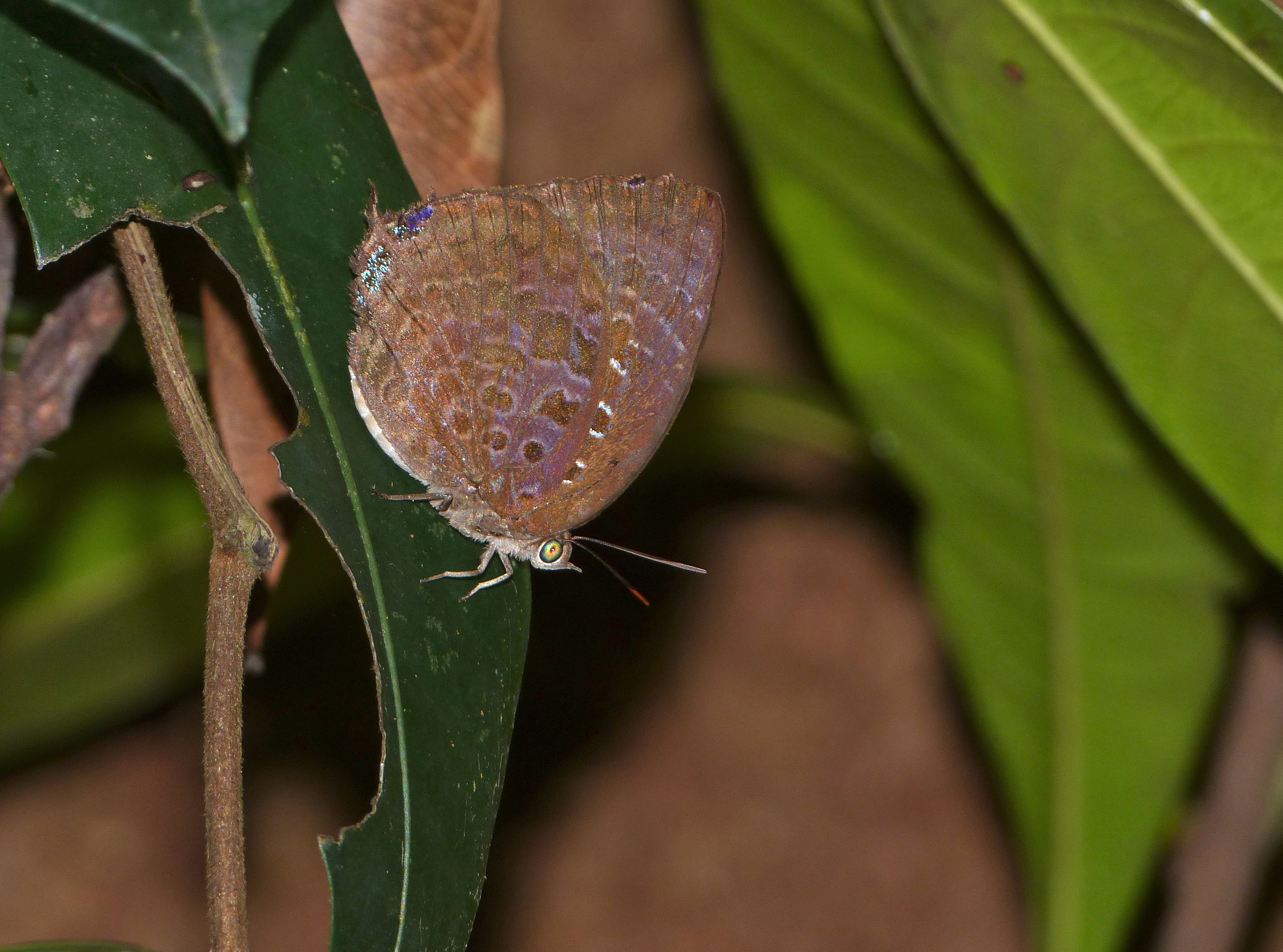
Lycaenidae arhopala
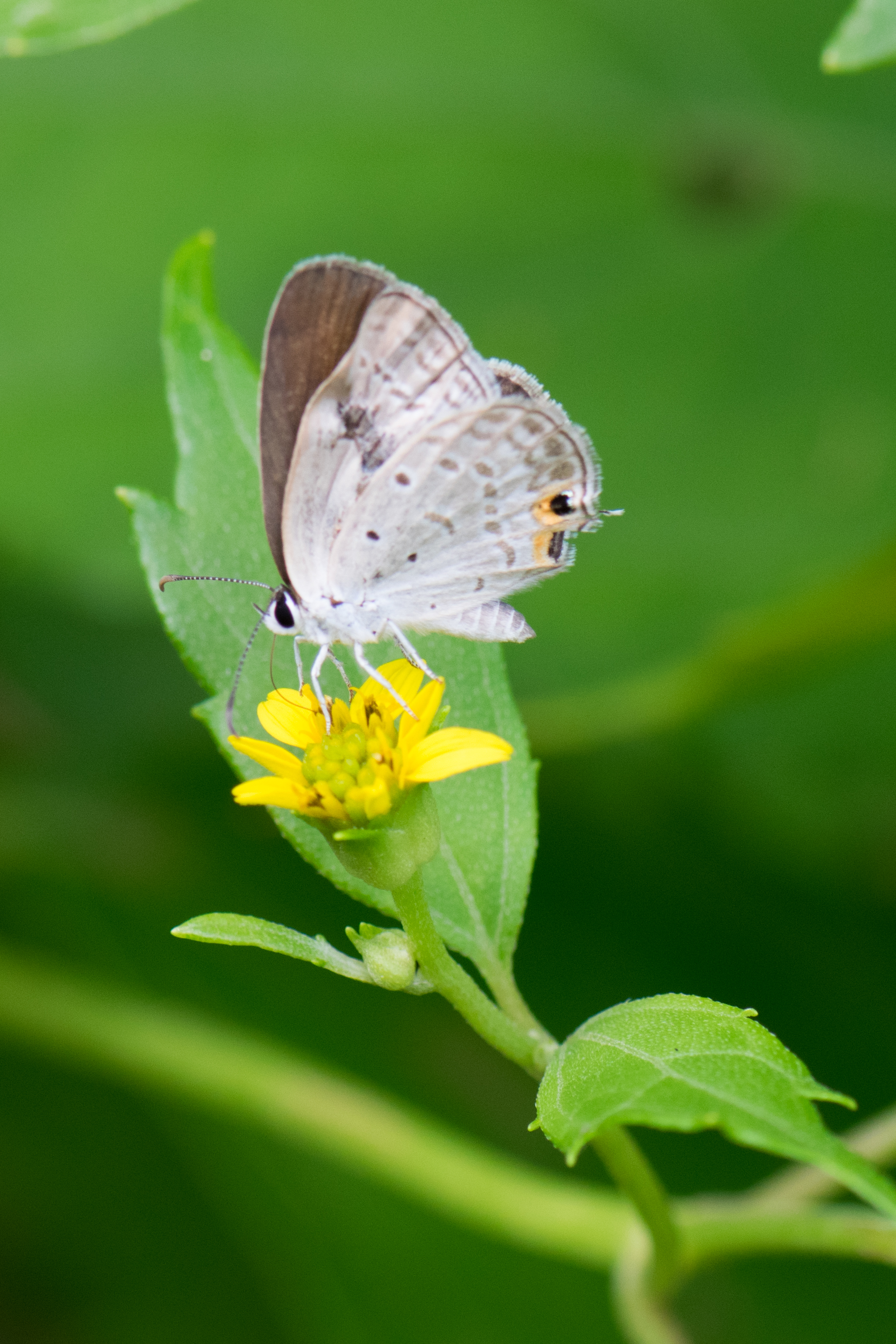
Lycaenidae polyommatinae
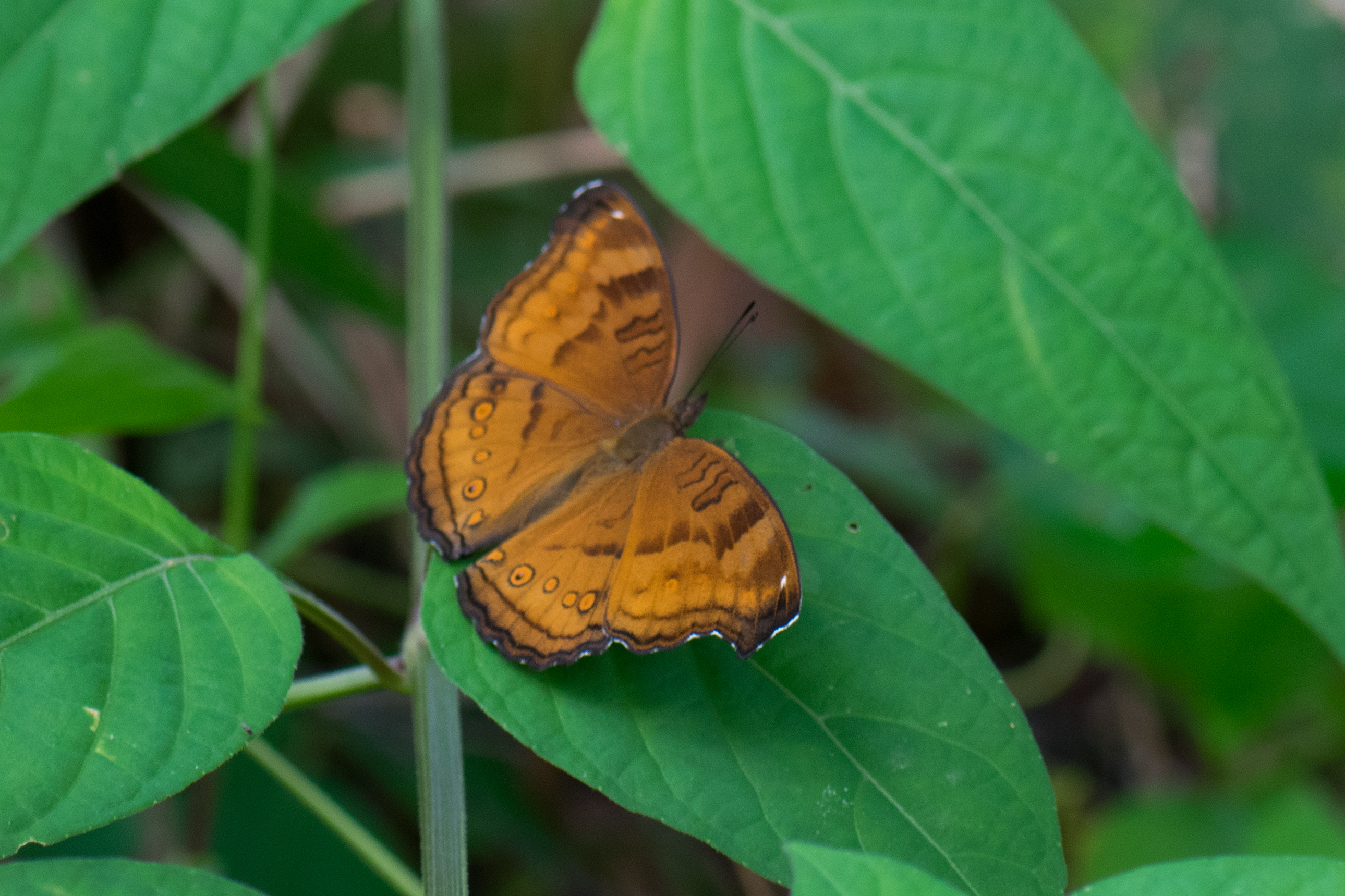
Nymphalidae Junonia

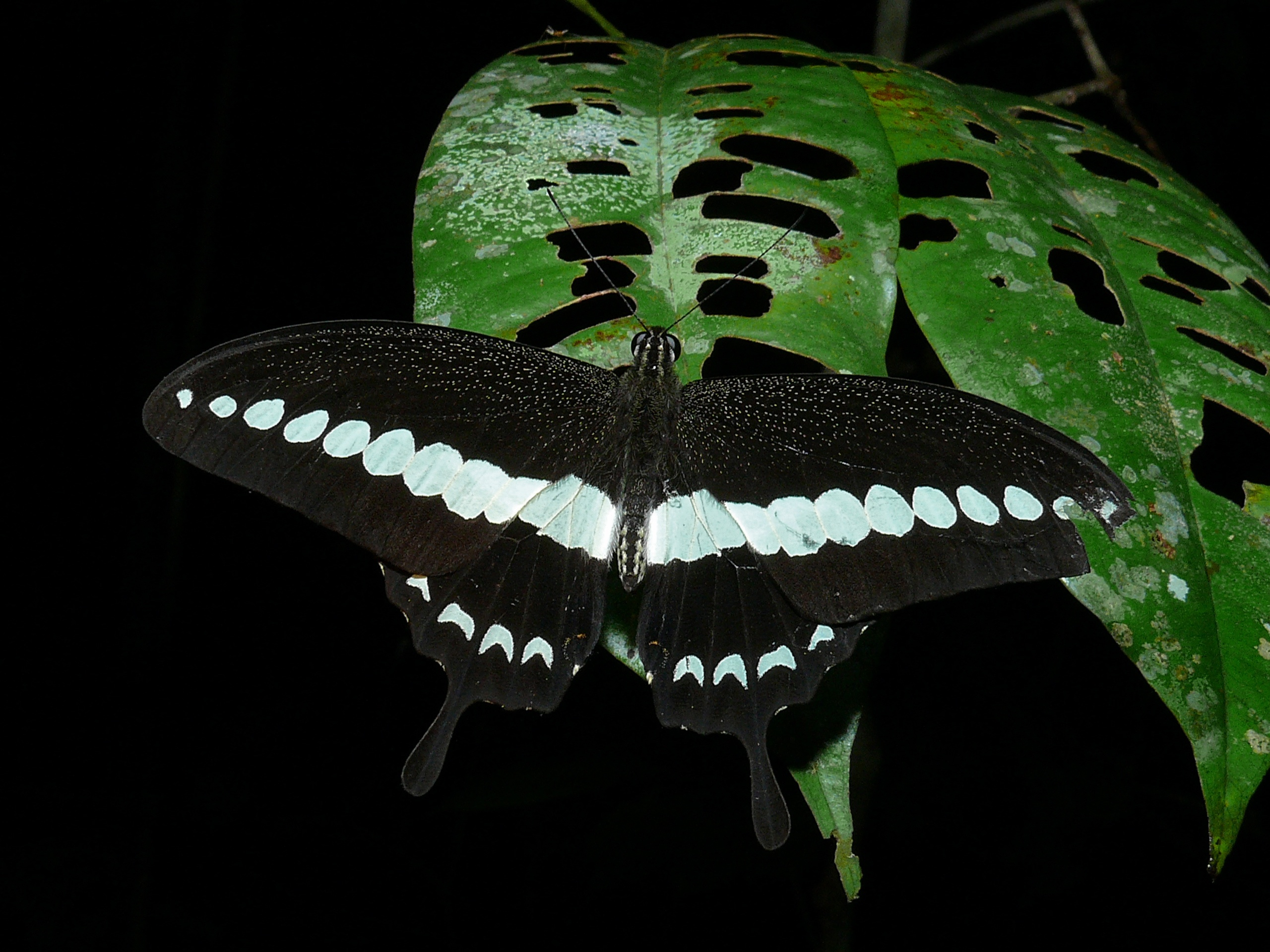
Papilionidae Papilio demolion

On rencontre aussi des arachnides : araignées et scorpions ...

Arachnides
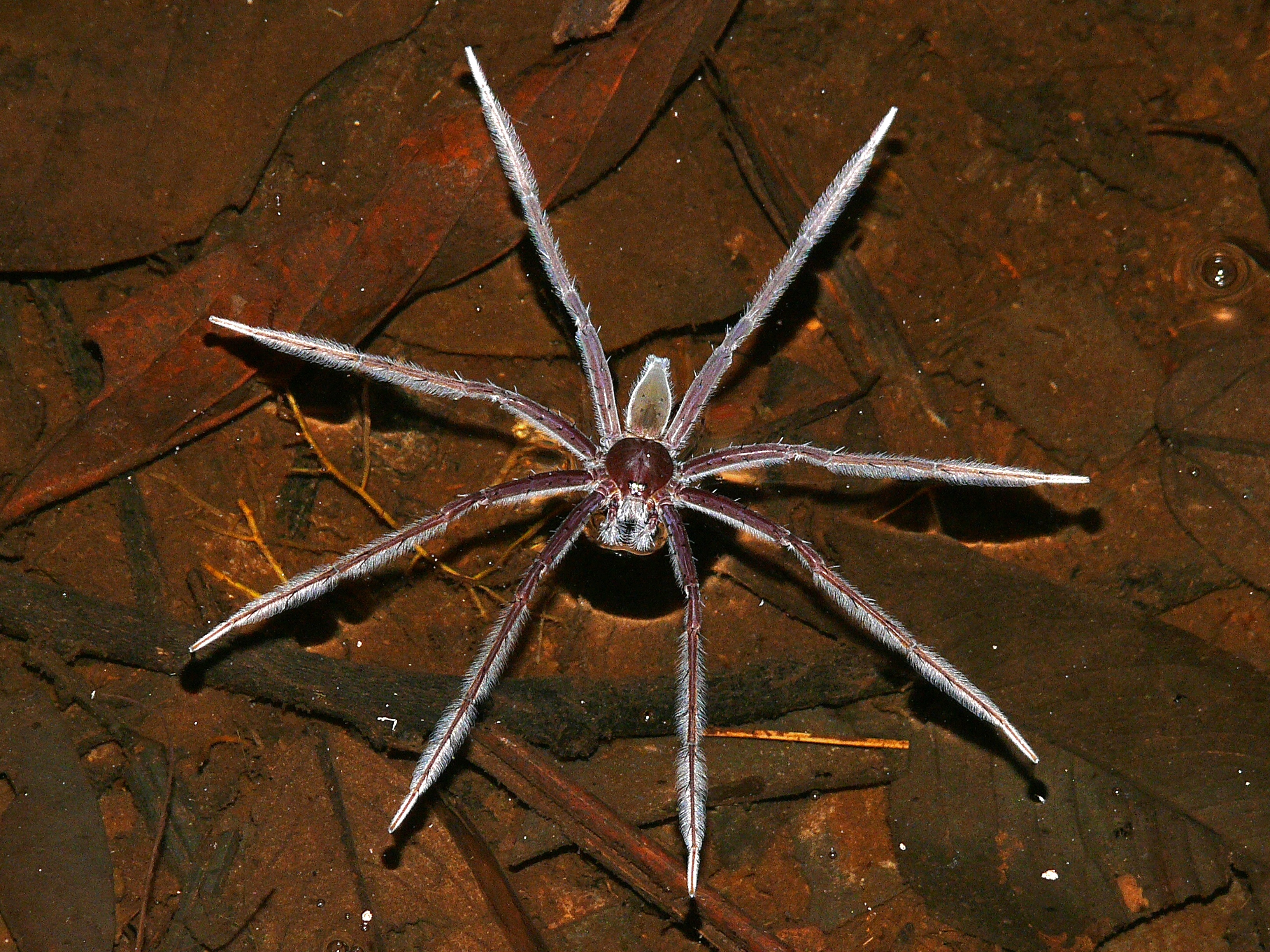
Araignée Dolomedes
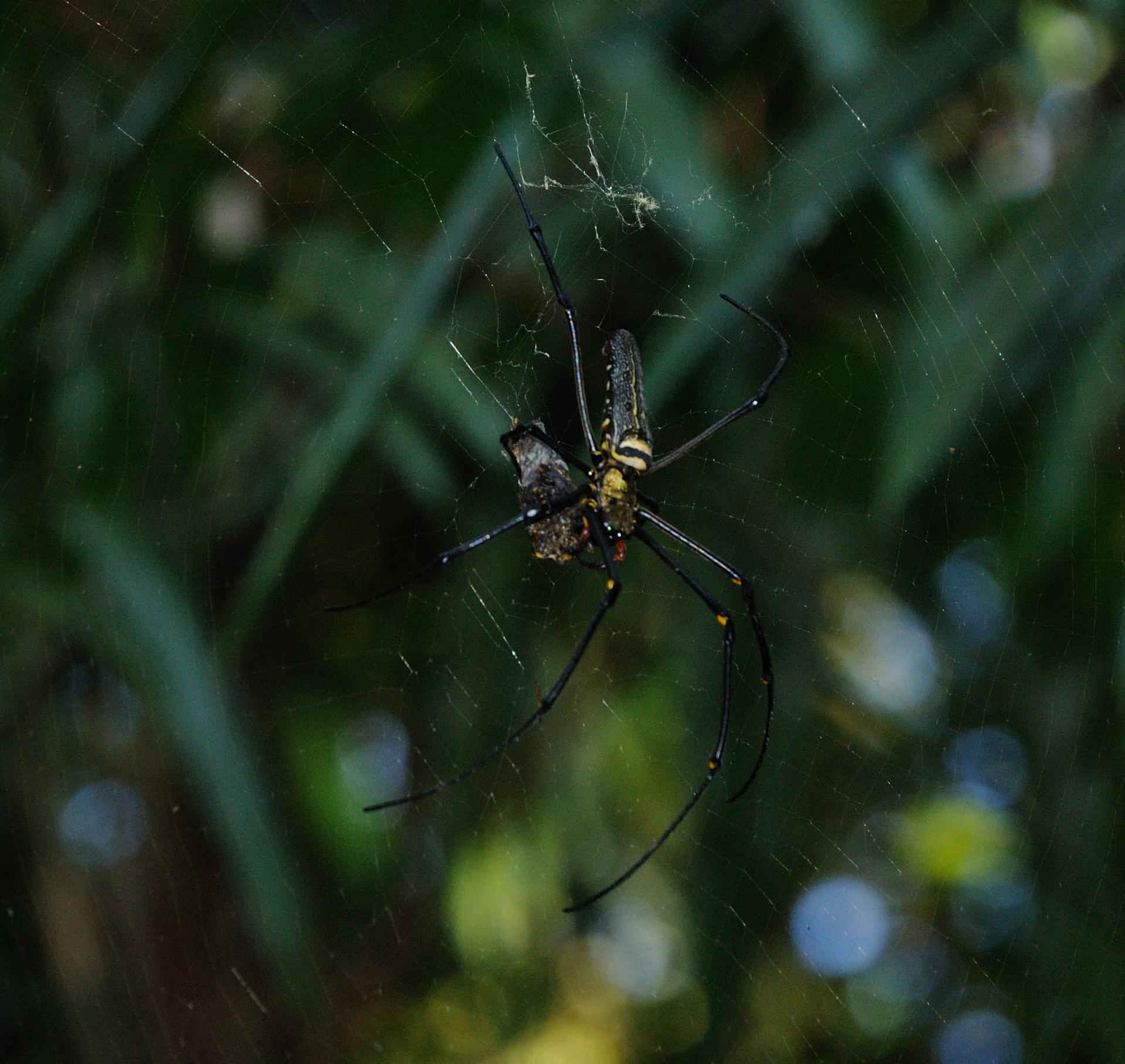
Araignée Nephila
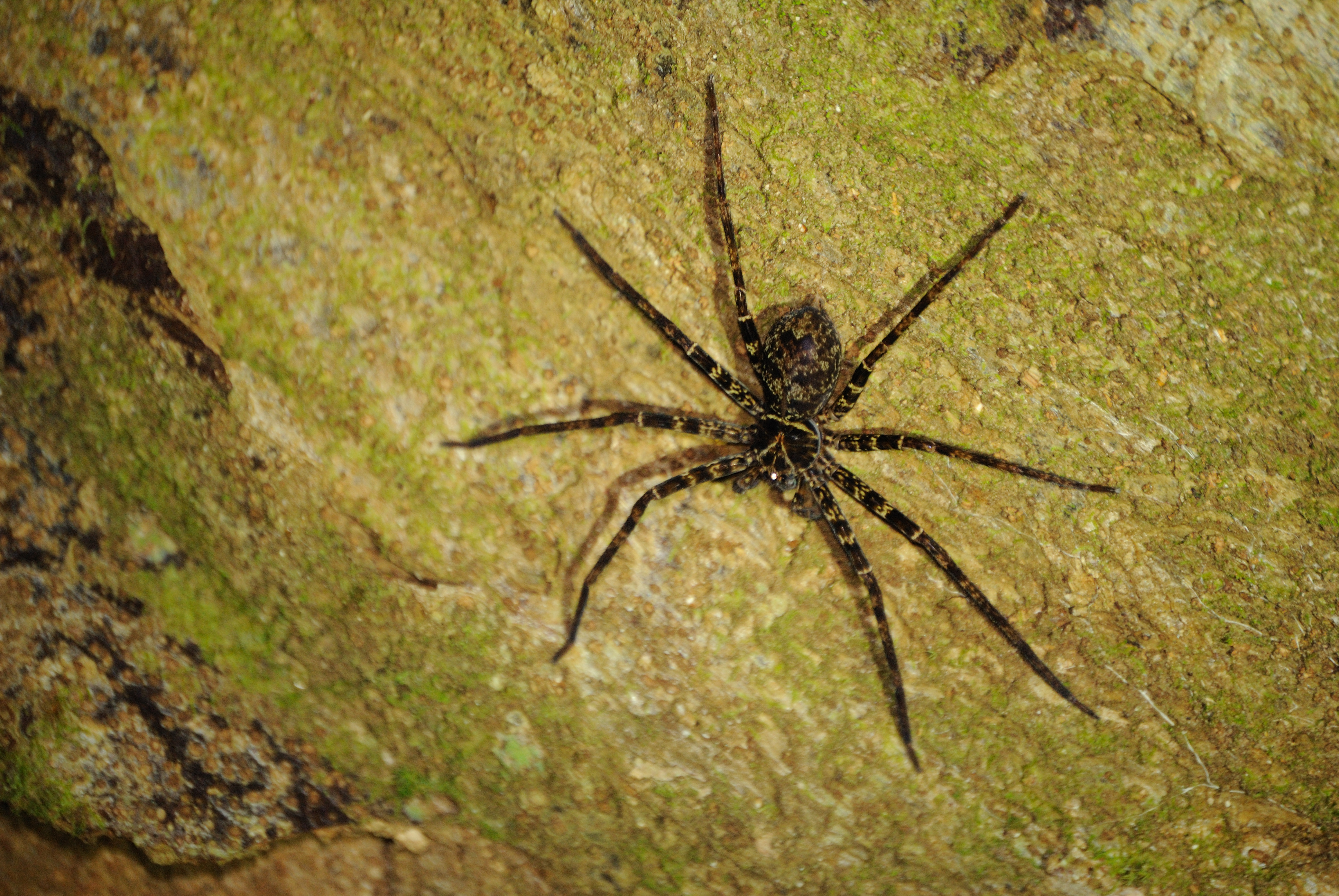
Araignée
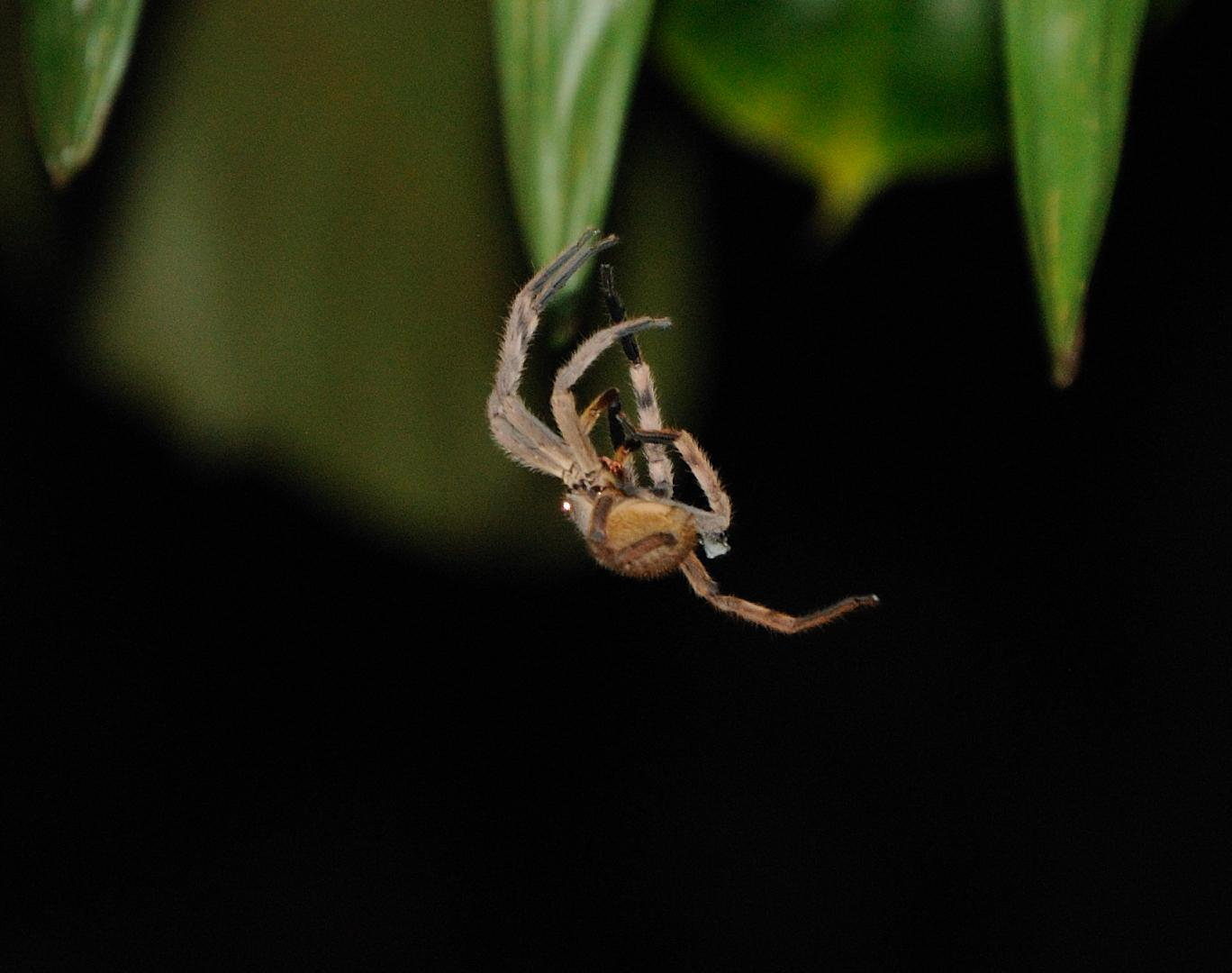
Araignée
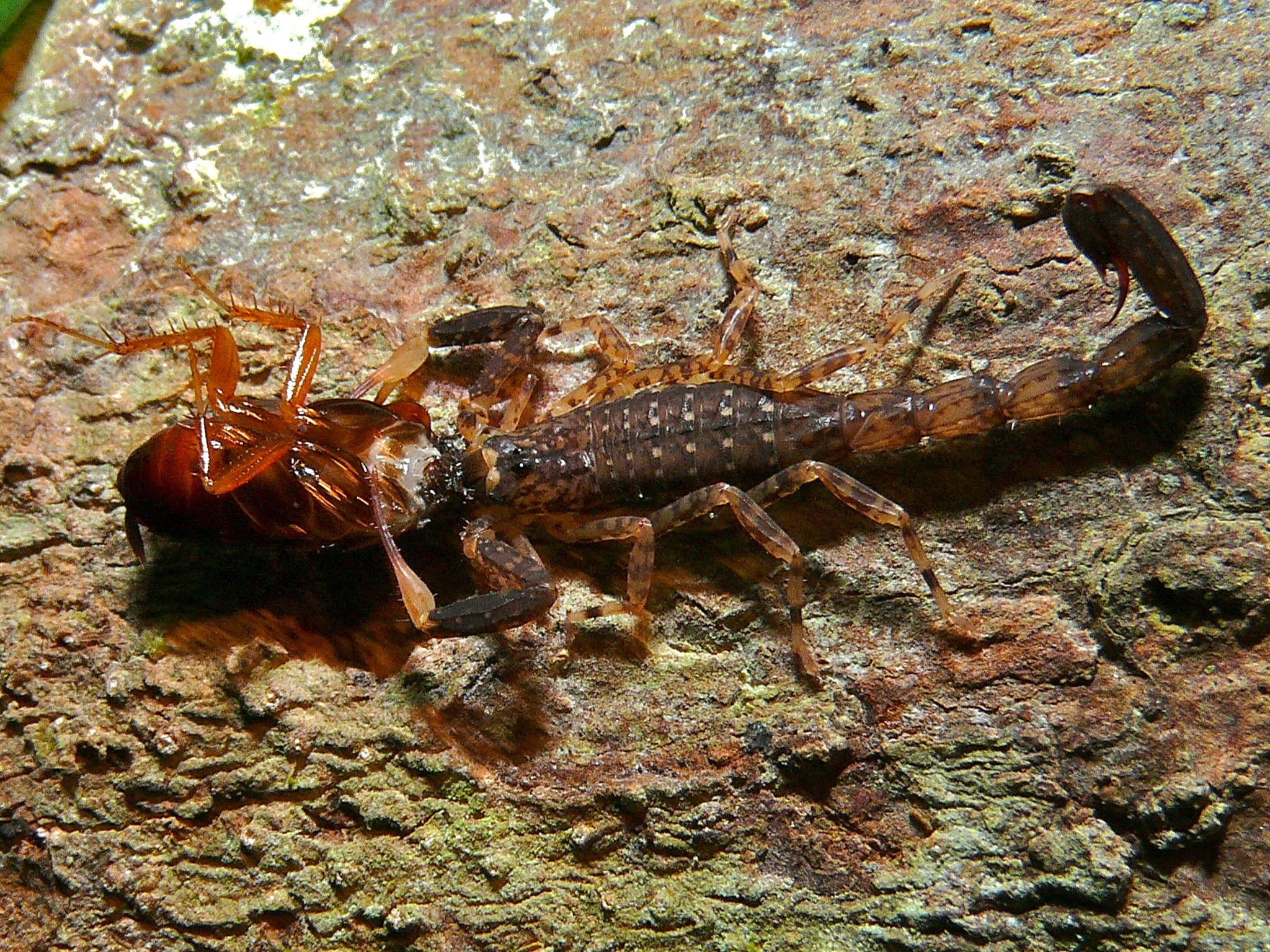
Scorpion Lychas